# Régiments d'infanterie français d'Ancien Régime (B)
Cet article présente la liste des régiments d'infanterie français d'Ancien Régime, commençant par la lettre B.

## Régiment de Bacher
- Régiment de Bacher 

C'est l'ancien régiment d'Evoly, qui est renommé « régiment de Bacher » après avoir été donné en 1709 à N. de Bacher. Engagé dans la guerre de Succession d'Espagne et sert dans l'armée de Flandre. Il  régiment de Coupigny après avoir été donné en 1710 à N. de Coupigny.

## Régiment de Bacqueville
- Régiment de Bacqueville

C'est l'ancien régiment de Louvigny (1705-1711), qui est renommé « régiment de Bacqueville » le 27 janvier 1711 et qui prend le nom de régiment de La Trémouille (1728-1731) le 7 octobre 1728.

Régiment de Bacqueville
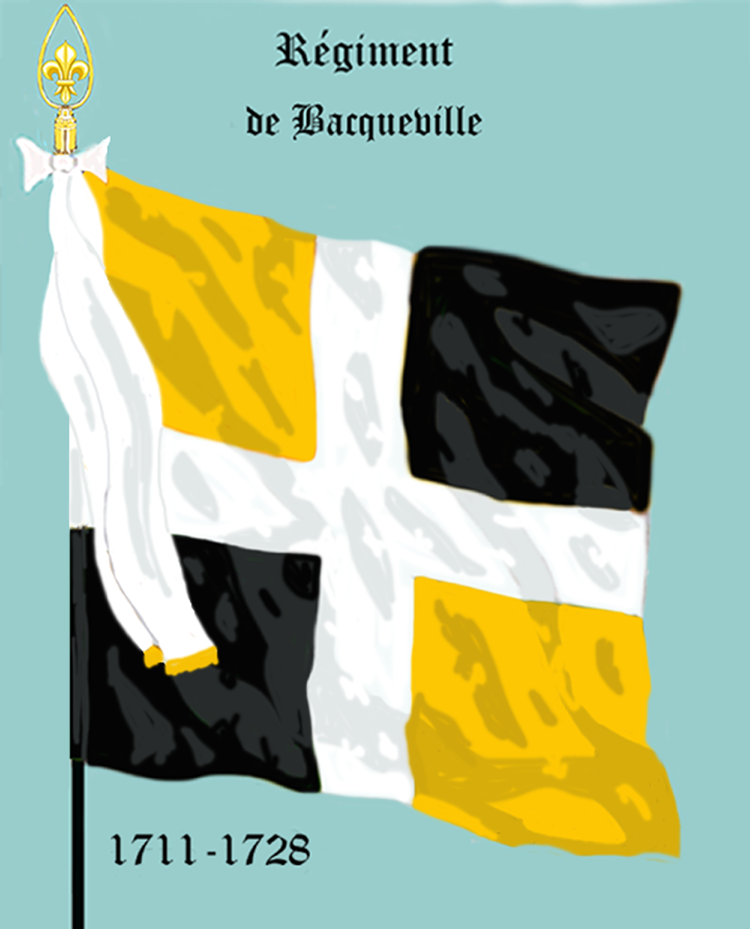
de 1711 à 1728

## Régiment de Bains
- Régiment de Bains

Ce régiment est levé 2 février 1632, dans le cadre de la guerre de Trente Ans par N. de Bains. Il participe à la conquête de la Lorraine puis au siège de La Mothe en 1634. Il est licencié en 1635.

## Régiment de Balagny (1585-1594)
- Régiment de Balagny (1585-1594)

Le régiment est levé en mai 1585, dans le cadre de la huitième guerre de Religion par Jean de Montluc de Balagny. Devenu ligueur en 1587, il forme la garnison de Cambrai et se soumet au roi, Henri III, en 1593. En 1594, il est réduit en compagnies de garnison.

## Régiment de Balagny (1595-1612)
- Régiment de Balagny (1595-1612)

Ce régiment est formé le 9 octobre 1595, dans le cadre de la huitième guerre de Religion, par Jean de Montluc de Balagny. Admis à la solde du roi le 6 mars 1597 il prend le nom de régiment de Rambures en 1612.

Régiment de Balagny
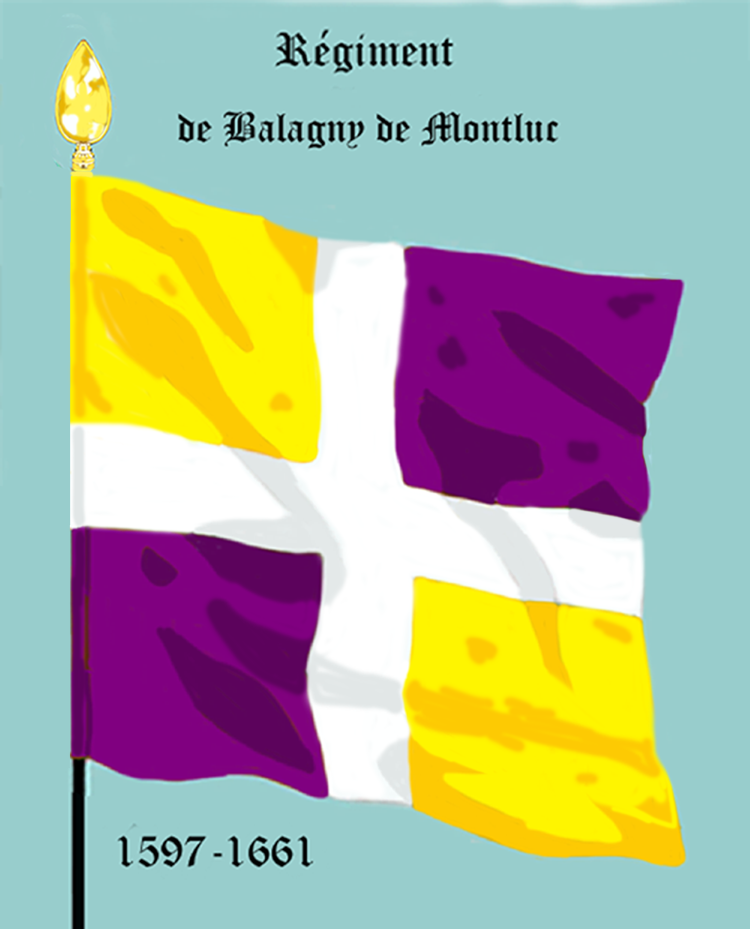
de 1595 à 1612

## Régiment de Baligny
- Régiment de Baligny

Le régiment est levé le novembre 1625 par N. de Baligny . Il sert dans la Valteline et il est licencié en mai 1626.

## Régiment de Balthazard (1650-1655)
- Régiment de Balthazard (1650-1655) 

C'est l'ancien régiment d'Erlach-Allemand, qui est renommé « régiment de Balthazard » après avoir été donné le 12 février 1650 à Jean de Balthazard. De 1651 à 1653 c'est un régiment frondeur. Il sert en 1654 en Dauphiné et en Piémont puis à l'armée de Catalogne en 1655 avec laquelle il se trouve au siège de Puycerda. Il est licencié après cette campagne.

## Régiment de Balthazard (1658-1665)
- Régiment de Balthazard (1658-1665) 

Ce régiment allemand appartenant à Jean de Balthazard, s'embarque à La Rochelle pour passer au Canada et prend le nom de régiment de Carignan-Balthazard en mai 1665.

## Régiment de Balthazard (1749-1754)
- Régiment de Balthazard (1749-1754) 

C'est l'ancien régiment de Grand-Villard, qui est renommé « régiment de Balthazard » le 15 juin 1749 et qui prend le nom de régiment de Planta le 20 janvier 1754.

Régiment de Balthazard
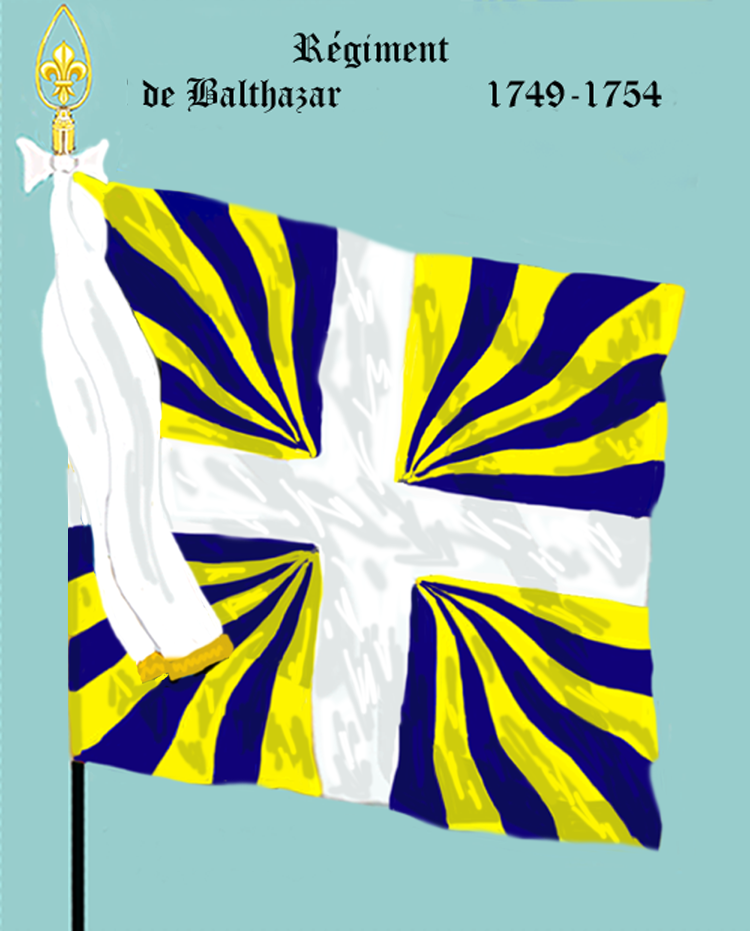
de 1749 à 1754

## Régiment de Balzac
- Régiment de Balzac

Ce régiment est levé en septembre 1587, dans le cadre de la huitième guerre de Religion, par César de Balzac de Gié. En 1587, le régiment participe aux batailles de Vimory et d'Auneau et est licencié en 1588.

## Bandes allemandes
- Bandes allemandes

Soudoyé Charles VIII les premières bandes de lansquenets arrivent en France en 1486. Ses bandes, appelées au service de la France, sont organisés en régiments à partir de 1535.

## Bandes d'Andelot
- Bandes d'Andelot

D'origine française, ces bandes sont commandée par François de Châtillon, seigneur d'Andelot, colonel général en titre d'office, 17 août 1556.

## Bandes de Baglione
- Bandes de Baglione

D'origine italiennes, ces bandes de 8 000 hommes sont amenées par Malatesta Baglione en 1526.

## Bandes de Boulogne
- Bandes de Boulogne

Voir Bandes françaises

## Bandes de Bourgogne
- Bandes de Bourgogne

Voir Bandes françaises

## Bandes de Bretagne
- Bandes de Bretagne

Voir Bandes françaises

## Bandes de Castellano de Lodi
- Bandes de Castellano de Lodi

D'origine italiennes, ces bandes sont amenées par Castellano de Lodi en 1529.

## Bandes de Cère
- Bandes de Cère

D'origine italiennes, ces bandes de 4 000 hommes sont amenées par Renzio de Cère en 1523.

## Bandes de Champagne
- Bandes de Champagne

Voir Bandes françaises

## Bandes de Clèves
- Bandes de Clèves

D'origine allemande, ces bandes sont commandée par François de Clèves, duc de Nevers, qui devient colonel-général par commission le 29 avril 1547.

## Bandes de Coligny
- Bandes de Coligny

D'origine française, ces bandes sont commandée par Gaspard de Châtillon, comte de Coligny, premier colonel général en titre d'offîce le 29 avril 1547.

## Bandes Corses
- Bandes Corses

C'est en 1524, que Sampieru de Bastelica conduit à l'armée d'Italie une bande de 1 000 Corses.

## Bandes de Dauphiné
- Bandes de Dauphiné

Voir Bandes françaises

## Bandes en Deçà des Monts
- Bandes en Deçà des Monts

Les bandes en deçà des monts qui sont également appelées également « bandes Françaises », « bandes de Picardie » ou encore « bandes picardes », sont, en France, les premières unités militaires permanentes et soldées de fantassins créées en 1479 par Louis XI, copiées sur le modèle des bandes suisses.

## Bandes en Delà des Monts
- Bandes en Delà des Monts

## Bandes écossaises
- Bandes écossaises

En 1553, durant la dixième guerre d'Italie, quatre enseignes écossaises et deux enseignes anglaises, sous les ordres d'un officier du nom de Glaney, font partie de l'armée de Picardie. Après la paix du Cateau-Cambrésis, deux compagnies d'Écossais furent conservées et firent partie de la garde du roi. Ces compagnies sont versées en 1561 dans le régiment de Richelieu.

## Bandes d'Epernon
- Bandes d'Epernon

D'origine française, ces bandes sont commandée par Jean-Louis de Nogaret, duc d'Epernon, colonel général le 15 septembre 1581 puis par Bernard de Nogaret de La Valette, duc d'Épernon, colonel général en survivance de son père, le 1er juin 1610, en titre d'office en 1641.

## Bandes de Foix-Candalle
- Bandes de Foix-Candalle

D'origine française, ces bandes sont commandée par Louis-Gaston de Nogaret d'Epernon, duc de Foix-Candalle, en survivance de son père, Bernard de Nogaret de La Valette d'Épernon, le 20 juin 1649, jusqu'au 26 juillet 1661, jour où la charge de colonel général de l'infanterie française est abolie.

## Bandes Françaises
- Bandes Françaises

Au printemps de 1480, Louis XI réunit en Picardie, 10 000 aventuriers et 2 500 pionniers, destinés à remplacer la milice des Francs-Archers.

## Bandes de Frégos
- Bandes de Frégos

D'origine italiennes, ces bandes de 2 000 hommes sont amenées par César Frégos en 1540.

## Bandes de Galleras
- Bandes de Galleras

D'origine italiennes, ces bandes sont amenées par Jean Giordano Orsini en 1529.

## Bandes de Gonzague
- Bandes de Gonzague

D'origine italiennes, ces bandes de 2 000 hommes sont amenées par Gaguino de Gonzague en 1540.

## Bandes Grisonnes
- Bandes Grisonnes

Voir bandes suisses

## Bandes del Guasto
- Bandes del Guasto

D'origine italiennes, ces bandes de 1 000 hommes sont amenées par Christophe del Guasto en 1540.

## Bandes Gruyériennes
- Bandes Gruyériennes

Voir bandes suisses

## Bandes de Guyenne
- Bandes de Guyenne

Voir Bandes françaises

## Bandes de Heidesch
- Bandes de Heidesch

D'origine allemandes, ces bandes sont commandée par Jean, baron de Heidesch, qui devient colonel-général par commission le 22 mai 1542.

## Bandes de Hesse-Cassel
- Bandes de Hesse-Cassel

D'origine allemande, ces bandes sont commandée par Maurice, landgrave de Hesse-Cassel, qui devient colonel-général par commission le 20 octobre 1602.

## Bandes Italiennes
- Bandes Italiennes

C'est au combat de Garigliano, le 21 février 1495, que le condottiere milanais, Gian Giacomo Trivulzio, se joignit ouvertement aux troupes françaises de Charles VIII. Toutes les bandes italiennes s'incorporent successivement avec les bandes françaises de Piémont à partir de 1507.

## Bandes de Languedoc
- Bandes de Languedoc

Voir Bandes françaises

## Bandes de Lorges
- Bandes de Lorges

D'origine française, ces bandes sont commandée par Sébastien de Luxembourg-Penthièvre, baron de Martigues, colonel général intérimaire du 5 novembre 1562 au 19 mars 1563.

## Bandes de Marc-Antoine de Cusano
- Bandes de Marc-Antoine de Cusano

D'origine italiennes, ces bandes de 2 000 hommes sont amenées par Marc-Antoine de Cusano en 1529.

## Bandes de Martigues
- Bandes de Martigues

D'origine française, ces bandes sont commandée par Charles de La Rochefoucauld, comte de Randan, colonel général intérimaire du 28 avril 1562 jusqu'au 4 novembre 1562, jour où il fut tué devant Rouen.

## Bandes de Monferrat
- Bandes de Monferrat

Voir bandes italiennes

## Bandes de Montluc
- Bandes de Montluc

D'origine française, ces bandes sont commandée par Blaise de Lasseran-Massencôme, seigneur de Montluc, colonel général intérimaire du 1er juin 1558 au 3 avril 1559.

## Bandes Noires
- Bandes Noires

Ces bandes, d'origine allemande, sont levées par Jean de Tuvannes. Elles arrivent à l'armée d'Italie en 1512 pour participer à la quatrième guerre d'Italie.

## Bandes de Normandie
- Bandes de Normandie

Voir bandes françaises

## Bandes d'Orsini
- Bandes d'Orsini

D'origine italiennes, ces bandes de 2 000 hommes sont amenées par Jean Giordano Orsini en 1528.

## Bandes de Picardie
- Bandes de Picardie

Voir bandes françaises

## Bandes de Piémont
- Bandes de Piémont

Les bandes de Piémont sont formées par Louis XII, en avril 1507, pour composer le fond des armées d'Italie jusqu'à la paix de 1559. Les dix enseignes, restées les dernières en Piémont rentrent en France en 1562 et forment le régiment de Brissac souche du régiment de Piémont.

## Bandes de Provence
- Bandes de Provence

Voir bandes françaises

## Bandes de Randan
- Bandes de Randan

D'origine française, ces bandes sont commandée par Charles de La Rochefoucauld, comte de Randan, colonel général intérimaire du 28 avril 1562 jusqu'au 4 novembre 1562, jour où il fut tué devant Rouen.

## Bandes de Rangone
- Bandes de Rangone

D'origine italiennes, ces bandes de 2 000 hommes sont amenées par Guy de Rangone en 1540.

## Bandes de Saint-Pol
- Bandes de Saint-Pol

D'origine française, ces bandes sont commandée par François de Bourbon, comte de Saint-Pol, capitaine-général par commission en 1521.

## Bandes de Sienne
- Bandes de Sienne

Voir bandes suisses

## Bandes de Strozzi
- Bandes de Strozzi

D'origine française, ces bandes sont commandée par Philippe Strozzi, colonel général intérimaire le 28 septembre 1567, et en titre d'office pour toute l'infanterie française, le 28 mai 1569.

## Bandes de Suffolk
- Bandes de Suffolk

D'origine allemandes, ces bandes, de 6 000 lansquenets sont levées par le comte de Suffolk, et appelées, en 1512, à l'armée de Picardie dans le cadre de la guerre de la Ligue de Cambrai.

## Bandes Suisses
- Bandes Suisses 

La première capitulation de troupes suisses remonte au mois de juin 1480. 6 000 hommes sous le commandement de Guillaume de Diesbach passent en France au mois d'août suivant, et sont réunis aux bandes Françaises au camp du Pont-de-l'Arche. Elles sont congédiés en 1481.

## Bandes de Thais
- Bandes de Thais

D'origine française, ces bandes sont commandée par Jean de Thais, capitaine et colonel général par commission le 1er octobre 1544.

## Bandes de Vaudémont
- Bandes de Vaudémont

D'origine allemandes, ces bandes, de 6 000 lansquenets sont levées, en 1527, par le comte de Vaudémont, pour l'armée d'Italie dans le cadre de la septième guerre d'Italie.

## Régiment de Bandeville (1669-1677)
- Régiment de Bandeville (1669-1677)

C'est l'ancien régiment d'Espagny, qui est renommé « régiment de Bandeville » en 1669 et qui prend le nom de régiment de Vaubécourt en 1677.

Régiment de Bandeville
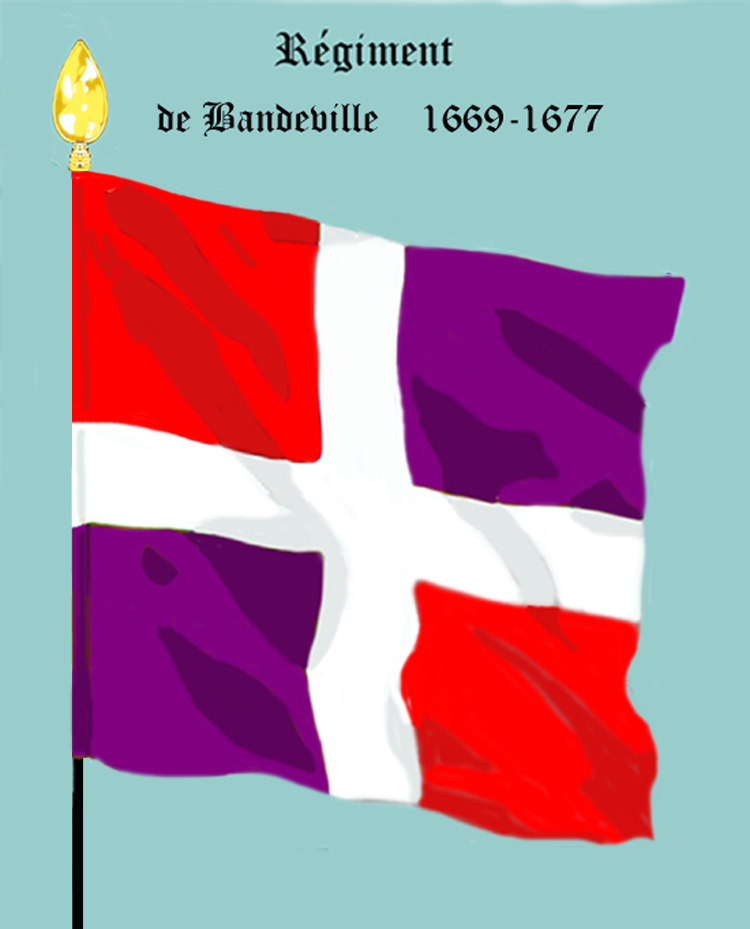
de 1669 à 1677

## Régiment de Bandeville (1702-1704)
- Régiment de Bandeville (1702-1704)

Ce régiment est levé le 4 janvier 1702 par N. de marquis de Bandeville. Engagé dans la guerre de Succession d'Espagne, il est affecté à l'armée du Rhin et participe au siège de Brisach en 1703 et il y est mis en garnison après la prise de la ville puis il rejoint l'armée de Bavière en 1704 et se trouve à la bataille d'Hochstedt durant laquelle le régiment est complètement détruit, et le colonel est tué.

## Régiment de Bar
- Régiment de Bar

Ce régiment est levé le 29 janvier 1650 par Guy de Bar, sur le pied de six compagnies de 100 hommes, pour garder les princes à Vincennes, puis à Marcoussis et au Havre. Il est envoyé en 1651 à Doullens, après la mise en liberté des princes. Le régiment est licencié le 6 septembre 1653.

## Régiment de Bar-le-Duc
- Régiment de Bar-le-Duc

C'est un régiment provincial qui est créé par ordonnance du 4 août 1771, en remplacement des milices provinciales. Ce régiment est formé des bataillons de Bar-le-Duc et d'Étain sous le commandement de Louis Joseph comte du Hautoy de Gussainville. Le régiment est supprimé par ordonnance du 15 décembre 1775 qui fait disparaître les troupes provinciales.

## Régiment de Baradat
- Régiment de Baradat

Ce régiment est levé le 20 mars 1635 par N. de Baradat dans le cadre de la guerre de Trente Ans. Cette même année, il participe à la prise de Bingen, au secours de Mayence et au combat de Vaudrevange. Il est licencié le 22 juin 1636.

## Régiment de Barbançon
- Régiment de Barbançon

C'est l'ancien régiment de Girardin, qui prend le nom de « régiment de Barbançon » le 10 avril 1707 après avoir été donné à François du Prat de Nantouillet, comte de Barbançon. Engagé dans la guerre de Succession d'Espagne, il reste toujours dans les garnisons de Flandre et est incorporé le 28 mai 1714 dans le régiment de Boufflers-Rémiancourt (1713-1718)

## Régiment de Barestat
- Régiment de Barestat

Le régiment est levé le 22 mai 1637 par N. de Barestat, dans le cadre de la guerre de Trente Ans. Il sert en Franche-Comté et est licencié la même année

## Régiment de Barraut
- Régiment de Barraut

Le régiment est levé le 7 juillet 1621 par N. de Barraut, dans le cadre de la répression organisée contre les Huguenots. Il participe au siège de Nérac et est licencié le 14 février 1623.

## Régiment de Barrois
- Régiment de Barrois

Ce régiment est formés sous ce titre, le 4 octobre 1692 avec le bataillon de La Robinière, du régiment de Champagne. Il est engagé dans la guerre de la Ligue d'Augsbourg et la guerre de Succession d'Espagne. Le 14 novembre 1713, il prend le nom de régiment de Conti (1713-1776) après avoir été donné à Louis-Armand de Bourbon, prince de Conti. Par ordre du 12 septembre 1776 il quitte le nom de régiment de Conti (1713-1776), pour reprendre son ancien nom, le « régiment de Barrois ». Par ordonnance du 30 janvier 1778, une compagnie du régiment forme le régiment des grenadiers royaux de la Lorraine. Le « régiment de Barrois » est devenu sous la Révolution le 91e régiment d'infanterie de ligne.

Régiment de Barrois
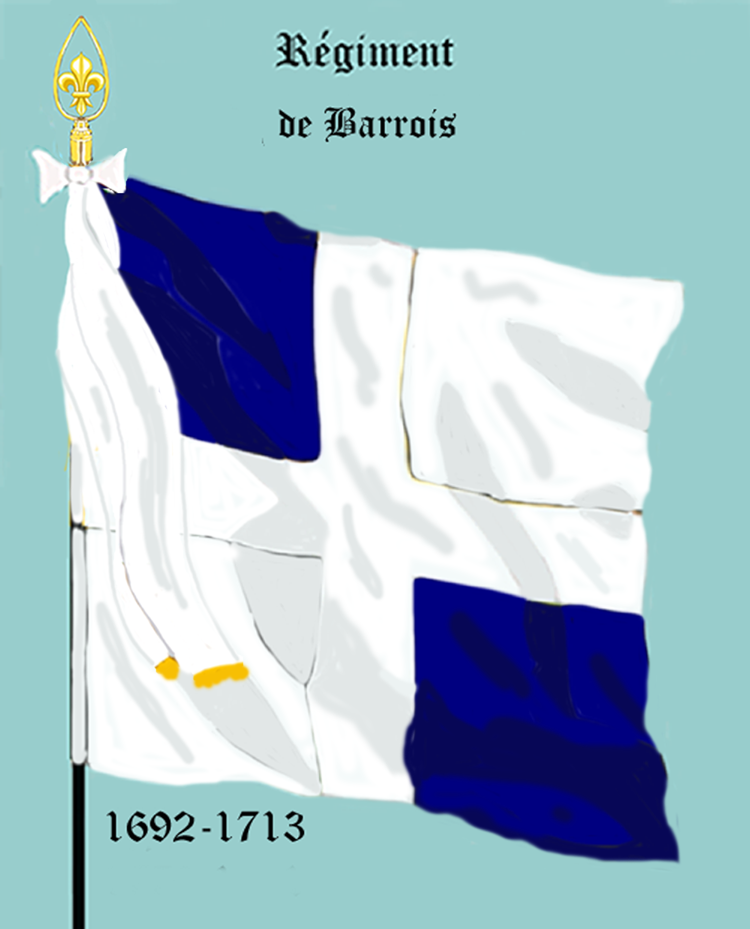
de 1692 à 1713
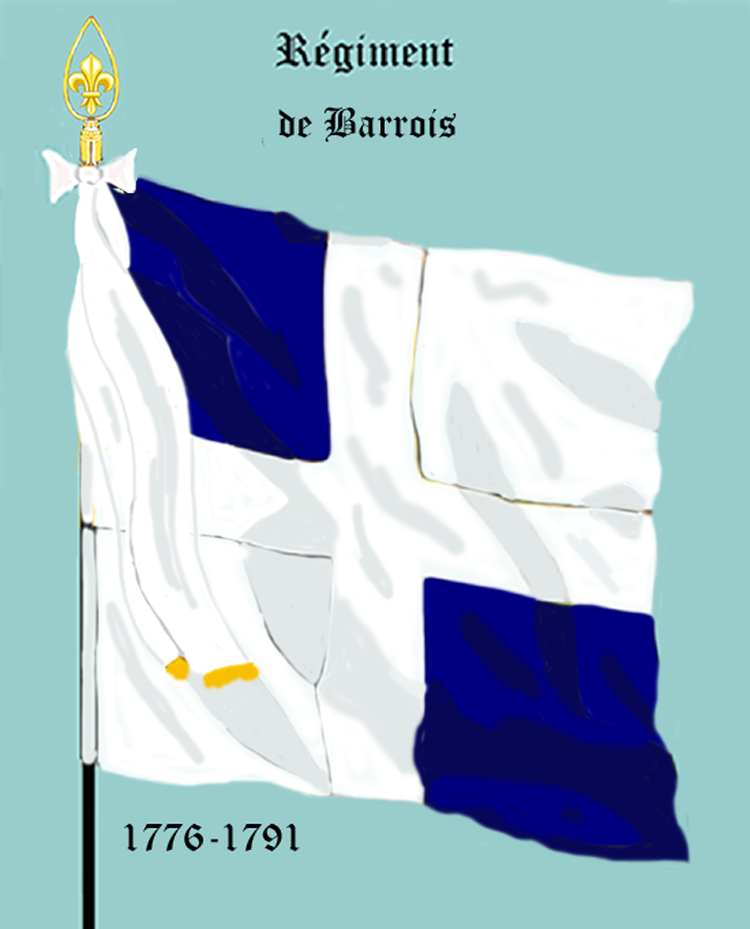
de 1776 à 1791
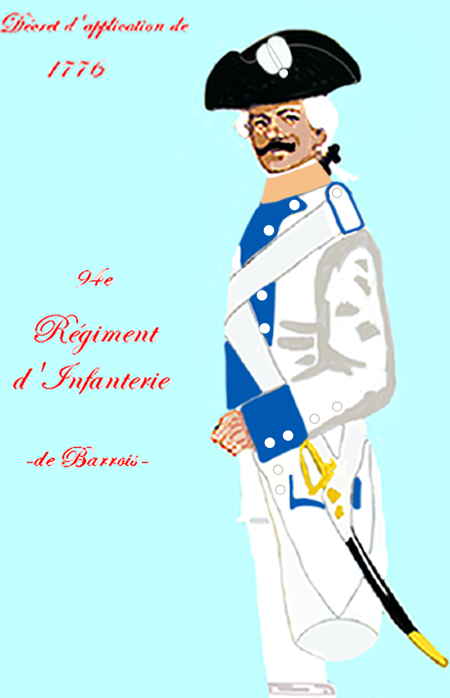
de 1776 à 1779
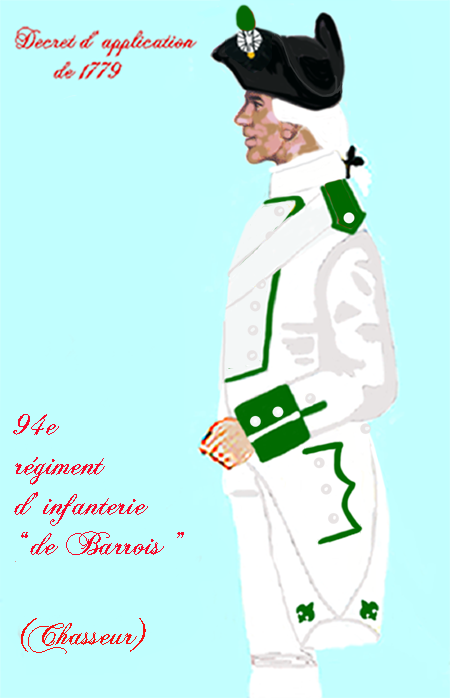
de 1779 à 1791

## Régiment de Barrois (1714-1717)
- Régiment de Barrois (1714-1717)

C'est l'ancien régiment de Berry (1712-1714), prend le titre de « régiment de Barrois » en 1714 et puis le nom de régiment de Vendôme en 1717.

Régiment de Barrois (1714-1717)
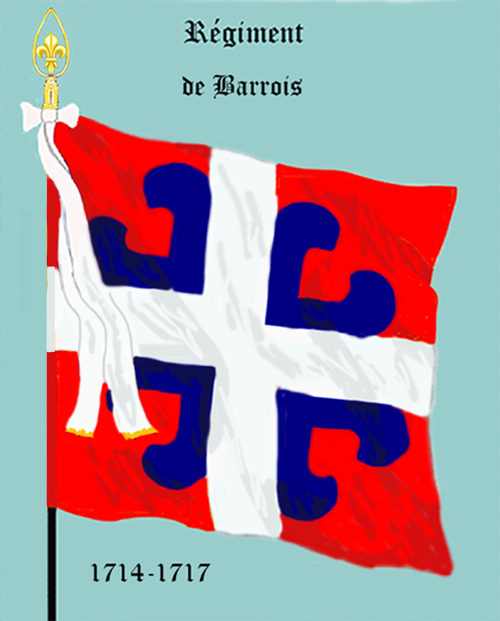
de 1714 à 1717

## Régiment de Barville (1695-1698)
- Régiment de Barville (1695-1698)

Ce régiment est créé le 8 décembre 1695 et formé le 23 décembre 1695 du bataillon de Saint-Victor du régiment du Roi, pour André-Jules, comte de Barville. Engagé dans la guerre de la Ligue d'Augsbourg, il sert à l'armée de Flandre. Il est réformé le 19 juillet 1698.

## Régiment de Barville (1704-1710)
- Régiment de Barville (1704-1710)

C'est l'ancien régiment de Richebourg (1702-1704), qui prend le nom de « régiment de Barville » en 1704 après avoir été donné à N. de Barville. Engagé dans la guerre de Succession d'Espagne il sert à l'armée de Flandre, se rend sur les Alpes en 1706 et participe à la défense de Toulon en 1707. Il prend le nom de régiment de Ribérac (1710-1714) en 1710 après avoir été donné à N. de Ribérac.

## Régiment de Basse-Normandie
- Régiment de Basse-Normandie

Ce régiment est levé sous ce titre, le 6 mars 1636, dans le cadre de la guerre de Trente Ans. Il sert en Valteline, puis en Italie, et il est licencié en 1637.

## Régiment de Bassigny (1644-1648)
- Régiment de Bassigny (1644-1648)

C'est l'autre nom du régiment de Francières.

## Régiment de Bassigny (1684-1749)
- Régiment de Bassigny (1684-1749)

Ce régiment est créé sous ce titre, le 27 septembre 1684, et donné à Louis, comte de Mailly. Engagé dans la guerre de la Ligue d'Augsbourg, il participe à la conquête du Palatinat en 1688. Il est donné le 24 avril 1689 à Jules-Auguste Potier, marquis de Gesvres avec lequel il sert sur le Rhin jusqu'en 1693 et passe cette année sur les Alpes en assistant à la bataille de la Marsaglia. Il revient sur le Rhin, en 1696, et y sert jusqu'à la paix. Dans le cadre de la guerre de Succession d'Espagne, il rejoint l'armée d'Italie en 1701 et participe à la bataille de Chiari, en 1701 et à la défense de Crémone, en 1702. Donné le 3 septembre 1702 à Anne-Jacques, chevalier de Bullion, il participe à l'expédition du Tyrol, en 1703, aux sièges de Verceil, d'Ivrée et de Verrue, en 1704. Donné le 15 mars 1705 à Jean-François, marquis de Creil-Nancré, il se trouve au siège de Chivasso, à la bataille de Cassano en 1705, à la bataille de Calcinato, au siège de Turin, et à la bataille de Castiglione, en 1706, à la défense de Toulon, en 1707, rejoint l'armée du Dauphiné de 1708 à 1714, participe à l'expédition de Majorque en 1715 et rejoint l'armée des Pyrénées, en 1719. Il est donné le 18 septembre 1730, à Jean-Baptiste-François de Riotor, marquis de Villemur. Engagé dans la guerre de Succession de Pologne, il se trouve à l'armée d'Italie, de 1733 à 1736 et passe en Corse en janvier 1738 et rentre en France en avril 1741. Il est donné le 21 février 1740 à Emmanuel-Louis-Auguste, chevalier de Pons-Saint-Maurice. Dans le cadre de la guerre de Succession d'Autriche, il rejoint l'armée de Flandre, en 1742, l'armée du Bas-Rhin, et il se trouve à la bataille de Dettingen en 1743, à la défense de l'Alsace, en 1744 et 1745, au siège de Mons, de Saint-Ghislain et de Namur, et à la bataille de Rocoux en 1746, à la bataille de Lauffeld, et au siège de Berg-op-Zoom en 1747, et au siège de Maastricht en 1616 et il est donné 1er février 1749 à N. de La Luzerne, marquis de Briqueville. Il est incorporé le 10 février 1749, la compagnie des grenadiers dans le régiment des Grenadiers de France et le reste dans le régiment Royal-Comtois. Le « régiment de Bassigny » avait six drapeaux : ceux d'ordonnance avaient, dans chaque carré, deux triangles assemblés base à base sur la diagonale, avec un feston sur la ligne de réunion; le premier triangle était rouge et aurore changeant; le deuxième vert et aurore changeant. L'uniforme de ce corps était habit complet gris-blanc; parements bleus; boutons et galon de chapeau d'or.

Régiment de Bassigny (1684-1749)
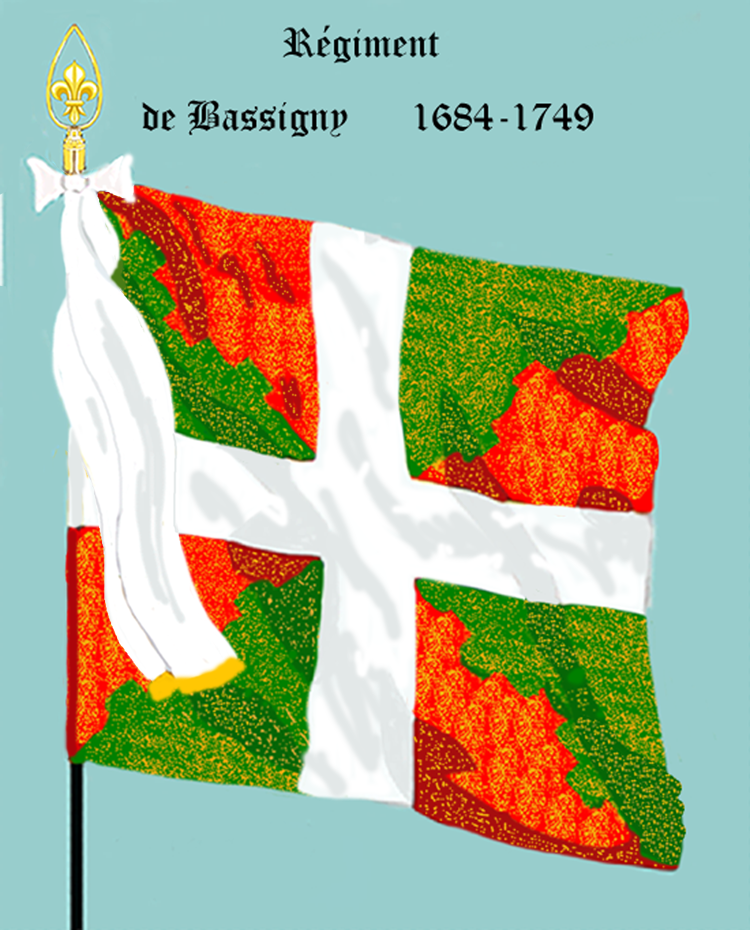
de 1684 à 1749
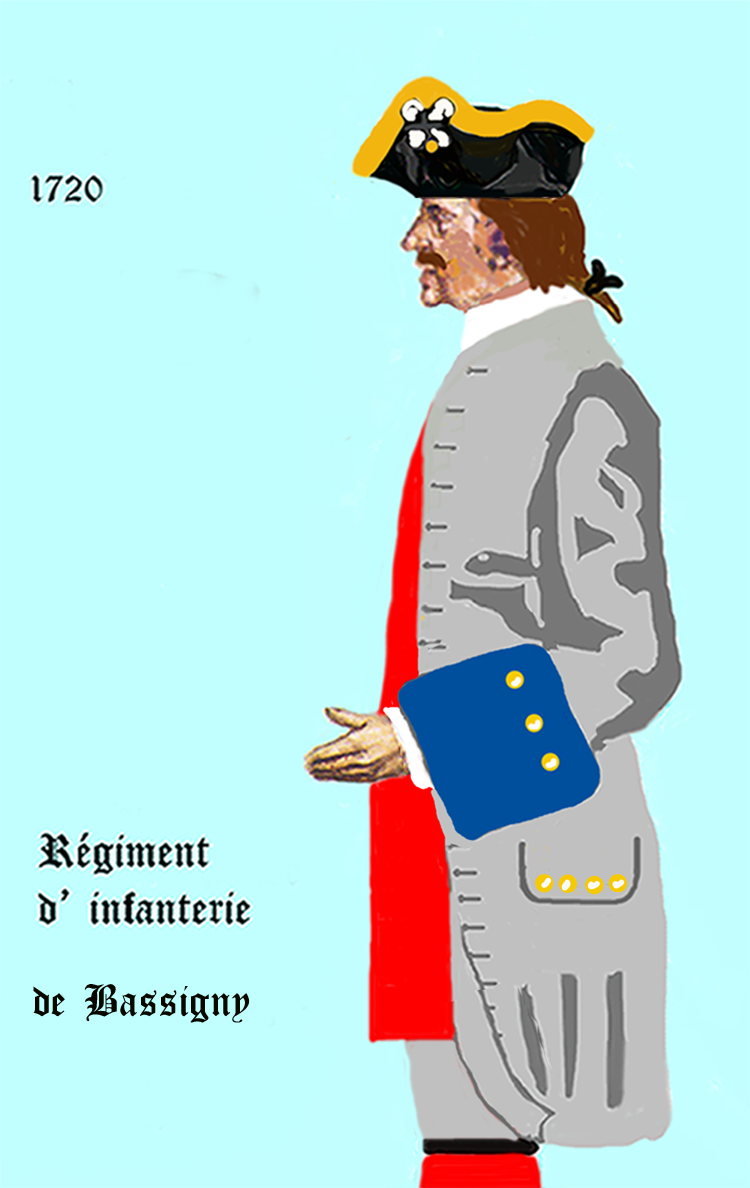
de 1720 à 1734
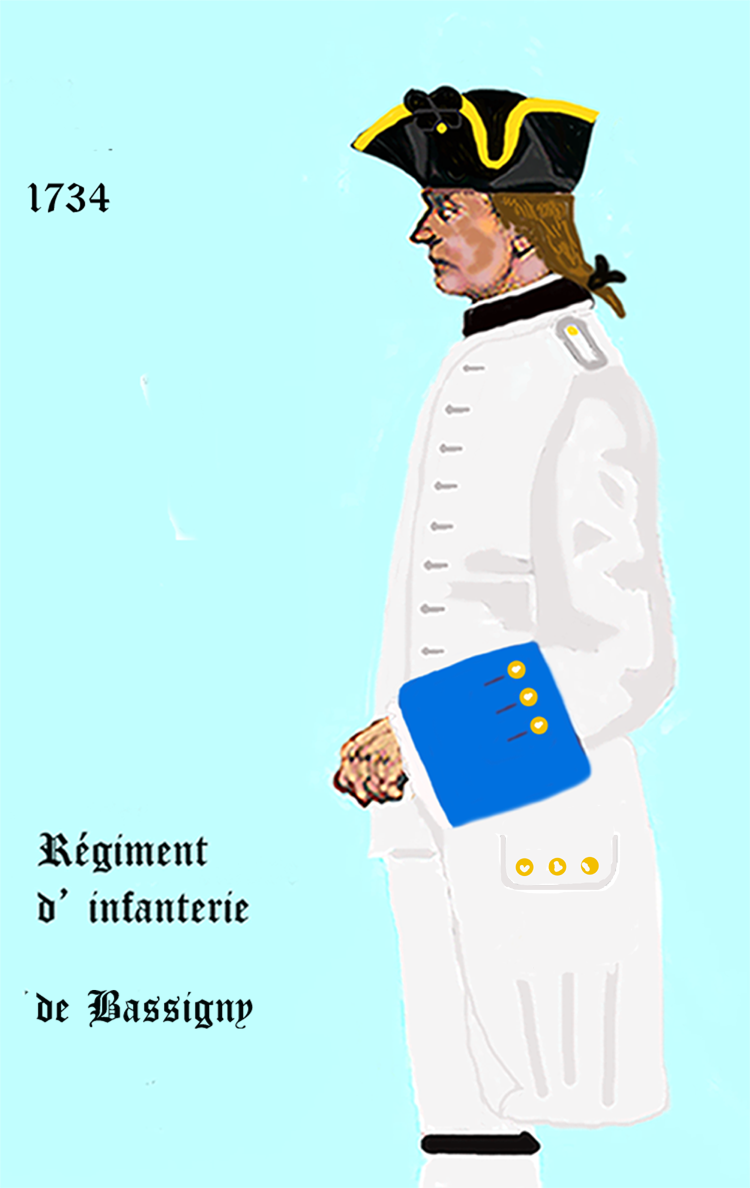
de 1734 à 1749

## Régiment de Bassigny
- Régiment de Bassigny

Le régiment de Bassigny est formé sous ce titre, par ordonnance royale du 26 avril 1775, avec les 2e et 4e bataillons du régiment d'Aunis. Par ordonnance du 30 janvier 1778, une compagnie du régiment forme le régiment des grenadiers royaux de l'Orléanais (1778-1789). Le « régiment de Bassigny » est devenu depuis la Révolution le 32e régiment d'infanterie de ligne.

Régiment de Bassigny
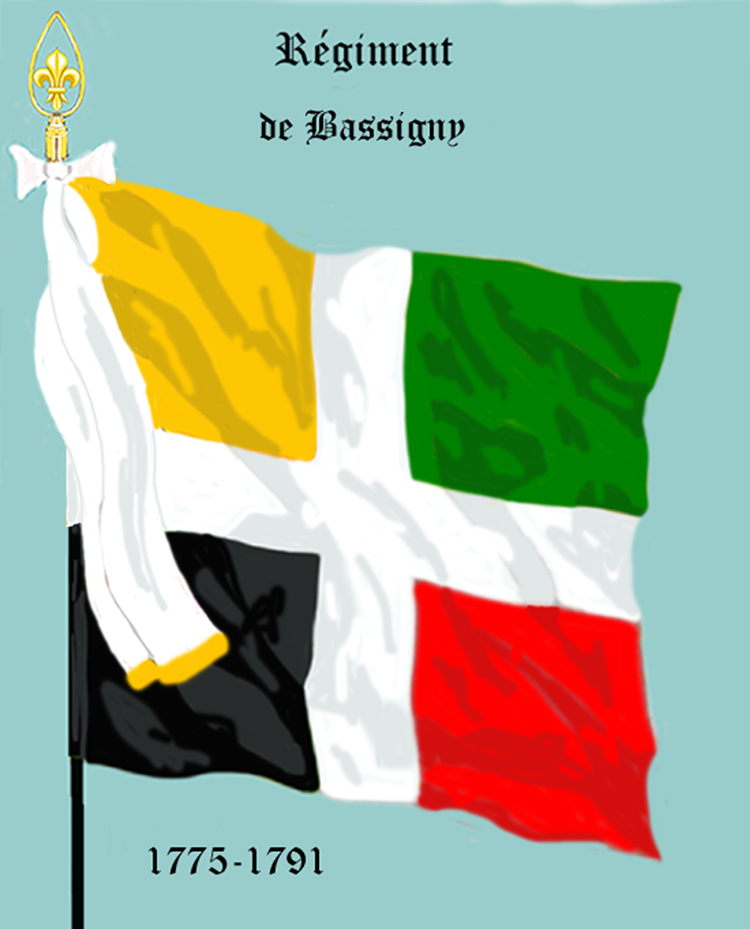
de 1775 à 1791
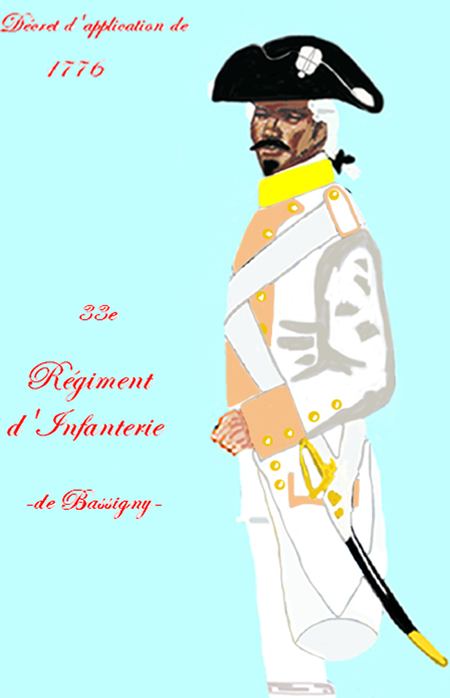
de 1776 à 1779
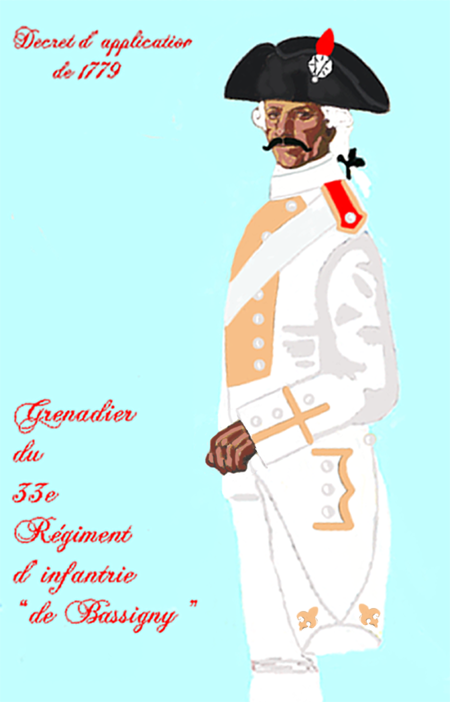
de 1779 à 1791

## Régiment de Batilly
- Régiment de Batilly 

Ce régiment allemand est levé le 19 janvier 1635 par Antoine de Bey de Batilly dans le cadre de la guerre de Trente Ans. Cette même année, il participe à la prise de Bingen, au secours de Mayence et au combat de Vaudrevange. En 1636, il contribue aux prises de Saverne, de Blamont et de Rambervillers, en 1637 aux prises d'Ivoy et de Damvilliers et en 1638, aux prises de Lunéville et de Brisach. Il sert en Bourgogne en 1639, puis en Piémont et se trouve au combat de La Route (La Rotta), en Piémont, près de Carmagnole. En 1640, il est au siège de Turin et rejoint l'armée de Roussillon en 1641 avec lequel il coopère, en 1642, aux sièges de Collioure et de Perpignan avant de passer en Lorraine, où il participe, en 1643, aux sièges de Dieuze et de Thionville, en 1644 au siège de Gravelines et au siège de La Mothe en 1645. En 1646 il prend le nom de régiment de Watrouville après avoir été donné à N. de Watrouville.

## Régiment de Baudart
- Régiment de Baudart 

Ce régiment allemand est levé le 7 décembre 1647 par le colonel Baudart. Il prend le nom de régiment de Créqui après avoir été donné le 30 avril 1656 à François de Blanchefort, marquis de Créqui.

## Régiment de Bauffremont
- Régiment de Bauffremont

C'est l'ancien régiment de Ligny, qui donné le 1er janvier 1740, au prince de Bauffremont est renommé « régiment de Bauffremont ». Il fait les campagnes de 1739 à 1741 en Corse. Engagé dans la guerre de Succession d'Autriche, il rejoint l'armée de Bavière en 1742, et se trouve à la défense et retraite de Prague en 1742 puis il passe à l'armée de Flandre en 1743. Il prend le nom de régiment de Fleury après avoir été donné le 8 juin 1744 à Jean-André-Hercule de Rosset, commandeur de Fleury.

Régiment de Bauffremont
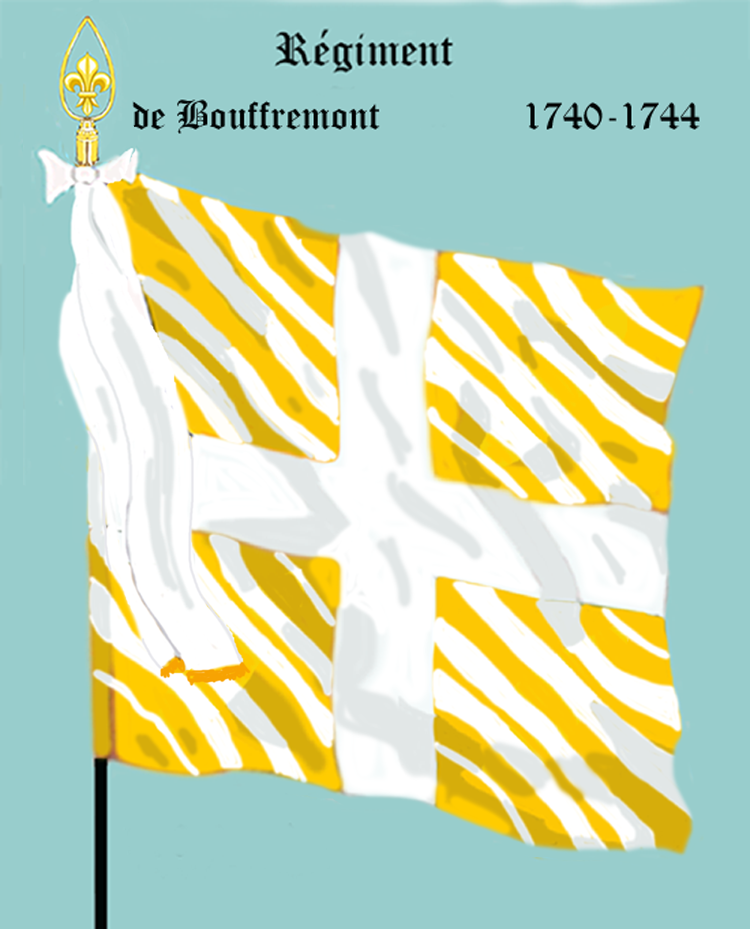

## Régiment de Baumelay
- Régiment de Baumelay

Le régiment est levé le 3 février 1706 par N. de Baumelay. Engagé dans la guerre de Succession d'Espagne il sert à l'armée d'Espagne. Il prend le nom de régiment de Mouchan après avoir été donné le 11 mai 1707 à Jean de Castillon, comte de Mouchan.

## Régiment de Bayonne
- Régiment de Bayonne

Ce régiment est créé le 18 février 1772, pour le service de la flotte et des ports, et formé de deux bataillons, chacun de neuf compagnies, dont une de bombardiers, une de canonniers et sept de fusiliers. Le 26 décembre 1774, le régiment est fondu avec les régiments de Bordeaux (1772-1774), de Toulon, de Rochefort (1772-1774), de Marseille, de Brest, de Saint-Malo et de Le Havre pour former le régiment d'infanterie du Corps Royal de La Marine. Le régiment avait habit bleu de roi, doublure, veste et culotte blanches, poches en travers garnies de trois boutons, manches en botte avec trois boutons; boutons blancs, galon jaune au chapeau, collet du parement et du revers, noir.

## Régiment de Béarn (1636-1644)
- Régiment de Béarn (1636-1644)

Ce régiment est levé, sous ce titre, le 10 juillet 1636, par Henri de Gramont, comte de Toulongeon, dans le cadre de la guerre franco-espagnole. Affecté à l'armée de Guyenne, il prend part au combat de la Bidassoa, à la prise du Passage et de Fontarabie et à la bataille de Gattari en 1638 à la prise et combat de Salses en 1639, au siège d'Arras en 1640, au siège d'Aire en 1641, aux sièges de Collioure et de Perpignan en 1642. Mis en garnison à Bayonne, il est réformé le 14 février 1644 et rétabli le même jour sous le nom de régiment de Toulongeon.

## Régiment de Béarn (1684-1762)

Régiment de Béarn (1684-1762)
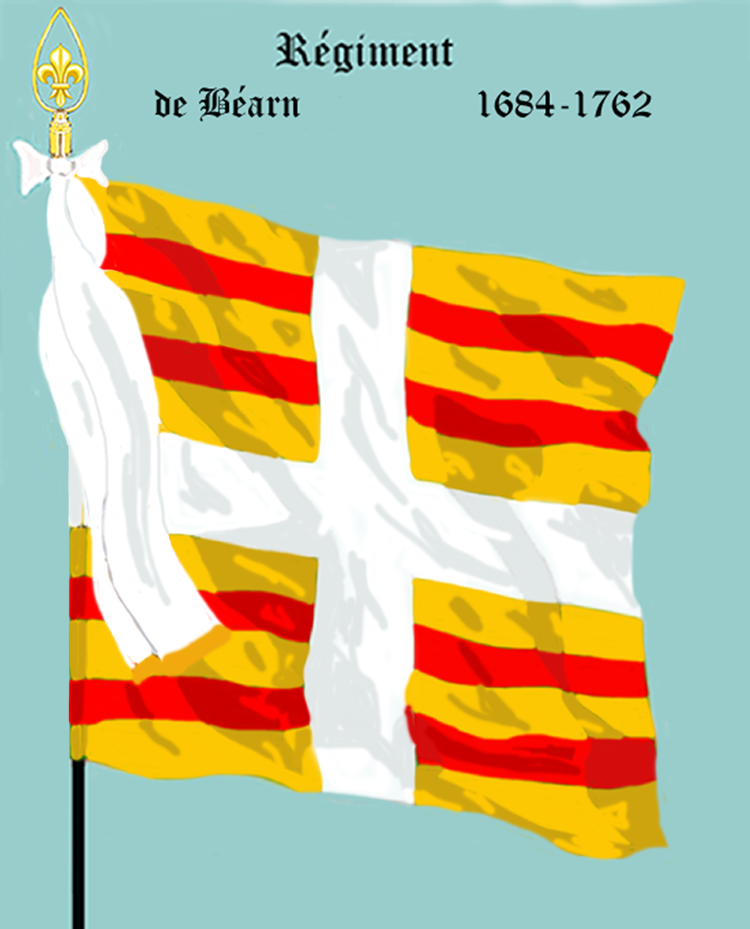

Ce régiment est levé, sous ce titre, le 3 septembre 1684, et formé du bataillon de Garanné du régiment de Picardie. Il est donné à Henri-Charles de Mornay, marquis de Montchevreuil qui, dans le cadre de la guerre de la Ligue d'Augsbourg le mène à la conquête du Palatinat en 1688 et à la prise de Manheim durant laquelle le colonel tué. Il est remplacé le 25 novembre 1688 par son frère Léonor, comte de Mornay, auquel succède le 16 novembre 1689 François Bouton, chevalier de Chamilly. Affecté à l'armée de Flandre en 1690 il participe à la bataille de Fleurus en 1690, il rejoint l'armée du Rhin en 1691, l'armée d'Italie en 1692 avec laquelle il se trouve à la bataille de La Marsaille en 1693 puis fait les campagnes de 1694 et 1695 sur les Alpes et les campagnes de 1696 et 1697 sur le Rhin. Engagé dans la guerre de Succession d'Espagne, il rejoint l'armée d'Allemagne en 1701 et s'empare de Neubourg par surprise puis il assiste à la bataille de Friedlingen en 1702 durant laquelle le colonel y est tué. Il est remplacé en octobre 1702 par Jean-Baptiste de Rochechouart, comte de Maure et affecté à l'armée de Bavière en 1703, il participe au combat de Schellenberg en 1703. Il est donné le 27 janvier 1704 à Paul-Auguste Gaston de La Rochefoucauld, comte de Montendre et de Jarnac qui mène le régiment à la bataille de Höchstädt puis il rejoint l'armée de la Moselle en 1705, l'armée du Rhin en 1706, l'armée de Flandre en 1707, participe à l'expédition en Écosse et à la bataille d'Audenarde en 1708 et à la bataille de Malplaquet en 1709, à la bataille de Denain, prise de Douai et du Quesnoy en 1712. Il est donné le 22 décembre 1714 à Jean de Layser, marquis de Siougeat, puis le 8 mars 1718 à François-Emmanuel, marquis de Crussol et enfin le 3 octobre 1719 à Louis-Charles de La Châtre, comte de Nançay. Le régiment se trouve au camp d'Aimeries-sur-Sambre en 1732. Durant la guerre de Succession de Pologne il est envoyé à l'armée d'Italie de 1733 à 1736 et se trouve à la bataille de Parme en 1734 durant laquelle le colonel est tué. Il est donné le 19 juillet 1734 à Henri-Bernard-Emmanuel de Thimbrune, marquis de Valence avec lequel il est engagé dans les campagnes de Corse de 1739 à 1741 puis, dans le cadre de la guerre de Succession d'Autriche, il rejoint l'armée de Flandre en 1742 puis l'armée d'Allemagne avec laquelle il assiste à la bataille de Dettingen en 1743, et au siège de Fribourg en 1744. Il est donné le 15 janvier 1745 à Vincent-Sylvestre de Thimbrune, comte de Valence, frère du précédent. Le régiment est affecté à l'armée de Flandre en 1746, et il participe à la bataille de Rocoux et à la défense de la Provence, en 1746, à la bataille d'Assietta en 1747. Le régiment est repris le 23 mars 1747 par Henri-Bernard-Emmanuel de Thimbrune, marquis de Valence, qui le cède le 1er janvier 1748 à son second frère Claude-Sylvestre de Thimbrune, chevalier de Valence. Le 10 février 1749 il reçoit l'incorporation du régiment de Santerre. Le 1er bataillon sert sur les côtes françaises pendant la guerre de Sept-Ans et le 2e bataillon passe au Canada en mai 1755, et y combat jusqu'à la perte de la colonie. Le régiment est licencié le 25 novembre 1762. Le « régiment de Béarn » avait six drapeaux : ceux d'ordonnance présentaient dans chaque carré cinq bandes perpendiculaires à la hampe, deux rouges et trois isabelles. Il avait pour uniforme : habit et culotte blancs ; veste, collet et parements rouges ; boutons jaunes; doubles poches en long ; chapeau bordé d'or ; trois boutons sur chaque poche et sur chaque manche.
- Régiment de Béarn (1684-1762)

## Régiment de Béarn
- Régiment de Béarn

C'est l'ancien régiment de Boisgélin, qui est renommé « régiment de Béarn » en 1762. Par ordonnance royale du 25 mars 1776, les 2e et 4e bataillons du régiment forment le régiment d'Agénois. Par ordonnance du 30 janvier 1778, une compagnie du régiment forme le régiment des grenadiers royaux du Quercy. Le « régiment de Béarn » est devenu depuis la Révolution le 15e régiment d'infanterie de ligne.

Régiment de Béarn
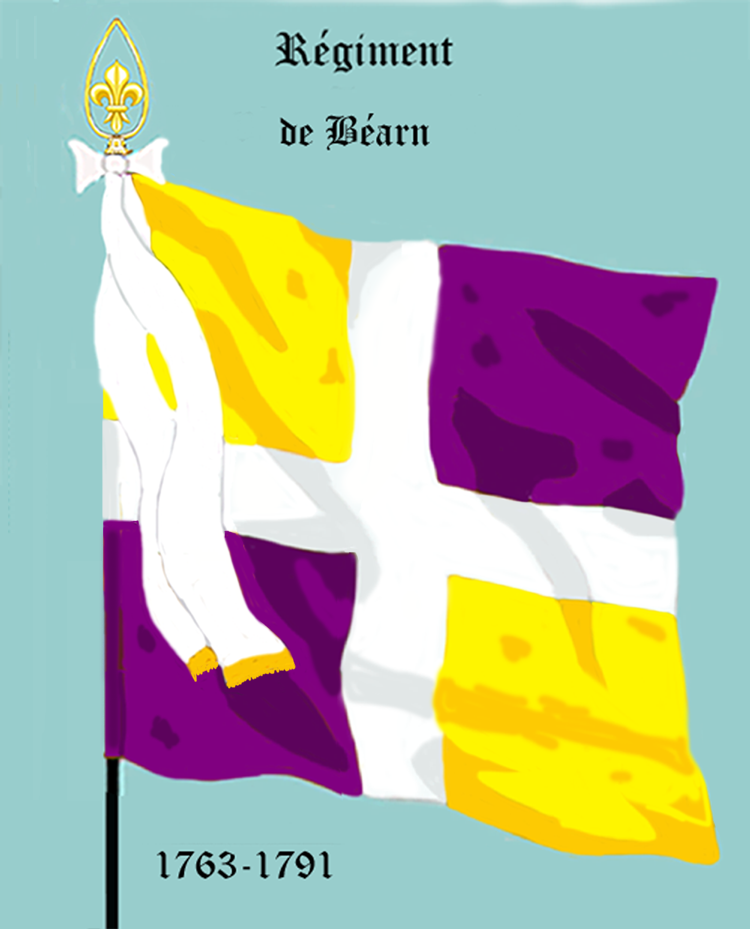

## Régiment de Béarnon
- Régiment de Béarnon

Ce régiment est levé le 1er janvier 1592 dans le cadre la huitième guerre de Religion, par N. de Béarnon. Il sert en Savoie et sert sous le commandement du connétable et maréchal de Lesdiguières jusqu'à son licenciement en 1597.

## Régiment de Beauce (1635-1641)
- Régiment de Beauce (1635-1641)

Ce régiment est levé sous ce titre le 16 novembre 1635, par N. de Vibraye, comte d'Onzain dans le cadre de la guerre de Trente Ans. Il participe au siège de Corbie en 1636, aux sièges d'lvoy et de Damvilliers en 1637, aux sièges de Saint-Omer et de Renty en 1638, au siège et bataille de Thionville en 1639 durant lequel le mestre de camp y est tué. Il est alors donné le 1er juillet 1639 à Gaspard de Coligny, marquis d'Andelot avec lequel il se trouve au siège d'Arras en 1640 et à la bataille de la Marfée en 1641. Il est incorporé dans le régiment de Piémont le 24 juillet 1641.

## Régiment de Beauce (1684-1749)
- Régiment de Beauce (1684-1749)

Ce régiment est créé sous ce titre, le 23 septembre 1684 et donné à N. de Pompadour, marquis de Laurière. Durant la guerre de la Ligue d'Augsbourg, il sert sur les côtes de 1689 à 1697. Lors de la guerre de Succession d'Espagne, il est affecté à l'armée d'Italie, et se trouve au blocus de Mantoue en 1701 puis il est mis en garnison dans cette ville. Il rejoint l'armée de Flandre en 1707 et est donné le 20 janvier 1708 à Joseph-Pierre Dejean de Manville et participe à la bataille d'Audenarde en 1708, puis il rejoint l'armée du Rhin en 1709 et l'armée de Flandre en 1710. François de Chevert entre dans ce régiment le 9 décembre 1710 en qualité de sous-lieutenant et il en devient lieutenant-colonel le 1er août 1739 et obtient les grades de brigadier le 15 décembre 1741, maréchal de camp le 2 mai 1744 et lieutenant-général le 10 mai 1748. Le régiment se trouve à la bataille d'Arleux en 1711, aux prises de Douai, du Quesnoy et de Bouchain en 1712. Engagé dans la guerre de Succession de Pologne il est affecté à l'armée du Rhin, et assiste au siège de Kehl en 1733, au siège de Philippsbourg en 1734. Il est donné le 1er août 1734 au duc de Caumont La Force, avec lequel il se trouve à la bataille de Clausen en 1735. Il est donné en 1741 au marquis de La Force, frère du précédent et se trouve engagé durant la guerre de Succession d'Autriche dans l'armée de Bohême, à la prise puis à la défense de Prague en 1742 et y reste après le départ de l'armée; il obtient une capitulation honorable le 26 décembre 1742 et est conduit à Egra avec deux canons, aux frais de la reine de Hongrie Élisabeth-Christine de Brunswick-Wolfenbüttel. Il rejoint l'armée des Alpes en 1743 et se trouve à la bataille de la Madonne de l'Olmo, en 1744, ou le colonel est tué. Le régiment est alors donné au chevalier de Rochechouart, qui est remplacé le 1er décembre 1745 par Louis-Marie-François-Gaston de Mirepoix, comte de Lévis-Léran qui le mène aux batailles de Plaisance et du Tidone en 1746, à la conquête du comté de Nice et au combat d'Exilles en 1747. Il reste en Italie jusqu'à la paix et est incorporé le 10 février 1749, la compagnie des grenadiers dans le régiment des Grenadiers de France et le reste dans le régiment de Talaru. Les deux drapeaux d'ordonnance de ce régiment de Beauce étaient noir et bleu dans chaque carré; la séparation de ces couleurs avait la forme d'une accolade dirigée suivant la diagonale. Le costume se composait d'un habit complet gris-blanc, avec les parements rouges, les boutons et le galon de chapeau d'or.

Régiment de Beauce (1684-1749)
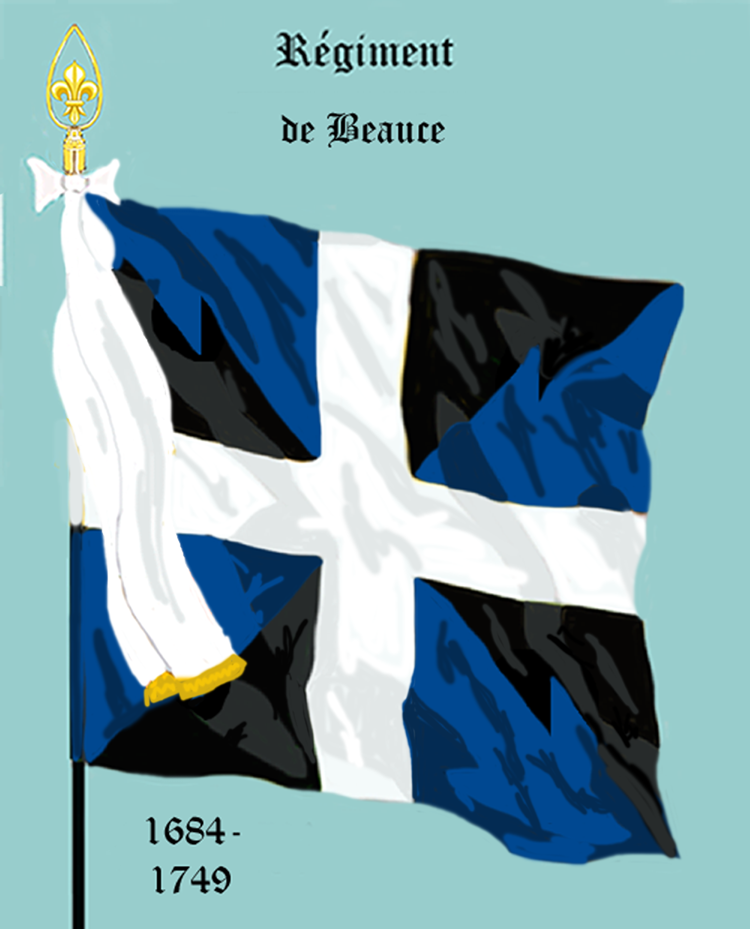

## Régiment de Beauce
- Régiment de Beauce

C'est l'ancien régiment de Mazarin, qui est renommé « régiment de Beauce » le 10 décembre 1762. Par ordonnance du 30 janvier 1778, la compagnie de grenadiers du bataillon de garnison du régiment forme le régiment des grenadiers royaux de la Normandie. Le « régiment de Beauce » est devenu depuis la Révolution le 68e régiment d'infanterie de ligne.

Régiment de Beauce
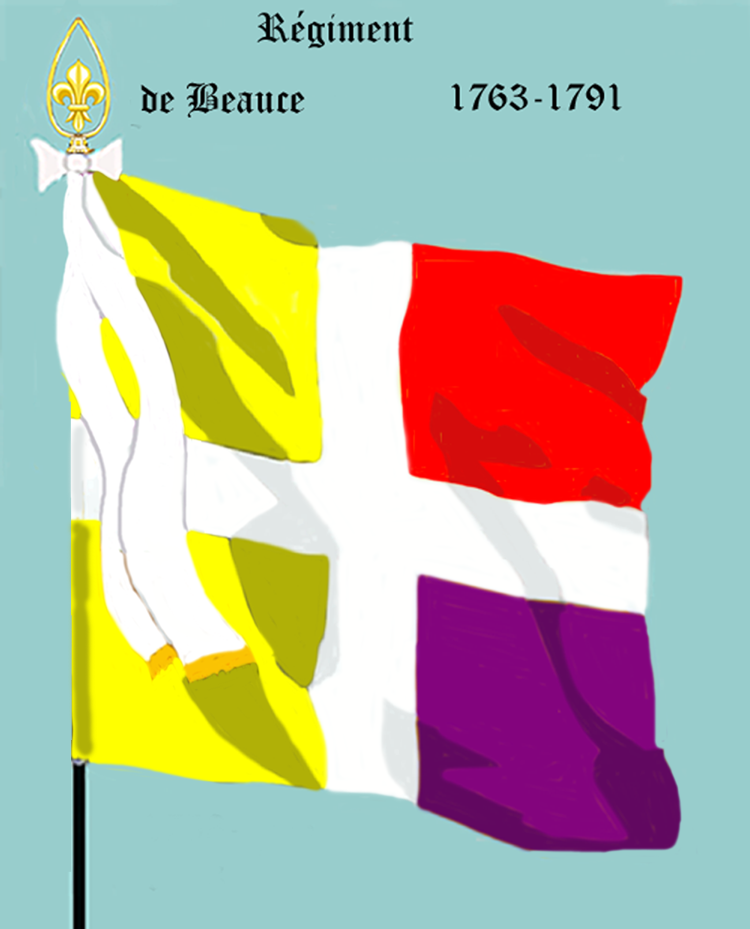

## Régiment de Beaudisné
- Régiment de Beaudisné 

C'est un régiment protestant, formé à Alès en septembre 1568, dans le cadre de la troisième guerre de Religion, par François de Crussol de Beaudisné. Affecté à l'armée dite des Vicomtes il participe, en 1569, à la bataille de Jarnac, à la défense de Cognac puis aux batailles de Laroche-l'Abeille et de Moncontour. Il est licencié le 8 août 1570 à la paix de Saint-Germain-en-Laye.

## Régiment de Beaufermés
- Régiment de Beaufermés

C'est l'ancien régiment de Noailles (1691-1704), qui est renommé « régiment de Beaufermés » en 1704 après avoir été donné à N. de Beaufermés. Engagé dans la guerre de Succession d'Espagne, il participe à la bataille d'Höchstädt, et à la défense de Landau où le colonel est tué. Le régiment est alors donné à son frère et affecté à l'armée du Rhin en 1705 et 1706 puis à l'armée de Flandre en 1706 et 1707 et il revient sur le Rhin en 1708. Il prend le nom de régiment de Brichambaut après avoir été donné le 1er décembre 1708 à Joseph Perrin de Brichambaut.

Régiment de Beaufermés
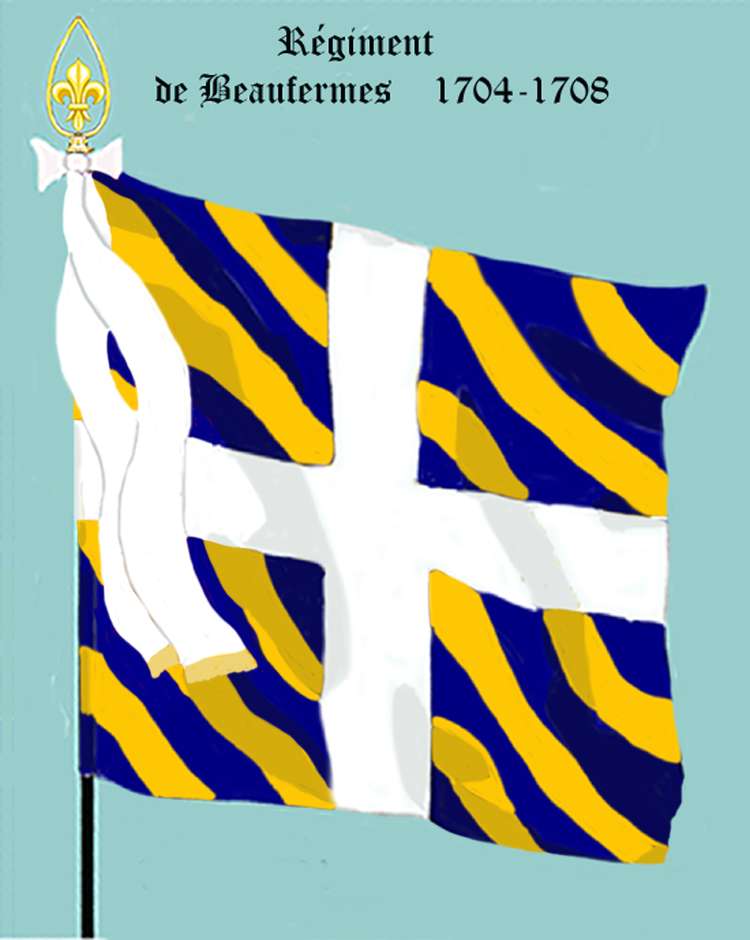

## Régiment de Beauficel
- Régiment de Beauficel

C'est l'ancien régiment de Rochefort (1709-1712), qui prend le nom de « régiment de Beauficel » après avoir été donné en 1712 à N. de Beauficel. Engagé dans la guerre de Succession d'Espagne, il est toujours resté dans les places. Il est licencié en 1714 après la paix.

## Régiment de Beaufort (1624-1626)
- Régiment de Beaufort (1624-1626)

Le régiment est levé le 13 août 1624 par N. de Beaufort dans le cadre de la guerre d'Italie. Il rejoint l'armée de Lesdiguières et participe aux sièges de Novi, de Gavi et Verrue. Il est licencié en mai 1626.

## Régiment de Beaufort (1644-1648)
- Régiment de Beaufort (1644-1648)

Le régiment est levé en avril 1644 par François de Vendôme, duc de Beaufort dans le cadre de la guerre franco-espagnole. Affecté à l'armée de Catalogne, il participe au siège de Roses en 1645. Il est licencié le 2 octobre 1648.

## Régiment de Beaufort (1709-1721)
- Régiment de Beaufort (1709-1721) 

C'est l'ancien régiment de Solre, qui est renommé « régiment de Beaufort » le septembre 1709 après avoir été donné à Albert-François de Croÿ, comte de Beaufort qui mène le régiment, dans le cadre de la guerre de Succession d'Espagne à l'attaque d'Arleux en 1711, aux sièges de Douai, du Quesnoy et de Bouchain en 1712, et aux sièges de Landau et de Fribourg en 1713. Il prend le nom de régiment de Boufflers (1721-1727) après avoir été donné le 24 mai 1721 à Joseph Marie, duc de Boufflers.

Régiment de Beaufort (1709-1721)
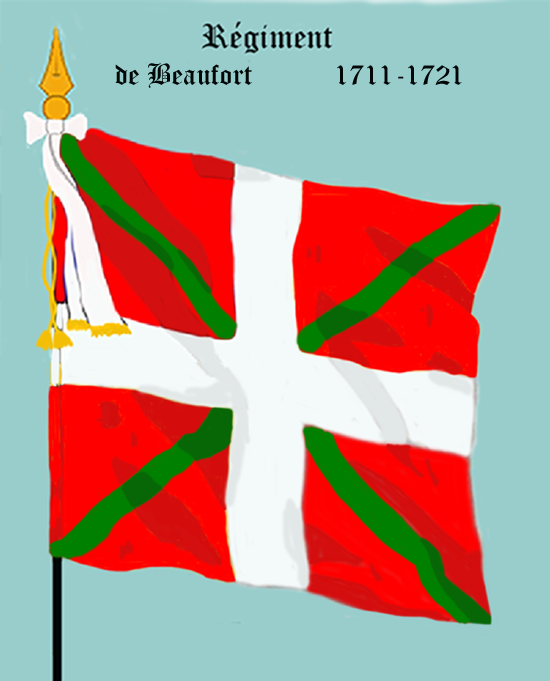

## Régiment de Beaujeu
- Régiment de Beaujeu

C'est l'ancien régiment Gassion (1702-1709), qui est renommé « régiment de Beaujeu » après avoir été donné le 16 février 1709 à N. comte de Beaujeu. Il est licencié en 1714.

## Régiment de Beaujolais (1685-1749)
- Régiment de Beaujolais (1685-1749)

Ce régiment est créé sous ce titre, le 16 juin 1685, et donné à Jean-Thomas, marquis de Bérulle qui le mène, dans le cadre de la guerre de la Ligue d'Augsbourg, à l'armée des Alpes en 1690, à la conquête de la Savoie et du comté de Nice en 1691, à la bataille de la Marsaglia en 1693 et à l'armée du Rhin en 1696. Engagé dans la guerre de Succession d'Espagne il rejoint l'armée d'Allemagne en 1701 puis il passe en Italie ou il se trouve aux batailles de Chiari et de Santa-Vittoria, et aux prises de Luzzara et de Borgoforte en 1702. Il est donné le 23 décembre 1702 à N. Le Ménestrel de Hauguel de Lutteaux avec qui il participe à l'expédition du Tyrol en 1703, aux sièges de Verceil, d'Yvrée et de Verrue en 1704 durant lequel le colonel est tué. Il est remplacé le 20 juillet 1704 par son frère Étienne Le Ménestrel de Hauguel de Lutteaux. Il assiste à la bataille de Cassano en 1705, à la bataille de Castiglione en 1706 puis rejoint l'armée du Dauphiné de 1707 à 1711, l'armée du Rhin en 1712, participant aux sièges de Landau et de Fribourg en 1713. Il se trouve à l'armée des Pyrénées en 1719 durant la guerre de la Quadruple-Alliance. Dans le cadre de la guerre de Succession de Pologne, il participe à l'occupation de la Lorraine en 1733 et est donné le 20 février 1734 à Jacques-Étienne Bazin, chevalier de Bezons. Il est donné le 9 février 1742 à Jacques-Gabriel Bazin, marquis de Bezons qui, dans le cadre de la guerre de Succession d'Autriche, mène le régiment à l'armée de Flandre en 1742, puis à l'armée du Bas-Rhin, et il se trouve à la bataille de Dettingen en 1743, à la défense de l'Alsace en 1744 et 1745, au siège de Namur, et à la bataille de Rocoux en 1746, puis il passe en Provence et participe à la reprise des îles Sainte-Marguerite, à la conquête de Nice et à la bataille d'Assietta, en 1747, où le colonel est grièvement blessé, aux campagnes de 1616 dans la rivière de Gênes. Le régiment est incorporé le 10 février 1749, la compagnie des grenadiers dans le régiment des Grenadiers de France et le reste dans le régiment de Traisnel (1742-1757). Ce régiment de Beaujolais avait les carrés de ses deux drapeaux d'ordonnance partagés en huit triangles, quatre rouges et quatre verts. Son costume se composait d'un habit complet gris-blanc, avec parements rouges, boutons et galon de chapeau d'or.

Régiment de Beaujolais (1685-1749)
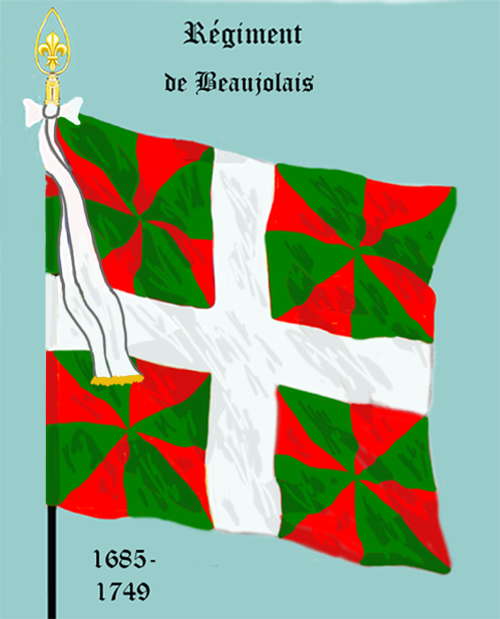

## Régiment de Beaujolais
- Régiment de Beaujolais

C'est l'ancien régiment de Lastic, qui prend le titre « régiment de Beaujolais » le 10 décembre 1762 et qui prend le nom de régiment de Lamballe le 10 janvier 1765 avant de reprendre le titre de « régiment de Beaujolais » le 15 mai 1768. Par ordonnance du 30 janvier 1778, une compagnie du régiment forme le régiment des grenadiers royaux du Quercy. Le régiment de Beaujolais est devenu depuis la Révolution le 74e régiment d'infanterie de ligne.
.

Régiment de Beaujolais
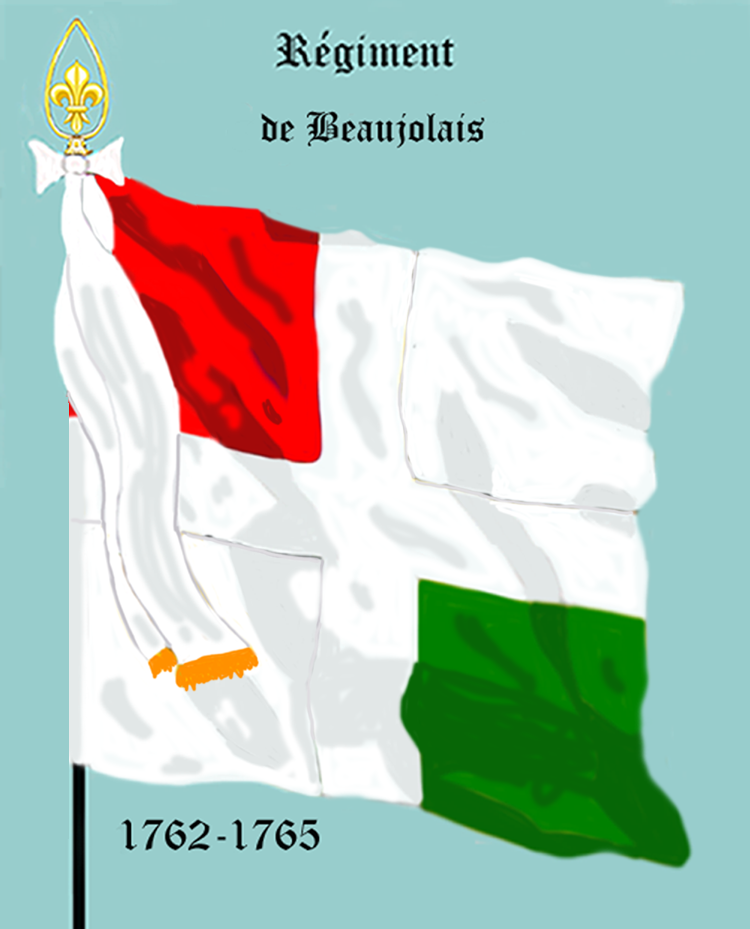
de 1762 à 1765
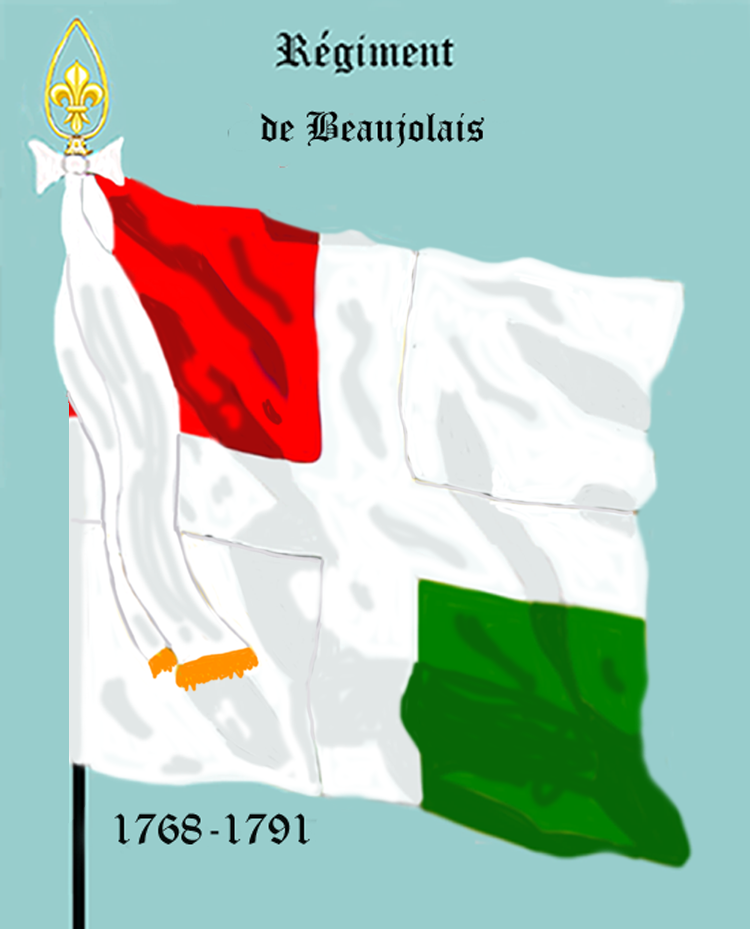
de 1768 à 1791

## Régiment de Beaumont (1610-1628)
- Régiment de Beaumont (1610-1628)

Ce régiment levé le 24 avril 1610, dans le cadre de la Guerre de Succession de Juliers, par N. Le Normand, comte de Beaumont est renommé régiment de Chastellier-Barlot en 1628.

## Régiment de Beaumont (1649-1649)
- Régiment de Beaumont (1649-1649)

Ce régiment est levé le 21 janvier 1649 par Nicolas Le Normand, comte de Beaumont. Il participe au blocus de Paris puis il est licencié au mois de avril 1649, après la paix de Rueil.

## Régiment de Beaune
- Régiment de Beaune

Le régiment est levé le 3 mars 1622 par Christophe de La Mothe, vicomte de Beaune pour participer à la répression de la première rébellion huguenote. Il sert en Auvergne puis il est licencié le 14 février 1623.

## Régiment de Beaurepaire
- Régiment de Beaurepaire,

Ce régiment est levé le 4 décembre 1695 par N. Beaurepaire. Engagé dans la guerre de la Ligue d'Augsbourg, il sert à l'armée du Rhin. Il est réformé le 30 décembre 1698.

## Régiment de Beauvau
- Régiment de Beauvau

Le régiment est levé le 8 juin 1652 par Jacques de Beauvau du Rivau, marquis de Beauvau dans le cadre de la guerre franco-espagnole. Il se trouve à la prise de Rethel et de Mouzon en 1653, à l'attaque des lignes d'Arras en 1654, puis il est mis en garnison au Quesnoy. Il prend le nom de régiment de Nancré après avoir été donné à Claude-Antoine de Dreux, comte de Nancré le 20 juillet 1658.

## Régiment de Beauvois
- Régiment de Beauvois

Ce régiment est levé en 1577, dans le cadre de la sixième guerre de Religion, par N. de Beauvois, pour le siège de Brouage et est licencié la même année, après la prise de la ville.

## Régiment de Beauvoisis
- Régiment de Beauvoisis

C'est l'ancien régiment de Sainte-Maure, qui est renommé « régiment de Sainte-Maure » en 1685 et qui est devenu depuis la Révolution le 57e régiment d'infanterie de ligne.

Régiment de Beauvoisis
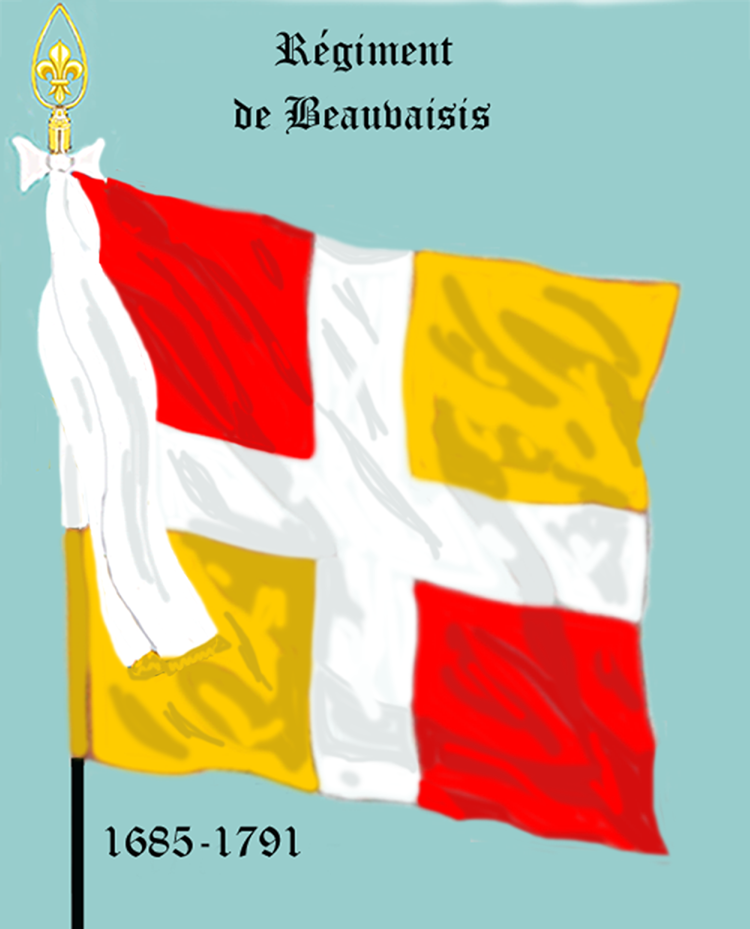

## Régiment de Beintheim
- Régiment de Beintheim 

C'est l'ancien régiment de Saxe (1720-1750), qui est renommé « régiment de Beintheim » en 1750 et qui prend le nom de régiment d'Anhalt en 1759.

Régiment de Beintheim
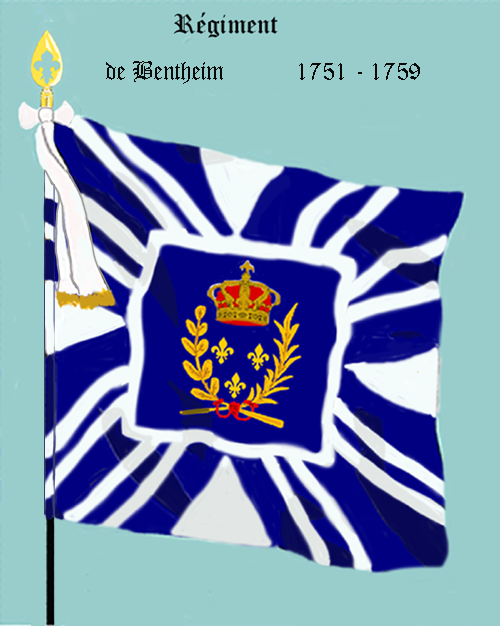

## Régiment de Bellaffaire (1695-1699)
- Régiment de Bellaffaire (1695-1699) également appelé régiment de Duguast

Ce régiment est levé le 3 novembre 1695 par Joseph Duguast de Bellaffaire. Engagé dans la guerre de la Ligue d'Augsbourg, il est affecté à l'armée du Rhin. Il est réformé le 8 février 1699, après le traité de Ryswick.

## Régiment de Bellaffaire (1702-1705)
- Régiment de Bellaffaire (1702-1705)

Ce régiment est levé le 25 juillet 1702 par Joseph Duguast de Bellaffaire. Engagé dans la guerre de Succession d'Espagne, il fait la campagne de 1703 dans le Languedoc, puis il rejoint l'armée de Portugal en 1704 et participe au siège de Gibraltar en 1705. Il prend le nom de régiment de Tessé (1705-1707) après avoir été donné le 30 août 1705 à René-François de Froulay, chevalier de Tessé.

## Régiment de Bellaffaire (1707-1715)
- Régiment de Bellaffaire (1707-1715)

C'est l'ancien régiment de Grignan (1706-1707), qui est renommé « régiment de Bellaffaire » après avoir été donné le 5 janvier 1707 à Joseph Duguast de Bellaffaire. Engagé dans la guerre de Succession d'Espagne, il participe à la bataille d'Almansa et au siège de Lérida, en 1707, il sert en 1708 dans le comté de Nice, à l'armée de Dauphiné de 1709 à 1712, à l'armée de Catalogne en 1713 et se trouve au siège de Barcelone en 1714. Il est incorporé le 29 août 1715 dans le régiment de La Marine.

## Régiment de Bellangreville
- Régiment de Bellangreville

Ce régiment est levé en 1588 par Joachim de Bellangreville de Neuville, dans le cadre de la huitième guerre de Religion. Il tient garnison à Meulan et est licencié en 1589.

## Régiment du Bellay
- Régiment du Bellay

Ce régiment est levé en 1619, pour la Reine-Mère, Marie de Médicis, par N. du Bellay. En 1620, il participe à la défense des Ponts-de-Cé et est licencié le 13 août 1620 à la paix de Loudun.

## Régiment de Bellebrune
- Régiment de Bellebrune

Le régiment est levé 3 octobre 1634, dans le cadre de la guerre de Trente Ans, par Antoine Blondel de Joigny, marquis de Bellebrune. Affecté à l'armée de Picardie, il se trouve à la bataille d'Avein en 1635 puis il sert en Hollande en 1636. Il participe aux sièges d'Ivoy et de Damvilliers en 1637 puis au siège de Saint-Omer en 1638 puis il est mis en garnison à Hesdin de 1639 à 1658. Donné le 16 février 1658 à Antoine du Bec-Crespin, comte de Moret il prend alors le nom de régiment de Moret.

## Régiment de Bellefonds
- Régiment de Bellefonds

Le régiment est levé le 20 mars 1635 par Charles Gigault de Bellefonds. Dans le cadre de la guerre de Trente Ans, il participe au siège de Corbie en 1636, au siège d'Ivoy et de Damvilliers en 1637, aux prises de Poligny, de Lunéville et de Brisach en 1638, au siège d'Hesdin en 1639 et au siège d'Arras en 1640. Il est affecté à l'armée de Guyenne en 1641, à l'armée de Picardie en 1642 et à l'armée d'Allemagne en 1643 avec laquelle il se trouve au siège de Rothweil et à la bataille de Tuttlingen puis en 1644 à la bataille de Fribourg durant laquelle il y est détruit. Il est rétabli sous le nom de régiment de Noirmoutiers le 25 janvier 1645 par Louis de La Trémouille, duc de Noirmoutiers.

## Régiment de Bellefourrière
- Régiment de Bellefourrière

Ce régiment est levé le 7 décembre 1695 par N. de Soyecourt, marquis de Bellefourrière. Engagé dans la guerre de la Ligue d'Augsbourg, il sert à l'armée d'Allemagne. Il est réformé le 30 décembre 1698.

## Régiment de Bellegarde
- Régiment de Bellegarde 

Ce régiment italien est levé, par ordre du 27 octobre 1567, par Roger de Saint-Lary de Bellegarde, dans le cadre de la deuxième guerre de Religion. Ce régiment a existé jusqu'en 1580.

## Régiment de Belleisle
- Régiment de Belleisle

Le régiment est formé 1er janvier 1689 des milices de Bretagne, par François Perron de Bellisle. Dans le cadre de la guerre de la Ligue d'Augsbourg, il sert sur les côtes et sur la Meuse. Il est incorporé le 30 décembre 1698 dans le régiment du Dauphin.

## Régiment de Bellenave (1634-1638)
- Régiment de Bellenave (1634-1638)

C'est l'ancien régiment de Chastellier-Barlot, qui est renommé « régiment de Bellenave » en 1634 et qui prend le nom de régiment de Villandry en 1638.

## Régiment de Bellenave (1644-1646)
- Régiment de Bellenave (1644-1646)

Ce régiment est levé le 18 août 1644, par Claude Le Loup de Beauvoir, marquis de Bellenave, dans le cadre de la guerre de Trente Ans. Il participe aux sièges de Philippsbourg et de Landau en 1644, à la bataille de Nördlingen en 1645 durant lequel le mestre de camp y est tué. Il prend alors le nom de régiment de Chouppes après avoir été donné le 15 janvier 1646 à Aymard, marquis de Chouppes.

## Régiment de Bellesuvée
- Régiment de Bellesuvée

C'est l'ancien régiment de Canillac (1707-1708), qui est renommé « régiment de Bellesuvée » après avoir été donné en 1708 à N. de Bellesuvée. Engagé dans la guerre de Succession d'Espagne, il prend le nom de régiment de Feuquières (1710-1712) après avoir été donné en 1710 à N. de Pas, chevalier de Feuquières.

## Régiment de Bellisle (1695-1698)
- Régiment de Bellisle (1695-1698)

Le régiment est levé le 12 novembre 1695 par François Perron de Bellisle. Engagé dans la guerre de la Ligue d'Augsbourg, il est réformé le 30 décembre 1698, après le traité de Ryswick.

## Régiment de Bellisle (1710-1714)
- Régiment de Bellisle (1710-1714)

C'est l'ancien régiment de Marcilly (1702-1710), qui est renommé « régiment de Bellisle » après avoir été donné le 28 octobre 1710 à François Perron de Bellisle. Engagé dans la guerre de Succession d'Espagne, il participe à la bataille de Denain, et à la prise du Quesnoy en 1712. Il est incorporé le 12 novembre 1714 dans le régiment de Touraine.

## Régiment de Belmont
- Régiment de Belmont

Ce régiment est levé le 29 mars 1638 par N. de Belmont dans le cadre de la guerre de Trente Ans. Il se trouve au siège du Catelet et est licencié en 1638.

## Régiment de Beltrampi
- Régiment de Beltrampi 

Ce régiment italien est levé le 20 mai 1705, par N. Beltrampi. Engagé dans la guerre de Succession d'Espagne il est licencié le 9 octobre 1706

## Régiment de Belzunce (1587-1587)
- Régiment de Belzunce (1587-1587) également écrit régiment de Belsunce

Ce régiment protestant est levé en avril 1587, dans le cadre de la huitième guerre de Religion, par N. de Belzunce. Le régiment participe à la bataille de Coutras et est licencié la même année.

## Régiment de Belzunce (1654-1659)
- Régiment de Belzunce (1654-1659) également écrit régiment de Belsunce

Le régiment est levé le 11 mars 1654 par N. de Belzunce dans le cadre de la guerre franco-espagnole. Affecté à l'armée de Catalogne, il se trouve à la prise de Puycerda en 1654, puis il rejoint l'armée de Flandre en 1657, et l'armée d'Italie en 1658. Il est licencié le 12 décembre 1659.

## Régiment de Belzunce (1704-1712)
- Régiment de Belzunce (1704-1712) également écrit régiment de Belsunce

C'est l'ancien régiment de Livry (1703-1704), qui est renommé « régiment de Belzunce » après avoir été donné le 17 septembre 1704 à Charles-Gabriel de Castelmoron, chevalier de Belzunce. Engagé dans la guerre de Succession d'Espagne, il sert en Flandre en 1705 et assiste à la bataille de Denain en 1712. Il prend le nom de régiment de La Planche après avoir été donné en août 1712 à N. Desmortiers de La Planche.

## Régiment de Belzunce (1749-1761)
- Régiment de Belzunce (1749-1761)

C'est l'ancien régiment de Monaco, qui est renommé « régiment de Belzunce » en 1749 et qui prend le nom de régiment de Rougé en 1761.

Régiment de Belzunce (1749-1761)
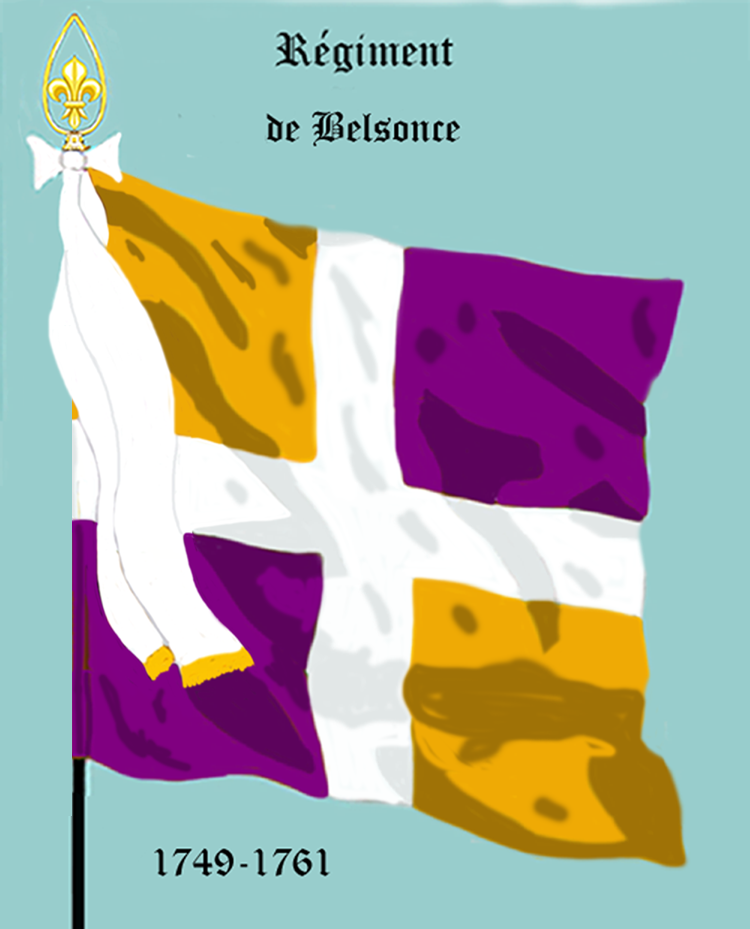

## Régiment de Bérard
- Régiment de Bérard

C'est l'ancien régiment de Boisset de Geaix, qui est renommé de « régiment de Bérard » après avoir été donné le 28 avril 1711 à N. de Bérard. Engagé dans la guerre de Succession d'Espagne, il termine la guerre dans les lignes de la Lauter. Il est licencié en 1714 après la paix.

## Régiment de Bergh
- Régiment de Bergh 

Ce régiment allemand est levé le 12 août 1744 dans le pays de Juliers par Charles, baron de Bergh. Engagé dans la guerre de Succession d'Autriche, il sert dans l'armée de Flandre jusqu'à la paix. Donné le 12 avril 1757 au baron de Bergh fils du premier colonel, il est engagé dans la guerre de Sept Ans et rejoint l'armée d'Allemagne, et participe à la bataille de Hastenbeck. Il est incorporé le 18 janvier 1760 dans le régiment d'Alsace. Le régiment de Bergh avait dix huit drapeaux. Il portait habit bleu, revers et parements rouges uoverts, boutons jaunes, doubles poches garnies de trois boutons, autant sur la manche, six sur chaque revers de deux en deux, un septième en haut, trois au-dessous du côté droit, veste et culotte blanches, chapeau bordé d'or.

Régiment de Bergh
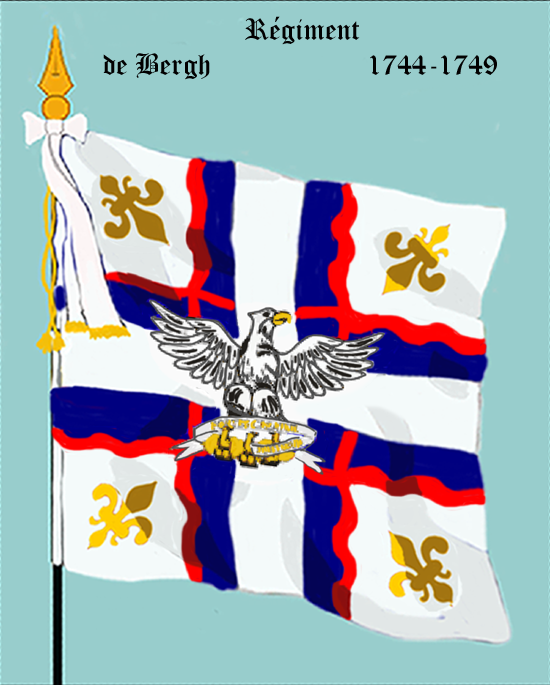

## Régiment de Bernold
- Régiment de Bernold 

Ce régiment allemand est formé le 15 mars 1692 avec les milices d'Alsace par Sigefroi de Bernold. Dans le cadre de la guerre de la Ligue d'Augsbourg il fait les campagnes de 1693 à 1695 sur le Rhin et les campagnes de 1696 à 1697 sur la Meuse. Il est incorporé le 17 mars 1698 dans le régiment d'Alsace.

## Régiment de Berry (1620-1622)
- Régiment de Berry (1620-1622)

C'est l'autre nom du régiment de Condé (1620-1622) qui est quelquefois désigné sous le titre de la province de Berry, notamment au siège de Montpellier.

## Régiment de Berry (1650-1653)
- Régiment de Berry (1650-1653)

Le régiment est levé sous ce titre le 27 juillet 1650 par N. de Saint-Aignan. Il sert en Berry puis devient un régiment frondeur, et participe à la défense de Sainte-Ménéhould en 1653. Il est licencié après la prise de la place.

## Régiment de Berry (1684-1762)
- Régiment de Berry (1684-1762)

Ce régiment est créé, sous ce titre, le 2 septembre 1684, et formé avec des compagnies de garnison. Il est donné à Louis-Vincent de Budes, marquis de Guébriand qui le mène, dans le cadre de la guerre de la Ligue d'Augsbourg, à la conquête du Palatinat en 1688 et 1689 puis à la défense des côtes en 1690 et 1691. Il rejoint l'armée des Alpes en 1692 et participe à la défense de Pignerol en 1692 et à la bataille de la Marsaglia en 1693. Mis en garnison à Suse en 1694, il passe à l'armée de la Meuse en 1696 puis à l'armée de Flandre en 1697. Engagé dans la guerre de Succession d'Espagne, il participe à l'occupation du royaume de Naples pour le roi d'Espagne, Philippe V de 1702 à 1704. Le colonel, ayant été grièvement blessé à la bataille de Castelnuovo de Bormia où il combattait comme volontaire, est remplacé en février 1704 par Auguste-Nicolas Magon, marquis de La Gervasais, il est affecté à l'armée d'Italie, et se trouve à bataille de Cassano en 1705, au siège et bataille de Turin en 1706 puis il passe à l'armée de Dauphiné de 1707 à 1710 et à l'armée du Rhin en 1711. Il est donné le 26 juillet 1712 à N. Magon de La Gervasais, comte de La Giclaye, frère du précédent colonel avec lequel, il assiste aux sièges de Landau et de Fribourg en 1713. Le régiment se trouve au camp d'Aimeries-sur-Sambre en 1732. Durant la guerre de Succession de Pologne il rejoint l'armée du Rhin, avec laquelle il participe au siège de Kehl en 1733 et au siège de Philippsbourg en 1734. Il est donné en mai 1735 au marquis de Carcado-Molac avec lequel, il rejoint, dans le cadre de la guerre de Succession d'Autriche, l'armée de Bohême en 1741 et se trouve à la bataille de Sahay et à la défense de Prague en 1742 durant lequel le colonel est tué. Le régiment est alors donné, le 6 mars 1743 à Louis de Biran, comte de Gohas et mis en garnison à Thionville en 1743 avant de rejoindre l'armée du Rhin de 1744 à 1746. Il est donné le 17 février 1746 à Gaspard, marquis de Contades qui amène le régiment à l'armée de Flandre, et participe à la conquête de la Flandre hollandaise, à la bataille de Lauffeld en 1747, et au siège de Maastricht en 1616. Le 10 février 1749 il reçoit l'incorporation du régiment d'Agénois (1692-1749). Après la paix, on retrouve le régiment au camp de Sarrelouis en 1753. Pendant la guerre de Sept-Ans, le 1er bataillon sert sur les côtes de France, et le 2e bataillon au Canada. Le régiment donné en février 1759 au marquis d'Hugues, est incorporé le 10 décembre 1762 dans le régiment d'Aquitaine. Le « régiment de Berry » avait ses cinq drapeaux d'ordonnance formés dans chaque carré d'une bande isabelle entre deux bandes violettes perpendiculaires à la hampe. Son uniforme consistait en habit et culotte blancs; veste, collet et parements rouges; boutons jaunes; doubles poches garnies chacune de trois boutons de chaque côté; cinq boutons sur la manche, chapeau bordé d'or.

Régiment de Berry (1684-1762)
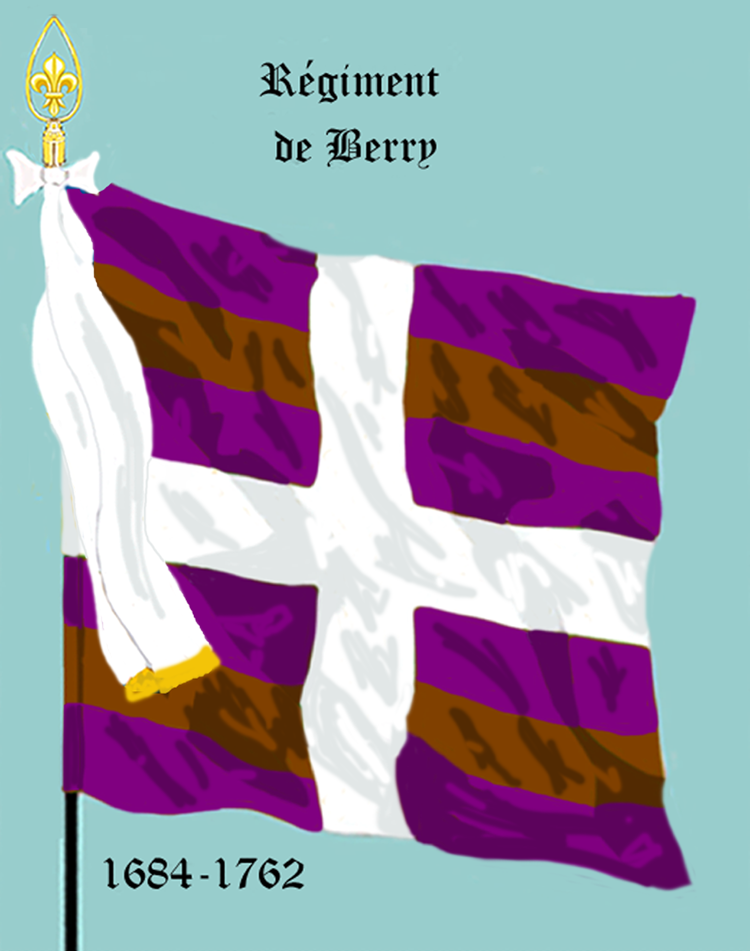

## Régiment de Berry (1712-1714)
- Régiment de Berry (1712-1714)

C'est l'ancien régiment de Vendôme, prend le titre de « régiment de Berry » en 1712 et puis le titre de régiment de Barrois en 1714.

Régiment de Berry (1712-1714)
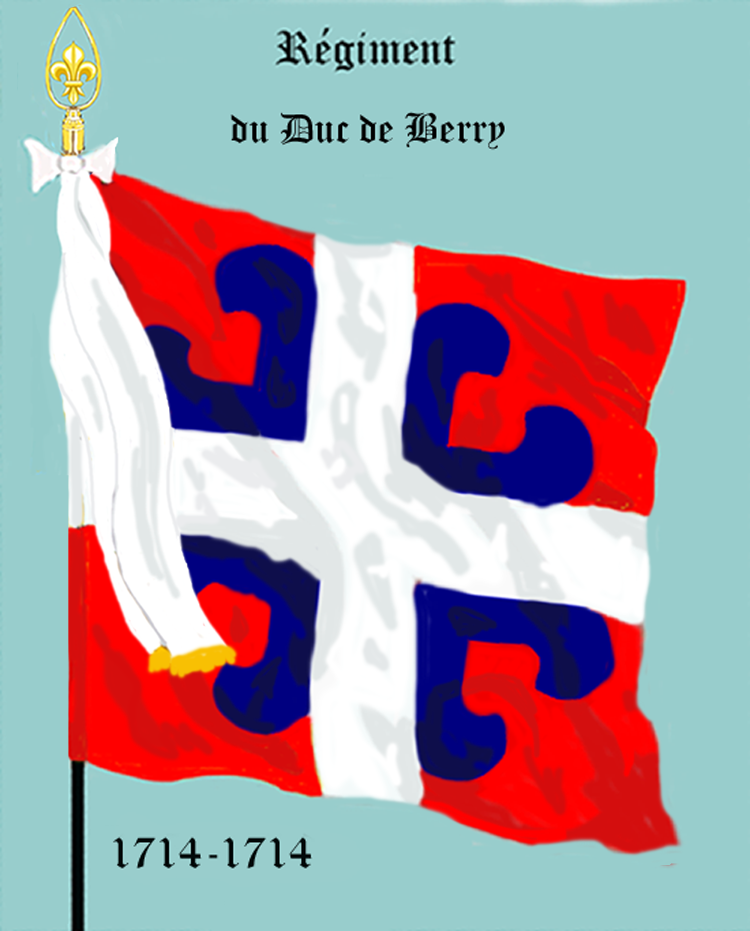

## Régiment de Berry (1762-1788)
- Régiment de Berry (1762-1788)

C'est l'ancien régiment de Montrevel, qui est renommé « régiment de Berry » le 10 avril 1762. Par ordonnance du 30 janvier 1778, une compagnie du régiment forme le régiment des grenadiers royaux de l'Orléanais (1778-1789). Ce « régiment de Berry » prend le nom de régiment de Vintimille le 14 mai 1788.

Régiment de Berry (1762-1788)
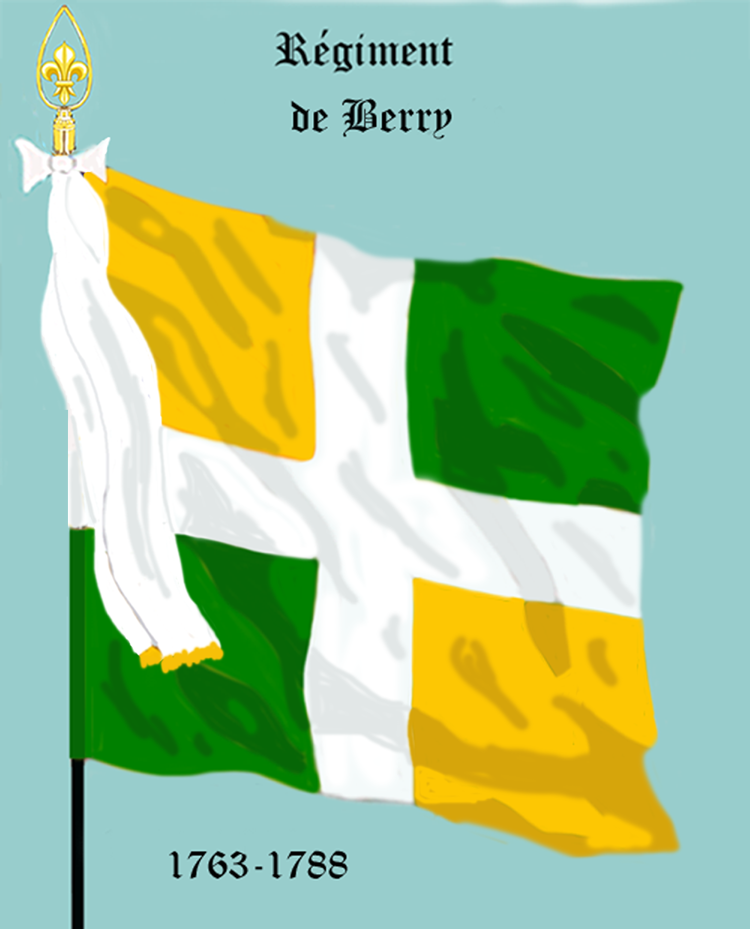

## Régiment de Berthelot de Rebourseau
- Régiment de Berthelot de Rebourseau

C'est l'ancien régiment de Montendre (1701-1702), prend le nom de « régiment de Berthelot de Rebourseau » le 9 novembre 1702 après avoir été donné à Michel-François Berthelot de Rebourseau. Engagé dans la guerre de Succession d'Espagne, il participe à l'expédition de Tyrol en 1703, aux sièges de Verceil, d'Ivrée et de Verrue en 1704. Il prend le nom de régiment d'Esgrigny après avoir été donné le 25 décembre 1704 à Jean-René de Jouenne d'Esgrigny.

## Régiment de Berville
- Régiment de Berville

Le régiment est formé 1er janvier 1689 des milices de Creil, par N. de Berville. Dans le cadre de la guerre de la Ligue d'Augsbourg, il sert sur en Flandre et sur les Alpes. Il est licencié le 16 mai 1698.

## Régiment de Berwick (1698-1719)
- Régiment de Berwick (1698-1719) 

Ce régiment irlandais est formé le 27 février 1698 pour Jacques Fitz-James, duc de Berwick, avec les débris des anciens corps irlandais, dont le régiment de Limerick et le régiment de Bourke. Engagé dans la guerre de Succession d'Espagne, il est affecté à l'armée d'Italie en 1701, et participe aux batailles de Carpi et de Chiari en 1701, à la défense de Crémone, et à la bataille et prise de Luzzara en 1702, aux batailles de Stradella, de Castelnuovo, et à l'expédition de Tyrol en 1703, aux sièges de Verceil, d'Ivrée et de Verrue en 1704, au siège de Chivasso, et à la bataille de Cassano en 1705, et au siège et bataille de Turin en 1706. Il passe à l'armée d'Espagne en 1707, avec laquelle il se trouve à la bataille d'Almansa, et aux prises de Valenza et de Lérida en 1707, et à la prise de Tortose en 1708. Il rejoint l'armée de Dauphiné de 1710 à 1712, l'armée de Catalogne en 1713 et assiste au siège de Barcelone en 1714. Il prend le nom de régiment de Fitz-James après avoir été donné le 1er février 1719 à Jacques de Berwick, duc de Fitz-James.

## Régiment de Berwick-Étranger (1702-1704)
- Régiment de Berwick-Étranger (1702-1704) 

Ce régiment irlandais est formé le 15 septembre 1702 par Jacques Fitz-James, duc de Berwick, avec des déserteurs de l'armée britannique. Engagé dans la guerre de Succession d'Espagne il sert à l'armée de Flandre. Il prend le nom de régiment d'O'Bergheiz après avoir été donné en 1704 à N. O'Bergheiz.

## Régiment de Berwick
- Régiment de Berwick 

C'est l'ancien régiment de Clare, qui par ordonnance royale du 26 avril 1775 est réuni avec le régiment de Berwick, après avoir incorporé, à la même date, le régiment de Fitz-James. Le régiment de Berwick (1698-1719) devint le 2e bataillon, et donna son nom au « nouveau régiment de Berwick » et le régiment de Clare devint le 1er bataillon et donna son ancienneté au nouveau régiment. Ce « régiment de Berwick » est devenu depuis la Révolution le 88e régiment d'infanterie de ligne.

Régiment de Berwick
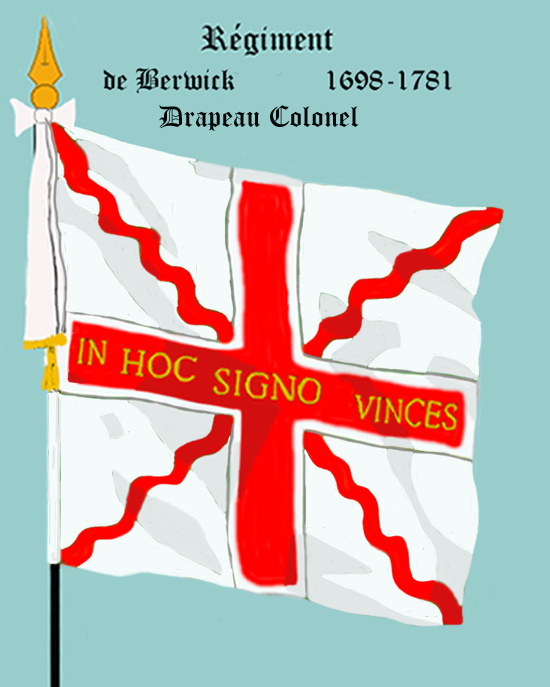
Drapeau colonel de 1698 à 1781
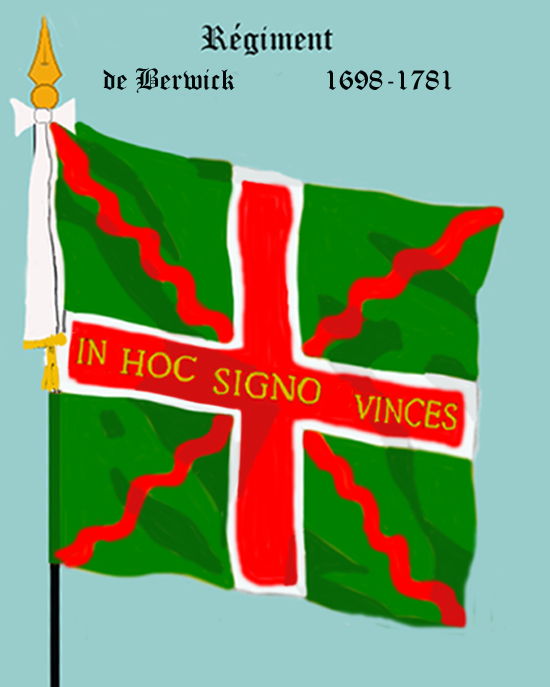
de 1698 à 1781
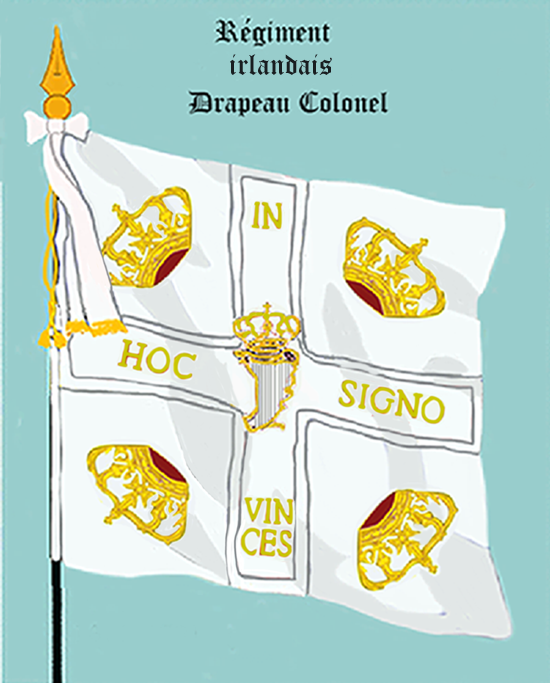
Drapeau colonel de 1781 à 1791
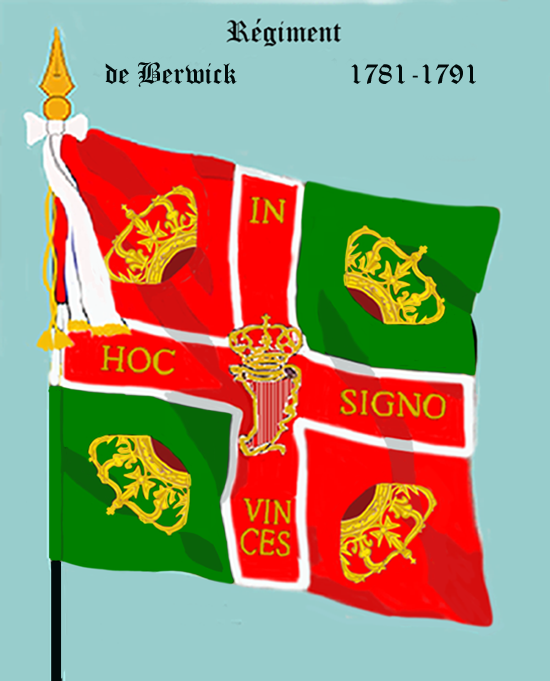
de 1781 à 1791

## Régiment de Besançon artillerie
- Régiment de Besançon artillerie

Le « régiment d'artillerie de Besançon » est formé le 13 août 1765 de la brigade de Desmazis du régiment Royal-Artillerie. Le « régiment de Besançon » est devenu depuis la Révolution le 3e régiment d'artillerie.

## Régiment de Béthune (1591-1591)
- Régiment de Béthune (1591-1591)

Ce régiment est levé en 1591, dans le cadre la huitième guerre de Religion, par Philippe de Béthune. Il est mis en garnison à Houdan. Il est licencié la même année.

## Régiment de Béthune jeune (1591-1591)
- Régiment de Béthune jeune (1591-1591)

Ce régiment est levé en 1591, dans le cadre la huitième guerre de Religion, par Salomon de Béthune. Il est mis en garnison à Mantes. Il est licencié la même année.

## Régiment de Béthune (1641-1659)
- Régiment de Béthune (1641-1659)

C'est l'ancien régiment d'Henrichemont, qui est renommé « régiment de Béthune » après avoir été donné en 1641 à N. marquis de Béthune. Il fait la totalité des campagnes de 1641 à 1649 en Italie. En 1649, il prend le nom de régiment de Sully puis reprend le nom de « régiment de Béthune » en 1654. Il participe au siège de Condé en 1655 et au siège de Saint-Venant en 1657. Il est licencié le 12 décembre 1659.

## Régiment de Bettens (1722-1739)
- Régiment de Bettens (1722-1739) 

C'est l'ancien régiment de Castellas (1702-1722), qui est renommé « régiment de Bettens » le 4 août 1722 et qui prend le nom de régiment de Monnin le 15 août 1739.

Régiment de Bettens (1722-1739)
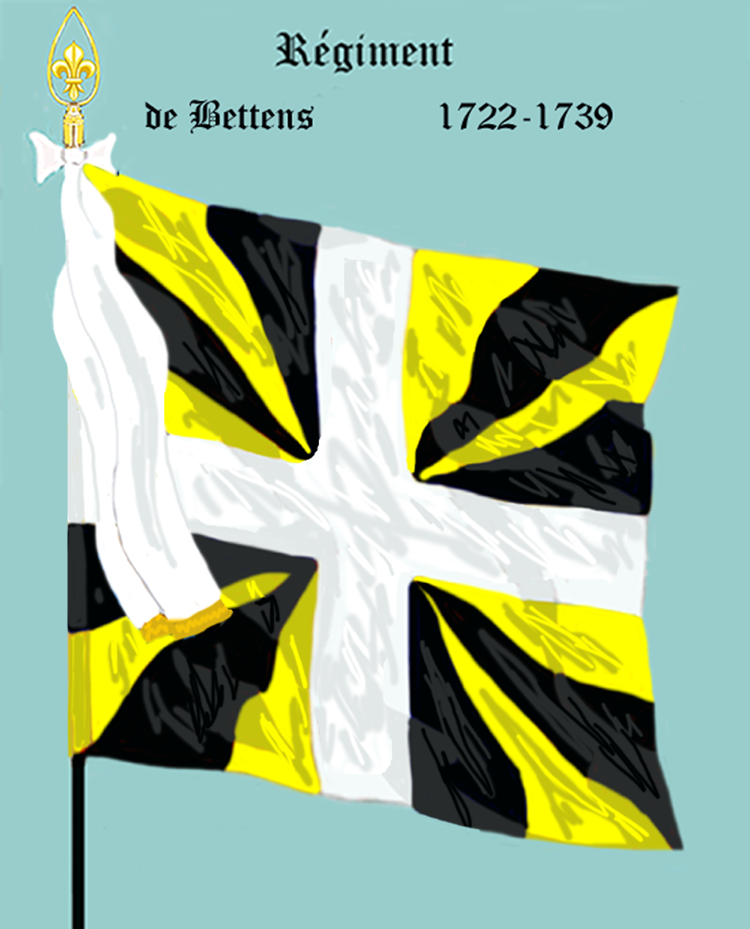

## Régiment de Bettens (1739-1751)
- Régiment de Bettens (1739-1751) 

C'est l'ancien régiment de May (1728-1739), qui est renommé « régiment de Bettens » le 15 août 1739 et qui prend le nom de régiment de Jenner le 23 juillet 1751.

Régiment de Bettens (1739-1751)
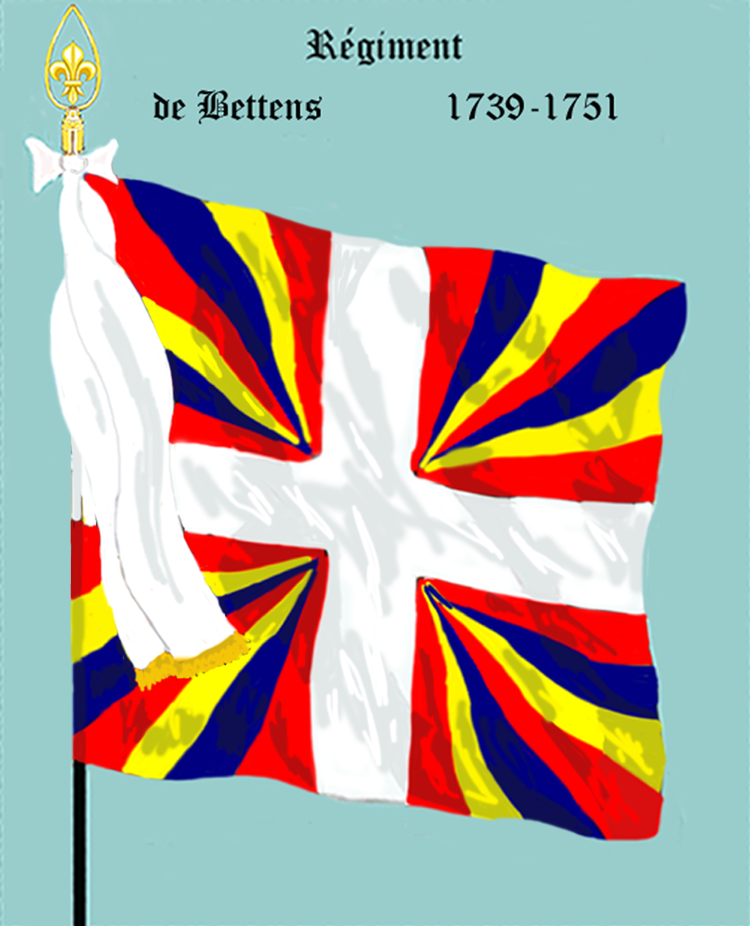

## Régiment de Beuzeville
- Régiment de Beuzeville

Ce régiment est levé le 25 novembre 1695 par N. de Beuzeville. Engagé dans la guerre de la Ligue d'Augsbourg, il sert à l'armée de la Meuse. Il est réformé le 30 décembre 1698, après le traité de Ryswick.

## Régiment de Beyerlé
- Régiment de Beyerlé 

C'est l'ancien régiment des Volontaires de Geschray, qui est renommé « régiment de Beyerlé » après avoir été donné en 1757 à N. de Beyerlé. Réduit de 1 400 hommes à 120 il passe dans le corps du régiment des Volontaires d'Alsace le 28 février 1758.

## Régiment de Bezançon
- Régiment de Bezançon

Le régiment est levé le 30 mars 1652 par Charles de Bazoches, baron de Bezançon. Il est licencié la même année.

## Régiment de Bezenwald
- Régiment de Bezenwald 

C'est l'ancien régiment d'Hemel, qui est renommé « régiment de Bezenwald » le 17 mai 1729 et qui prend le nom de régiment de La Cour au Chantre le 26 octobre 1738.

Régiment de Bezenwald
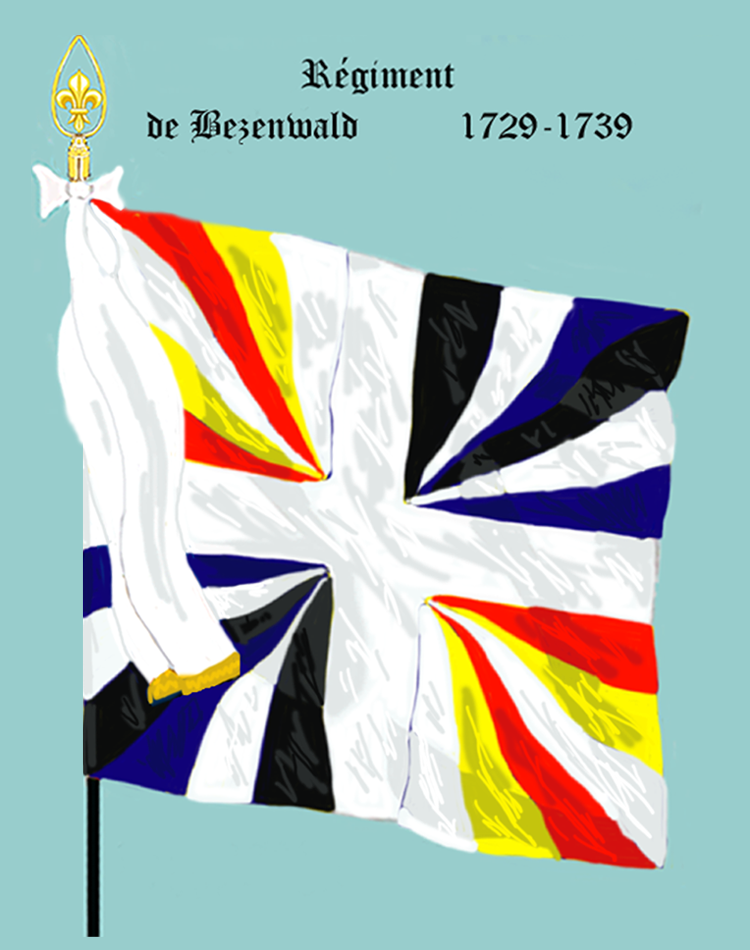

## Régiment de Béziers
- Régiment de Béziers

C'est un régiment provincial qui est organisé en 1773, en remplacement des milices provinciales. Ce régiment est formé du bataillons de Béziers, sous le commandement du colonel le marquis du Cayla. Le régiment est supprimé, en 1774.

## Régiment du Biez (1632-1635)
- Régiment du Biez (1632-1635)

Ce régiment est levé 2 février 1632, dans le cadre de la guerre de Trente Ans par N. du Biez. Il sert en Picardie, puis sur le Rhin. Il est licencié en 1635.

## Régiment du Biez (1695-1698)
- Régiment du Biez (1695-1698)

Ce régiment est créé le 9 novembre 1695 et formé le 23 décembre 1695 du bataillon de Laroque du régiment de Piémont, par Antoine Oudart, marquis du Bièz de Savignies. Engagé dans la guerre de la Ligue d'Augsbourg, il est employé à l'armée de Flandre. Il est réformé le 24 février 1699, après le traité de Ryswick.

## Régiment du Biez (1702-1710)
- Régiment du Biez (1702-1710)

Ce régiment est levé 25 juillet 1702, par Antoine Oudart, marquis du Bièz. Engagé dans la guerre de Succession d'Espagne, il sert dans l'armée de Flandre et se trouve à la bataille de Ramillies en 1706, et à la bataille d'Audenarde en 1708. Il prend le nom de régiment de Flamarens après avoir été donné en juin 1710 à N. de Grossoles de Flamarens.

## Régiment de Bigorre
- Régiment de Bigorre

Le régiment est créé sous ce titre le 9 septembre 1684, et formé avec des compagnies du régiment de Navarre. Donné à Étienne-Gérard Pellot, chevalier de Trévières, il est engagé dans la guerre de la Ligue d'Augsbourg et est envoyé à l'armée des Alpes en 1690 avec laquelle il participe aux prises de Cahours et de Suze, et à la bataille de Staffarda en 1690, à la conquête de la Savoie et du comté de Nice en 1691, à la bataille de La Marsaglia en 1695, au siège de Valenza en 1696 puis il rejoint l'armée de la Moselle en 1697. Dans le cadre de la guerre de Succession d'Espagne, il est affeccté à l'armée d'Italie en 1700 et participe aux batailles de Carpi et de Chiari en 1701 puis il est mis en garnison à Mantoue et donné en février 1702 à N. de Seuil. Envoyé à l'armée d'Espagne en 1705, il participe à la soumission de l'Andalousie, au siège de Lérida en 1707 puis il rejoint l'armée de Dauphiné en 1709 et est donné le 9 mars 1709 à Gabriel-Jacques de Salignac, marquis de Fénelon. Il rejoint l'armée de Flandre en 1710 et se trouve aux sièges de Douai, de Le Quesnoy et de Bouchain en 1712. Il est donné le 6 mars 1719 à René-Théophile, marquis de Maupeou. Dans le cadre de la guerre de Succession de Pologne il est affecté à l'armée du Rhin en 1733 et se trouve au siège de Philippsbourg en 1734 et reste dans cette place en garnison. Engagé dans la guerre de Succession d'Autriche il est donné le 21 février 1740 à Louis-Charles-Alexandre, chevalier de Maupeou et envoyé à l'armée du Bas-Rhin, avec laquelle il assiste à la bataille de Dettingen, et au combat de Rheinweiler en 1743, à la reprise des lignes de la Lauter, et au siège de Fribourg en 1744, à la prise de Kronembourg en 1745 puis il rejoint l'armée de Flandre, et participe à la bataille de Rocoux en 1746 puis à la défense de la Provence, à la reprise des îles Sainte-Marguerite, et à la conquête de Nice en 1747 et à la défense de la rivière de Gênes, en 1616. Donné en février 1749 à René-Théophile de Maupeou, marquis de Sablonnière et, pendant la guerre de Sept Ans, il sert sur les côtes de Bretagne et à la défense de Belle-Ile-en-Mer en 1761. Il est licencié le 25 novembre 1762. Le régiment de Bigorre avait trois drapeaux; ceux d'ordonnance avaient, dans chaque carré, trois bandes horizontales, rouge, jaune et verte, disposées contrairement dans les carrés opposés. Son uniforme consistait en habit et culotte blancs; veste, collet et parements bleus; boutons jaunes; pattes ordinaires; chapeau bordé d'or. Les officiers portaient le parement de velours bleu.

Régiment de Bigorre
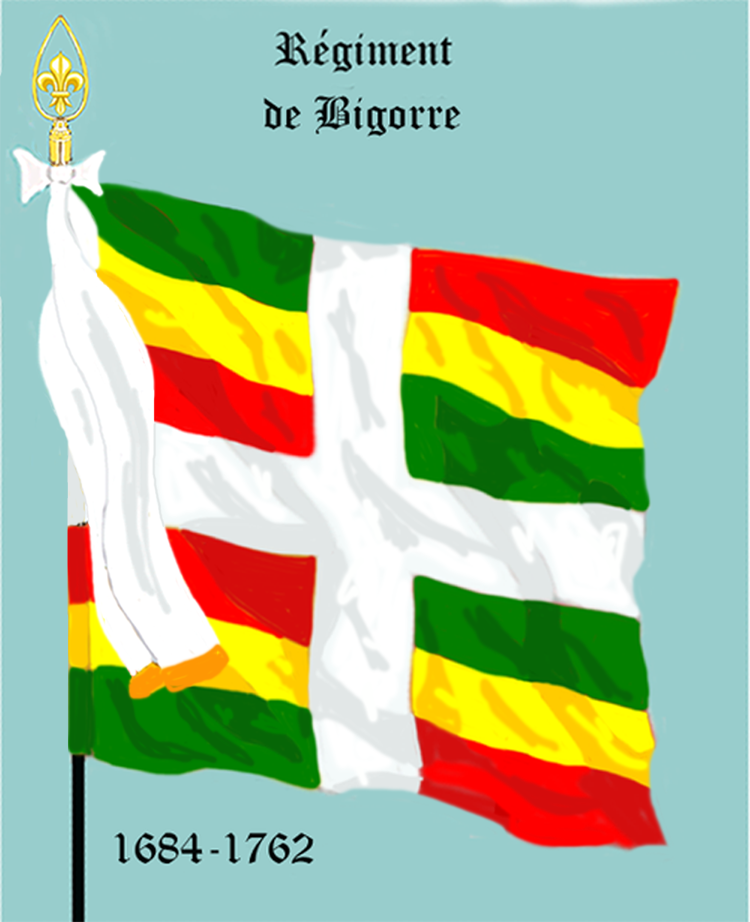

## Régiment de Billand
- Régiment de Billand 

C'est l'ancien régiment de Pantoka, qui est renommé « régiment de Billand » après avoir été donné en 1709 à N. baron de Billand. Engagé dans la guerre de Succession d'Espagne il est licencié en 1712.

## Régiment de Bimar
- Régiment de Bimar

Ce régiment est levé le 6 mars 1597, dans le cadre la guerre franco-savoyarde, par N. de Bimar. Il sert en Savoie et est licencié 6 mai 1598 après la paix de Vervins.

## Régiment de Bioulle
- Régiment de Bioulle

Le régiment est levé le 10 décembre 1627 par Louis de Cardaillac, comte de Bioulle dans le cadre de la répression de la troisième rébellion huguenote. Il participe au siège de La Rochelle et est réformé en novembre 1628 après la capitulation de la cité protestante.

## Régiment de Bircker
- Régiment de Bircker 

Ce régiment suisse est levé le 8 juillet 1635 par N. Bircker, de de Lucerne. Il sert en Picardie et est licencié en 1637.

## Régiment de Biron (1651-1652)
- Régiment de Biron (1651-1652)

Le régiment est levé le 26 décembre 1651 par François de Gontaut, marquis de Biron. Il sert en Guyenne et est licencié en 1652.

## Régiment de Biron (1735-1745)
- Régiment de Biron (1735-1745)

C'est l'ancien régiment de Mailly (1717-1735), qui est renommé « régiment de Biron » le 7 mars 1735 après avoir été donné à Charles-Antoine de Gontaut, marquis de Biron. Dans le cadre de la guerre de Succession d'Autriche, il rejoint l'armée de Westphalie en 1741, et passe en Bohême en 1742 et se trouve à la retraite de Prague. Revenu en Bavière, il assiste à la bataille de Dettingen en 1743 puis il rejoint l'armée de Flandre avec laquelle il se trouve aux prises d'Ypres, de Menin et de Furnes en 1744, au siège de Tournai, à la bataille de Fontenoy, et aux prises d'Audenarde, de Termonde et d'Ath en 1745. Il prend le nom de régiment de Rohan-Rochefort le 1er décembre 1745 à Charles-Armand-Jules, prince de Rohan-Rochefort.

Régiment de Biron (1735-1745)
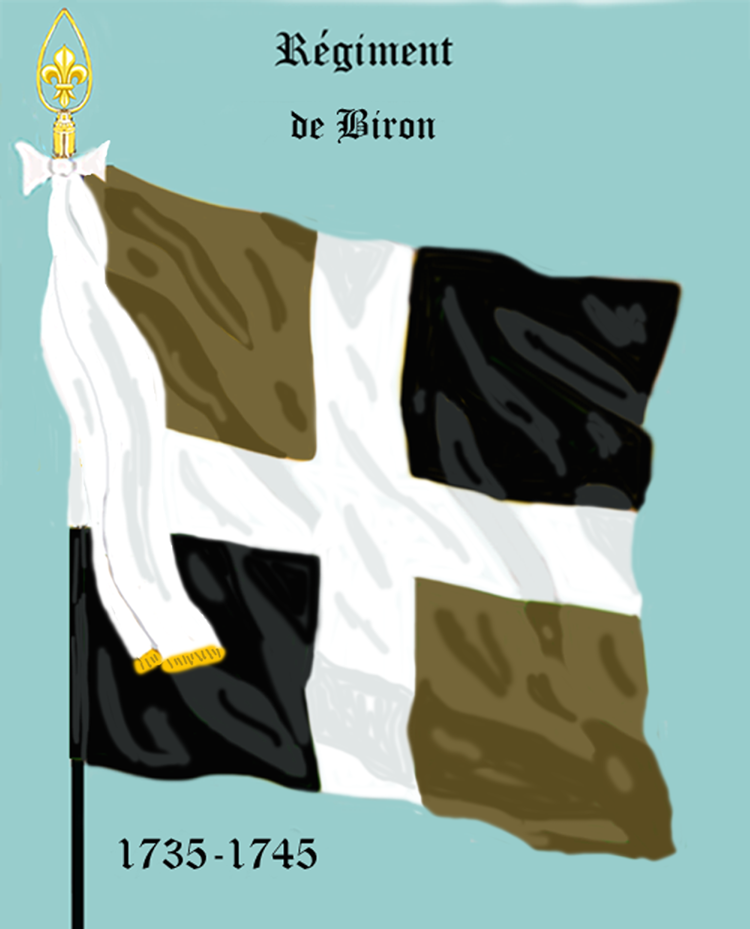

## Régiment de Biscaras
- Régiment de Biscaras

Le régiment est levé le 10 février 1635 par Jacques de Rotondis de Cahuzac de Biscaras dans le cadre de la guerre franco-espagnole. Il sert en Artois et participe à la reprise de Corbie en 1636, aux sièges de Landrecies, de Maubeuge et de La Capelle en 1637, au siège de Saint-Omer en 1638 au siège d'Hesdin en 1639, au siège d'Arras et de Charlemont en 1640 et au siège d'Aire en 1641. Il fait la campagne de Roussillon en 1642 puis affecté à l'armée de Picardie, il participe à la bataille de Rocroi en 1643. Il est licencié en février 1644.

## Régiment de Blacons (1568-1570)
- Régiment de Blacons (1568-1570) 

C'est un régiment protestant, formé à Alès en septembre 1568, dans le cadre de la troisième guerre de Religion, par Jacques de La Forêt de Blacons. Affecté à l'armée dite des Vicomtes il participe, en 1569, à la bataille de Jarnac, à la défense de Cognac puis à la bataille de Moncontour. Il est licencié le 8 août 1570 à la paix de Saint-Germain-en-Laye.

## Régiment de Blacons (1624-1626)
- Régiment de Blacons (1624-1626)

Le régument est levé le 13 août 1624 par N. de Blacons dans le cadre de la guerre d'Italie. Il rejoint l'armée de Lesdiguières et participe aux sièges de Novi, de Gavi et Verrue. Il est licencié en mai 1626.

## Régiment de Blacons (1702-1714)
- Régiment de Blacons (1702-1714)

Le régiment est levé le 7 mai 1702 par Armand, vicomte de Blacons. Il est donné le 15 mai 1705 au fils du colonel. Engagé dans la guerre de Succession d'Espagne il sert toujours en Dauphiné. Il est incorporé le 12 novembre 1714 dans le régiment d'Auvergne.

## Régiment de Blainville
- Régiment de Blainville

C'est l'ancien régiment de Sceaux qui est renommé « régiment de Blainville » le 6 septembre 1689 et qui prend le nom de régiment de Maulevrier le 10 juillet 1690.

## Régiment de Blaisois (1692-1749)
- Régiment de Blaisois où régiment de Blésois (1692-1749)

Ce régiment est créé sous ce titre, le 4 octobre 1692, et formé d'un bataillon du régiment de Picardie et donné à Henri-Louis de la Tour-d'Auvergne, comte d'Evreux. Engagé dans la guerre de la Ligue d'Augsbourg,il est affecté à l'armée de Flandre en 1693 et se trouve au siège d'Huy, à la bataille de Neerwinden, et au siège de Charleroi en 1693, puis il rejoint l'armée du Rhin en 1695 et l'armée de la Meuse en 1696 et 1697. Durant la guerre de Succession d'Espagne, il se trouve à l'armée de Flandre en 1701, et fait le siège de Nimègue en 1702 et combat à Ekeren en 1703. Donné le 29 décembre 1703 à Jean-Nicolas de Ferrières, marquis de Sauveboeuf, il rejoint l'armée d'Espagne, et se trouve à l'expédition de Portugal en 1704, au siège de Gibraltar en 1705, aux sièges de Barcelone et de Carthagène en 1706, à la bataille d'Almansa, au siège de Lérida en 1707, au siège de Tortose en 1708 et s'illustre à la défense de Tortose en 1709. Il passe à l'armée du Rhin en 1710, à l'armée de Dauphiné en 1711 et 1712, puis il revient en Espagne et participe au blocus et siège de Barcelone en 1713 et 1714 durant lequel le colonel est tué. Il est donné en août 1714 à Gabriel de Rochon de La Motte de La Peyrouse. Il débute la guerre de la Quadruple-Alliance en garnison en Bretagne en 1718 puis il rejoint l'armée des Pyrénées en 1719. Dans le cadre de la guerre de Succession de Pologne il participe à l'expédition de Dantzig en 1734 et est fait prisonnier par les Russes et conduit à Kronstadt. Il est donné le 23 avril 1735 à Charles-Prosper Bauyn, marquis de Péreuse. Engagé dans la guerre de Succession d'Autriche, il rejoint l'armée de Westphalie en 1741, passe en Bohême en 1742, et se trouve à la défense de Braunau en 1743 puis il rejoint l'armée des Alpes en 1744, participe au siège de Coni, et à la bataille de la Madona del Ulmo en 1744, à la soumission des places du Piémont en 1745, aux batailles de Plaisance et du Tidone en 1746, et à la conquête de Nice en 1747. Il est donné le 1er janvier 1748 à Jacques-Gabriel-Louis Le Clerc, marquis de Juigné. Il est incorporé le 10 février 1749, la compagnie des grenadiers dans le régiment des Grenadiers de France et le reste dans le régiment de Guyenne (1684-1762). Les deux drapeaux d'ordonnance de Blésois avaient dans chaque carré un triangle rouge et un triangle bleu séparés par une barre jaune brisée. La tenue était habit complet gris-blanc, parements rouges, boutons et galon d'argent.

Régiment de Blaisois (1692-1749)
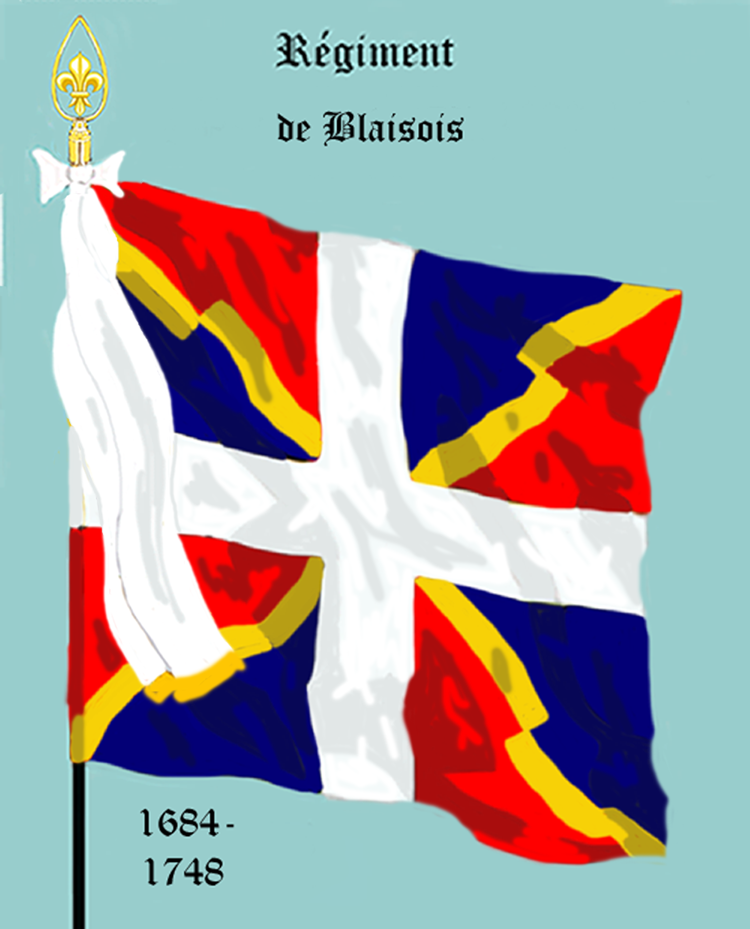

## Régiment de Blaisois (1775-1785)
- Régiment de Blaisois où régiment de Blésois (1775-1785)

Le « régiment de Blaisois » également écrit « régiment de Blésois », est formé sous ce titre, par ordonnance royale du 26 avril 1775, avec les 1er et 3e bataillons du régiment de Piémont. Par ordonnance du 30 janvier 1778, une compagnie du régiment forme le régiment des grenadiers royaux de l'Orléanais (1778-1789). Le « régiment de Blaisois » est renommé régiment de Provence en 1785.

Régiment de Blaisois (1776-1785)
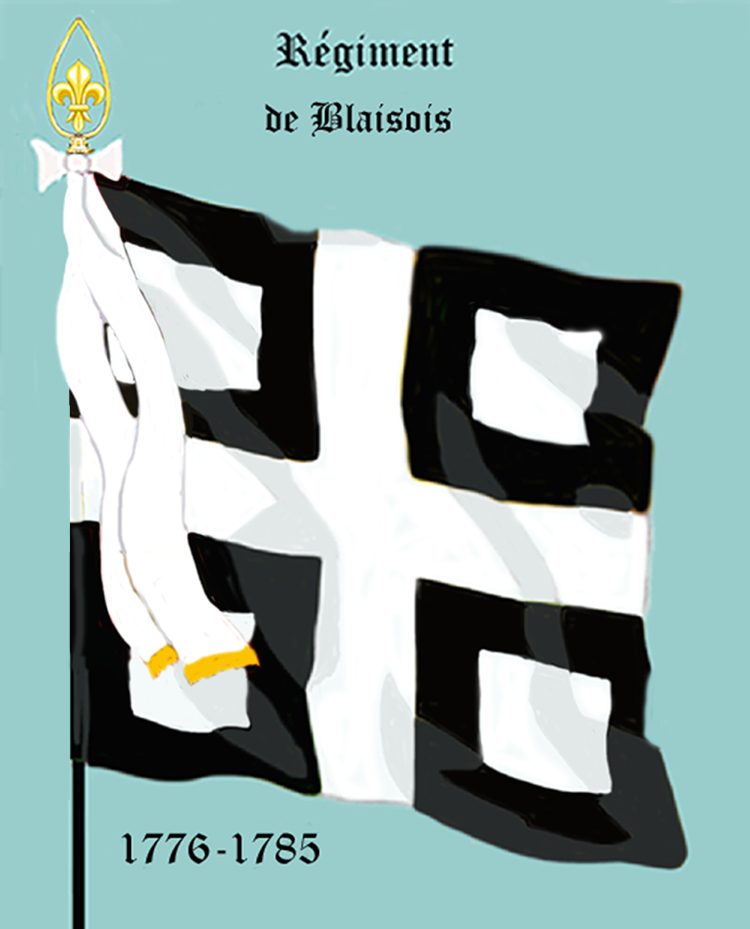

## Régiment de Blérancourt
- Régiment de Blérancourt

Ce régiment est levé le 17 juin 1625, par Bernard Potier de Gesvres de Blérancourt, pour tenir garnison à Péronne. Le régiment est licencié en 1635

## Régiment de Blois
- Régiment de Blois

C'est un régiment provincial qui est créé par ordonnance du 4 août 1771, en remplacement des milices provinciales. Ce régiment est formé des bataillons de Blois et d'Orléans sous le commandement du Charles Thomas Marie marquis de Bullion. Le régiment est supprimé par ordonnance du 15 décembre 1775 qui fait disparaître les troupes provinciales.

## Régiment de Blou de Laval
- Régiment de Blou de Laval

Ce régiment est levé en 1572 en Languedoc par N. de Blou de Laval pour la quatrième guerre de Religion. Le régiment est licencié en 1574.

## Régiment de Blyn
- Régiment de Blyn 

Ce régiment irlandais, commandé par le colonel N. Blyn est admis au service de la France le 9 février 1640. Affecté à l'armée de Picardie, il est incorporé en 1641 dans le régiment de Wall (1640-1645).

## Régiment de Boccard
- Régiment de Boccard 

C'est l'ancien régiment de Seedorf, qui est renommé « régiment de Boccard » le 5 mars 1752 et qui prend le nom de régiment de Salis-Samade en 1782.

Régiment de Boccard
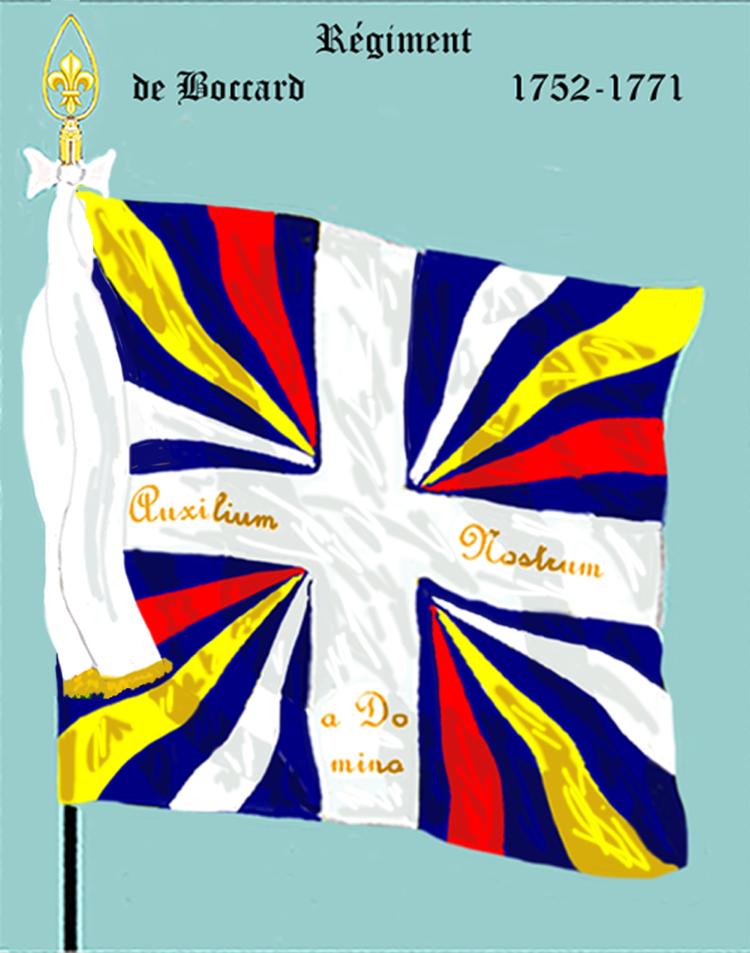
de 1752 à 1771
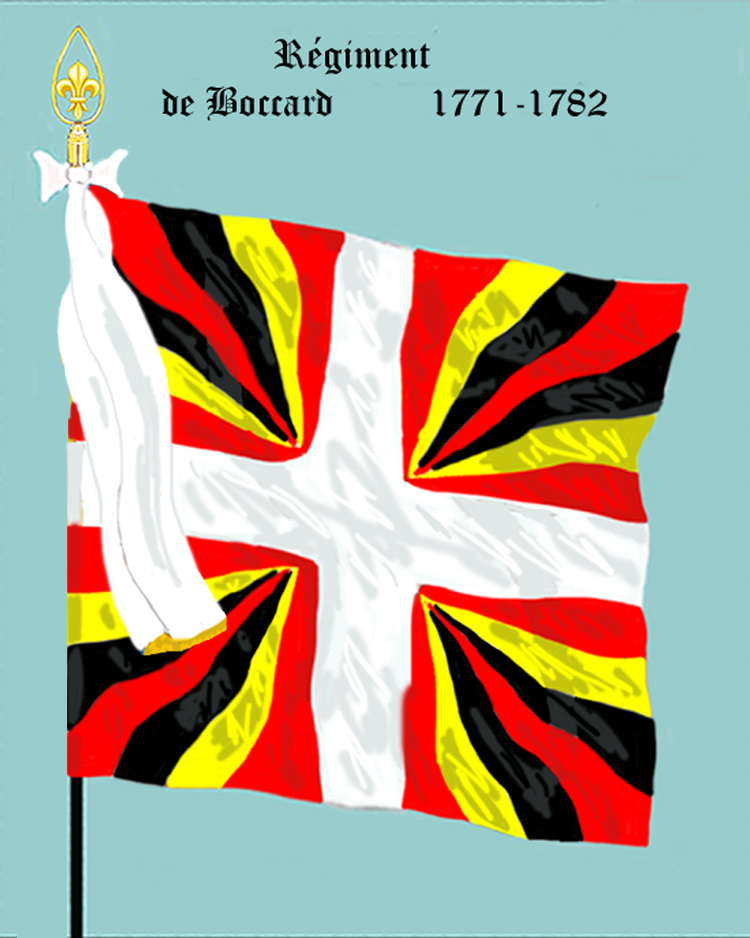
de 1771 à 1782

## Régiment du Bouchet
- Régiment du Bouchet

C'est l'ancien régiment de Bulkeley (1707-1709), qui est renommé « régiment du Bouchet » après avoir été donné le 23 mai 1709 à N. du Bochet. Engagé dans la guerre de Succession d'Espagne, il sert en Espagne puis il passe en Flandre. Il est licencié en 1714.

## Régiment de Boisdavid
- Régiment de Boisdavid

Le régiment est levé le 16 décembre 1635 par N. de Boisdavid dans le cadre de la guerre de Trente Ans. Affecté à l'armée d'Italie, il combat à Buffalora (it) en 1636. Licencié en 1637, il est rétabli en avril 1644, et, toujours affecté à l'armée d'Italie, il se trouve au siège de Santia et est licencié après la campagne.

## Régiment de Boisgélin
- Régiment de Boisgélin

C'est l'ancien régiment de La Tour du Pin, qui est renommé « régiment de Boisgélin » en 1761 et qui prend le nom de régiment de Béarn en 1762.

Régiment de Boisgélin
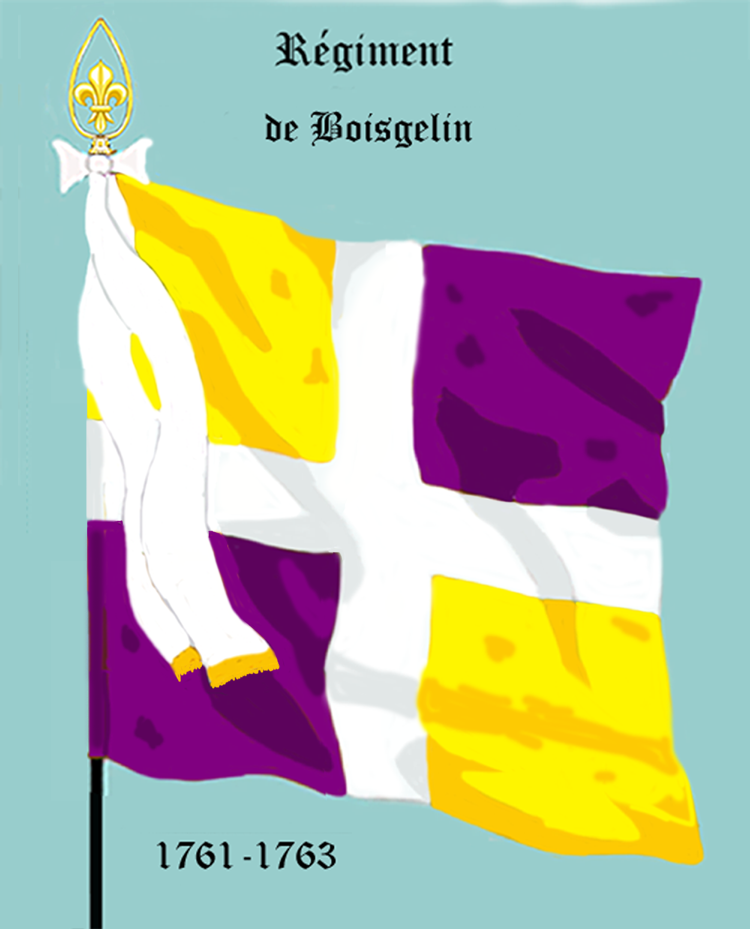

## Régiment de Boisguérin (1595-1595)
- Régiment de Boisguérin (1595-1595)

Ce régiment est levé en 1595, dans le cadre de la huitième guerre de Religion, par N. de Boisguérin. Il sert en Saintonge et est licencié la même année.

## Régiment de Boisguérin (1619-1620)
- Régiment de Boisguérin (1619-1620)

Ce régiment est levé en 1619, pour la Reine-Mère, Marie de Médicis, par N. marquis de La Flosselière. En 1620, il participe à la défense des Ponts-de-Cé et est licencié le 13 août 1620 à la paix de Loudun.

## Régiment de Boisjourdan
- Régiment de Boisjourdan

Ce régiment est levé en 1572 par N. de Boisjourdan pour la quatrième guerre de Religion. Il participe au siège de La Rochelle et par manque de moyens du Trésor royal le siège est levé et le régiment licencié le 24 juin 1573.

## Régiment de Boisrond
- Régiment de Boisrond 

C'est un régiment protestant, levé en juin 1585, dans le cadre de la huitième guerre de Religion, par N. de Boisrond. Après avoir participé au siège de Brouage il est licencié en 1587.

## Régiment de Boisruffin
- Régiment de Boisruffin

Ce régiment est levé le 29 mars 1638 par N. de Boisruffin dans le cadre de la guerre de Trente Ans. Il se trouve au siège de Brisach et est licencié en 1638.

## Régiment de Boisset de Geaix
- Régiment de Boisset de Geaix

C'est l'ancien régiment de Savigny, qui est renommé « régiment de Boisset de Geaix » après avoir été donné en 1708 à N. de Boisset de Geaix. Engagé dans la guerre de Succession d'Espagne, il prend le nom de régiment de Bérard après avoir été donné le 28 avril 1711 à N. de Bérard.

## Régiment de Boissières
- Régiment de Boissières

Le régiment est formé 1er janvier 1689 des milices d'Agen, par le marquis de Durfort-Boissières. Dans le cadre de la guerre de la Ligue d'Augsbourg, il sert sur les Alpes et assiste à la bataille de Staffarda en 1690 puis il continue de servir sur cette frontière jusqu'à la paix. Il est licencié le 16 mai 1698.

## Régiment de Boissieux
- Régiment de Boissieux

C'est l'ancien régiment de Tarnault, qui est renommé « régiment de Boissieux » le 16 février 1707 après avoir été donné à Louis de Frétat, comte de Boissieux. Engagé dans la guerre de Succession d'Espagne il participe à la défense de Toulon en 1707 puis il sert à l'armée du Rhin en 1708, à l'armée du Dauphiné de 1709 à 1713. Il est licencié 10 décembre 1714 après la paix.

## Régiment de Boissy
- Régiment de Boissy

Le régiment est levé le 6 mars 1636 par Henri Gouffier, marquis de Boissy dans le cadre de la guerre de Trente Ans. Affecté à l'armée de la Valteline, il passe en Italie en 1637. Le mestre de camp, tué en 1639, est remplacé par un autre Boissy avec lequel il est rejoint l'armée de Roussillon et l'armée de Catalogne de 1641 à 1645. Il est licencié après la campagne de 1645.

## Régiment de Bombelles
- Régiment de Bombelles

C'est l'ancien régiment de Boufflers (1706-1711) également appelé régiment du Comte de Boufflers, qui est renommé « régiment de Bombelles » le 24 octobre 1711 après avoir été donné à Henri-François, comte de Bombelles. Engagé dans la guerre de Succession d'Espagne, il participe à la bataille de Denain, et aux prises de Douai, du Quesnoy et de Bouchain en 1712. Il est incorporé le 4 octobre 1714 dans le régiment Royal.

## Régiment de Bombin
- Régiment de Bombin 

C'est un régiment ligueur, levé dans le Dauphiné, en janvier 1589, dans le cadre de la huitième guerre de Religion, par le capitaine Bombin. Il est licencié la même année.

## Régiment de Boniface
- Régiment de Boniface 

C'est un régiment ligueur formé en 1591 dans le cadre la huitième guerre de Religion, par le capitaine Boniface de La Mole, avec de vieilles enseignes normandes. Le régiment est admis le 26 avril 1594 au service du roi. Le 16 août 1616 le régiment prend le nom de régiment du Maréchal d'Ancre après avoir été donné à Concino Concini, maréchal d'Ancre.

## Régiment de Bonikhausen
- Régiment de Bonikhausen 

Ce régiment allemand est levé le 29 juillet 1645, par Lothaire, baron de Bonikhansen. Affecté à l'armée d'Allemagne, il est licencié le 24 octobre 1648.

## Régiment de Bonivatel
- Régiment de Bonivatel

Le régiment est formé 1er janvier 1689 des milices de Périgord, par N. de Bonivatel. Dans le cadre de la guerre de la Ligue d'Augsbourg, il sert sur les Alpes. Il est licencié le 16 mai 1698.

## Régiment de Bonnac
- Régiment de Bonnac

C'est l'ancien régiment de Duras (1734-1743), qui est renommé « régiment de Bonnac » le 25 août 1743 et qui prend le nom de régiment de Cossé (1749-1759) le 25 août 1749. Le 10 février 1749 il reçoit l'incorporation du régiment de Vivarais (1684-1749)

Régiment de Bonnac
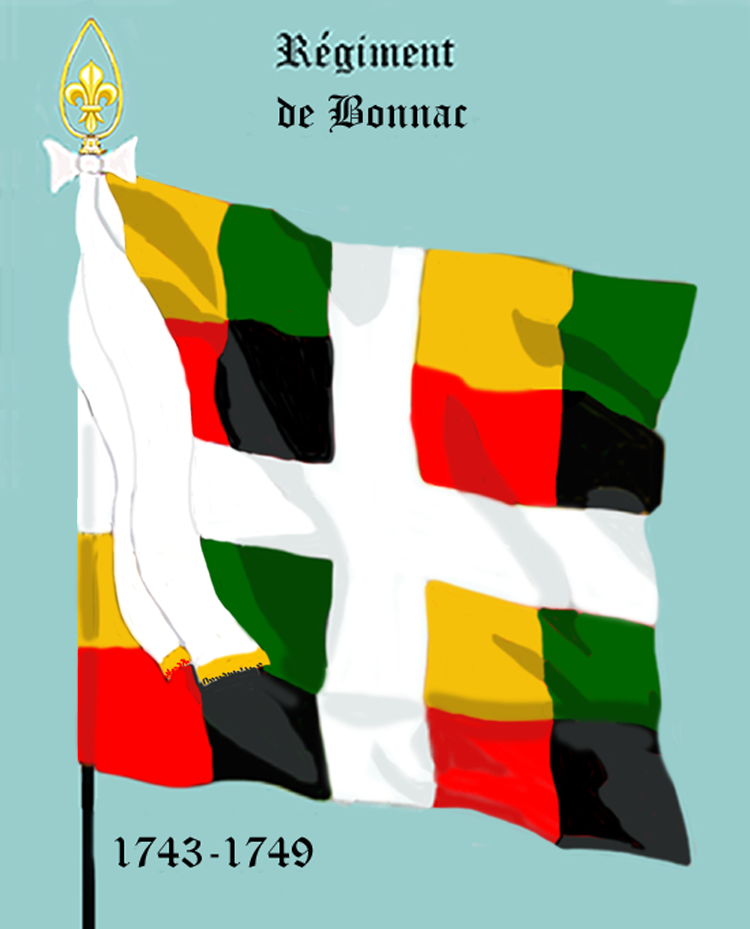

## Régiment de Bonne (1590-1597)
- Régiment de Bonne (1590-1597)

Ce régiment est levé, dans le Dauphiné, le 2 avril 1590, dans le cadre de la huitième guerre de Religion, par François de Bonne de Lesdiguières. Licencié en 1597 il est réuni avec les « Gardes de Lesdiguières » sous le nom de régiment de Lesdiguières

## Régiment de Bonne (1624-1640)
- Régiment de Bonne (1624-1640)

Le régiment est levé le 13 août 1624 par N. de Bonne de Tallard dans le cadre de la guerre d'Italie. Il rejoint l'armée de Lesdiguières et participe aux sièges de Novi, de Gavi et Verrue. Réformé en mai 1626, il est rétabli le 16 décembre 1635 et, affecté à l'armée d'Italie il combat à Buffalora (it) en 1636. Il est licencié le 16 août 1640.

## Régiment de Bonneval
- Régiment de Bonneval

C'est l'ancien régiment de Duprat, qui est renommé « régiment de Bonneval » après avoir été donné en 1711 à N. de Bonneval. Engagé dans la guerre de Succession d'Espagne, il est licencié en 1714.

## Régiment de Bonnières
- Régiment de Bonnières

C'est l'ancien régiment de Chevron, qui est renommé « régiment de Bonnières » après avoir été donné en 1712 à N. de Bonnières. Engagé dans la guerre de Succession d'Espagne il achève la guerre dans les lignes de la Lauter. Il est licencié le 15 décembre 1715.

## Régiment de Bonnouvrier (1572-1573)
- Régiment de Bonnouvrier (1572-1573)

Ce régiment est levé en 1572 en Provence par N. de Bonnouvrier pour la quatrième guerre de Religion. Le régiment est licencié le 24 juin 1573.

## Régiment de Bonnouvrier (1592-1592)
- Régiment de Bonnouvrier (1592-1592)

Ce régiment est levé le 1er janvier 1592 dans le cadre la huitième guerre de Religion, par N. de Bonnouvrier. Il sert en Guyenne et en Provence. Il participe aux prises d'Antibes et de Cannes et au siège d'Aix et est licencié la même année.

## Régiment de Bordeaux (1622-1623)
- Régiment de Bordeaux (1622-1623)

Le régiment est levé le 3 mars 1622 par la ville de Bordeaux pour participer à la répression de la première rébellion huguenote. Il se trouve au siège de Tonneins puis il est licencié le 14 février 1623.

## Régiment de Bordeaux (1771-1775)
- Régiment de Bordeaux (1771-1775)

C'est un régiment provincial qui est créé par ordonnance du 4 août 1771, en remplacement des milices provinciales. Ce régiment est formé des bataillons de Nérac et de Villeneuve d'Agen sous le commandement du colonel Gaston de Bonsol. Le régiment est supprimé par ordonnance du 15 décembre 1775 qui fait disparaître les troupes provinciales.

## Régiment de Bordeaux (1772-1774)
- Régiment de Bordeaux (1772-1774)

Ce régiment est créé le 18 février 1772, pour le service de la flotte et des ports, et formé de deux bataillons, chacun de neuf compagnies, dont une de bombardiers, une de canonniers et sept de fusiliers. Le 26 décembre 1774, le régiment est fondu avec les régiments de Brest, de Toulon, de Rochefort (1772-1774), de Marseille, de Bayonne, de Saint-Malo et de Le Havre pour former le régiment d'infanterie du Corps Royal de La Marine. Le régiment avait habit bleu de roi, doublure, veste et culotte blanches, poches en travers garnies de trois boutons, manches en botte avec trois boutons; boutons blancs, galon jaune au chapeau, collet du parement et du revers, cramoisi.

## Régiment de Bordelais
- Régiment de Bordelais

Le régiment est levé le 31 juillet 1639 dans le cadre de la guerre franco-espagnole. Il sert en Roussillon et il est licencié en 1640.

## Régiment de Bories
- Régiment de Bories 

Ce régiment protestant est levé en avril 1587, dans le cadre de la huitième guerre de Religion, par N. de Borie. En 1587, le régiment participe au siège de Fontenay-le-Comte, au combat de La Mothe-Saint-Héray et à la bataille de Coutras. En 1588 il est à la reprise de Marans puis il est mis en garnison à Saint-Maixent et est licencié la même année.

## Régiment du Bosquet
- Régiment du Bosquet

Ce régiment est levé le 20 février 1647 par René-Charles de Baugy du Bosquet. Il est licencié en 1651.

## Régiment du Boucquet
- Régiment du Boucquet

Ce régiment est levé le 20 février 1646 par N. du Boucquet pour tenir garnison à Furnes. Il participe au premier et au deuxième siège de Lérida en 1646 et 1647, et défend cette place en 1648. Devenu un régiment frondeur il est licencié en 1651.

## Régiment de Boufflers-Wallon (1688-1694)
- Régiment de Boufflers-Wallon (1688-1694) 

Ce régiment wallon est levé le 24 octobre 1688 par Louis-François, duc de Boufflers dans le cadre de la guerre de la Ligue d'Augsbourg. Il participe à la conquête du Palatinat en 1688, et à la bataille de Fleurus en 1690. Il est donné en 1690 au comte de Boufflers, neveu du précédent qui mène le régiment au siège de Mons en 1691, au siège de Namur en 1692, à l'armée de la Moselle en 1693, et à l'armée des Alpes en 1694 et 1695. Il prend le nom de régiment de Miromesnil après avoir été donné le 1er octobre 1694 à Jean-Baptiste Hue, marquis de Miromesnil.

## Régiment de Boufflers-Rémiancourt (1702-1710)
- Régiment de Boufflers-Rémiancourt (1702-1710)

Ce régiment est levé le 3 septembre 1702 par Charles-François, marquis de Boufflers-Rémiancourt dans le cadre de la guerre de Succession d'Espagne. Affecté à l'armée de Flandre, il se distingue à la défense de Lille en 1708 et à la bataille de Malplaquet en 1709. Il prend le nom de régiment de Choiseul (1710-1714) après avoir été donné le 21 janvier 1710 à N. chevalier de Choiseul.

## Régiment de Boufflers (1706-1711)
- Régiment de Boufflers (1706-1711) également appelé régiment du Comte de Boufflers

Ce régiment est levé le 3 février 1706 par Antoine-Charles-Louis, comte de Boufflers dans le cadre de la dans la guerre de Succession d'Espagne. Affecté à l'armée de Flandre, il se trouve à la bataille d'Audenarde en 1708, et à la bataille de Malplaquet en 1709. Il prend le nom de régiment de Bombelles le 24 octobre 1711 après avoir été donné à Henri-François, comte de Bombelles.

## Régiment de Boufflers-Rémiancourt (1713-1718)
- Régiment de Boufflers-Rémiancourt (1713-1718)

C'est l'ancien régiment de La Brosse, qui est renommé « régiment de Boufflers-Rémiancourt » en 1713. Le 28 mai 1714 il reçoit l'incorporation du régiment de Barbançon. Le 19 janvier 1714 il reçoit l'incorporation du régiment de Choiseul-Beaupré. Le 21 janvier 1714 il reçoit l'incorporation du régiment de La Raimbaudière Le 12 novembre 1714 il reçoit l'incorporation du régiment d'Antragues. Il prend le nom de régiment de Pons (1718-1735) en 1718.

Régiment de Boufflers-Rémiancourt (1713-1718)
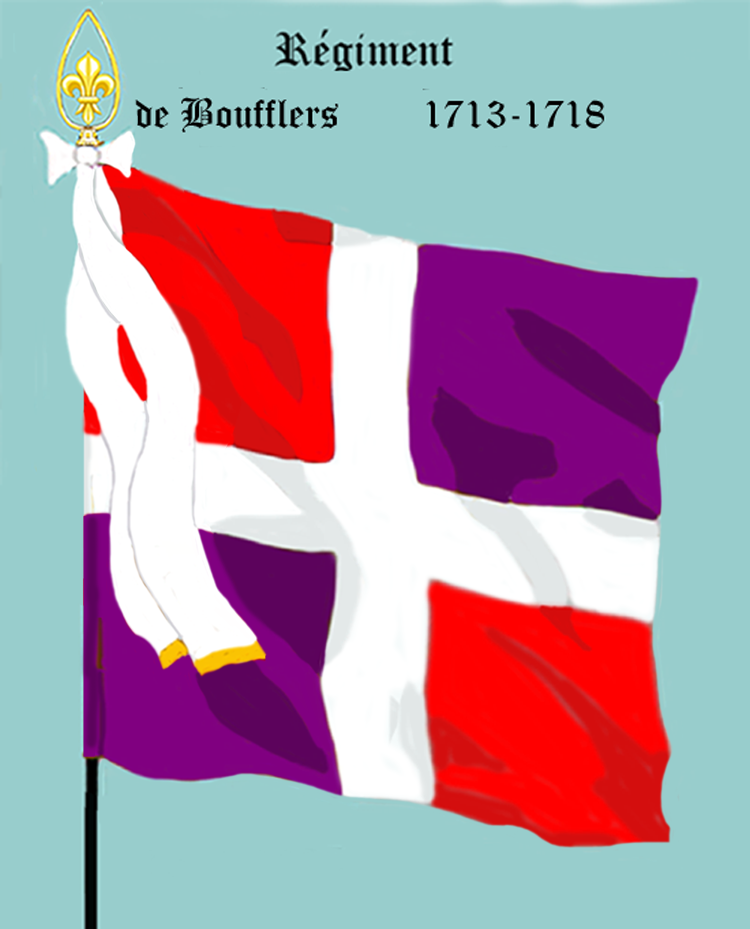

## Régiment de Boufflers (1721-1727)
- Régiment de Boufflers (1721-1727) 

C'est l'ancien régiment de Beaufort, qui est renommé « régiment de Boufflers » le 24 mai 1721 après avoir été donné à Joseph Marie, duc de Boufflers, et qui prend le nom de régiment de La Vallière le 1er juillet 1727 après avoir été donné à Louis César de la Baume Le Blanc, marquis de La Vallière.

Régiment de Boufflers (1721-1727)
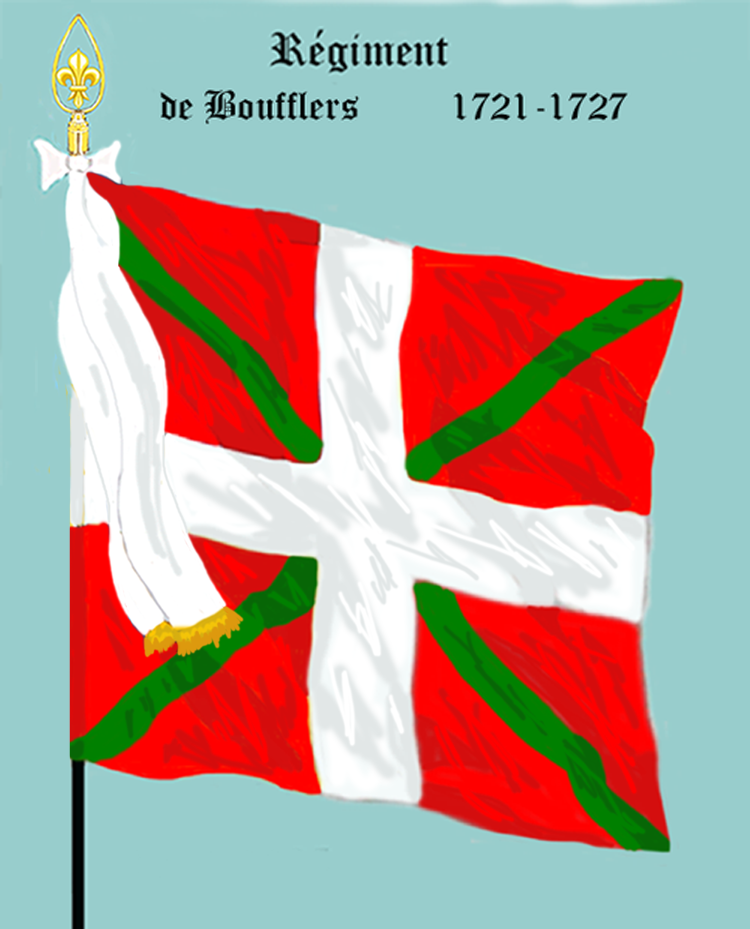

## Régiment de Boufflers-Wallon (1744-1748)
- Régiment de Boufflers-Wallon (1744-1748)

Ce régiment est levé le 1er juillet 1744 par Charles-Joseph -Marie, duc de Boufflers. Durant la guerre de Succession d'Autriche, il se trouve au camp de Dunkerque en 1745 puis il participe aux sièges de Bruxelles et de Mons, et à la bataille de Rocoux en 1746, à la bataille de Lauffeld en 1747 et au siège de Maastricht en 1616. Il est licencié le 18 décembre 1748. Le régiment avait six drapeaux aux mêmes couleurs que le régiment Royal-Wallon, sans armoiries. Son habit était gris-blanc, parements et petit collet verts, veste et culotte rouges, poches en travers, boutons et galon d'or et d'argent entremêlés.

Régiment de Boufflers (1744-1748)
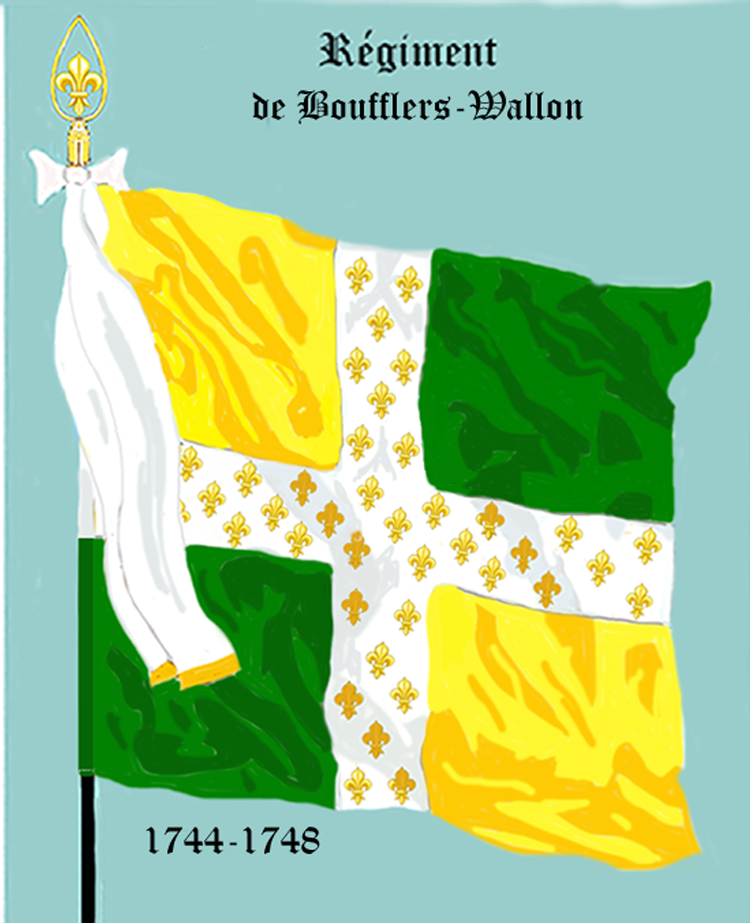

## Régiment de Bougis
- Régiment de Bougis

C'est l'ancien régiment de Franclieu, qui est renommé « régiment de Bougis » le 18 avril 1710 après avoir été donné à N. de Bougis. Engagé dans la guerre de Succession d'Espagne il est licencié en 1714.

## Régiment de Bougy
- Régiment de Bougy

Le régiment est levé le 8 juin 1652 par Jean Révérend, marquis de Bougy. Il est affecté à l'armée de Guyenne en 1652, puis à l'armée de Champagne en 1653 avec laquelle il participe au siège de Stenay. Il rejoint l'armée de Catalogne en 1654 et assiste au siège de Puycerd. Le 24 mai 1657, le régiment est porté à 20 compagnies avant de prendre le nom de régiment d'Andonville après avoir été donné le 31 décembre 1657 à Louis-François de Chasteignier d'Andonville.

## Régiment de Bouhyer
- Régiment de Bouhyer

C'est l'ancien régiment du Maréchal de Noailles, qui est renommé « régiment de Bouhyer » après avoir été donné le 26 février 1709 à Bénigne de Bouhyer. Engagé dans la guerre de Succession d'Espagne, il sert en Roussillon ee Dauphiné et sur les lignes de la Lauter. Il est incorporé le 21 janvier 1714 dans le régiment du Dauphin.

## Régiment de Bouillargues
- Régiment de Bouillargues 

C'est un régiment protestant, formé dans le Languedoc en septembre 1568, dans le cadre de la troisième guerre de Religion, par N. de Bouillargues. Affecté à l'armée dite des Vicomtes il participe, en 1569, à la campagne de Poitou et est licencié le 8 août 1570 à la paix de Saint-Germain-en-Laye.

## Régiment de Bouillé
- Régiment de Bouillé

C'est l'ancien régiment de Vastan, qui est renommé « régiment de Bouillé » après avoir été donné le 5 novembre 1761 à François Claude Amour du Chariot, marquis de Bouillé. Il prend le titre de régiment de Vexin le 10 décembre 1762.

Régiment de Bouillé
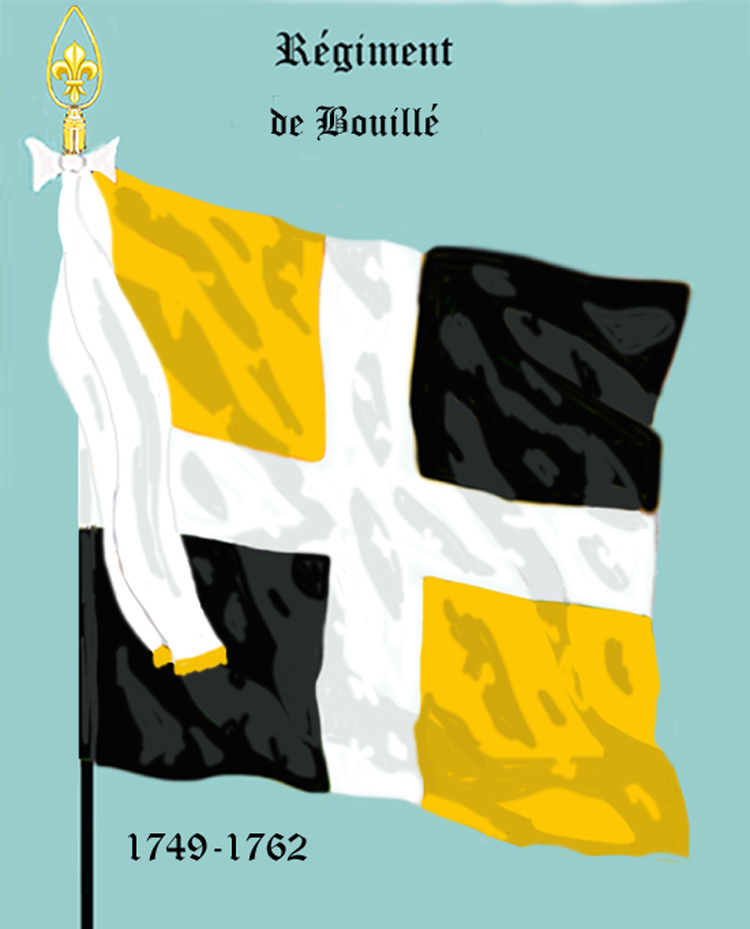

## Régiment de Bouillon (1656-1656)
- Régiment de Bouillon (1656-1656) 

Ce régiment wallon est levé en mai 1656 par Frédéric-Maurice de La Tour-d'Auvergne, duc de Bouillon dans le cadre de la guerre de franco-espagnole. Affecté à l'armée de Picardie, il est licencié la même année.

## Régiment de Bouillon (1673-1678)
- Régiment de Bouillon (1673-1678) 

Ce régiment wallon est levé en juillet 1673 par Godefroy de La Tour-d'Auvergne, duc de Bouillon. Il sert à l'armée d'Allemagne et est licencié en 1678.

## Régiment de Bouillon (1688-1698)
- Régiment de Bouillon (1688-1698) 

Ce régiment wallon est levé le 24 octobre 1688 par le duc de Bouillon. Engagé dans la guerre de la Ligue d'Augsbourg, il rejoint l'armée des Alpes et participe à la conquête de la Savoie et du comté de Nice en 1691 et reste en garnison à Nice jusqu'à la paix. Il est licencié le 30 décembre 1698.

## Régiment de Bouillon
- Régiment de Bouillon 

Ce régiment allemand est levé le 18 janvier 1757 par Godefroy-Charles-Henri de La Tour d'Auvergne, duc de Bouillon et il participe à la guerre de Sept Ans. Un bataillon du régiment qui se trouvait aux Antilles est amalgamé, le 18 août 1772, avec des détachements des régiments de Périgord, de Médoc, de Limousin et Royal-Vaisseaux pour former les régiments de la Martinique et de la Guadeloupe. Le « régiment de Bouillon » est devenu depuis la Révolution le 98e régiment d'infanterie de ligne.

Régiment de Bouillon
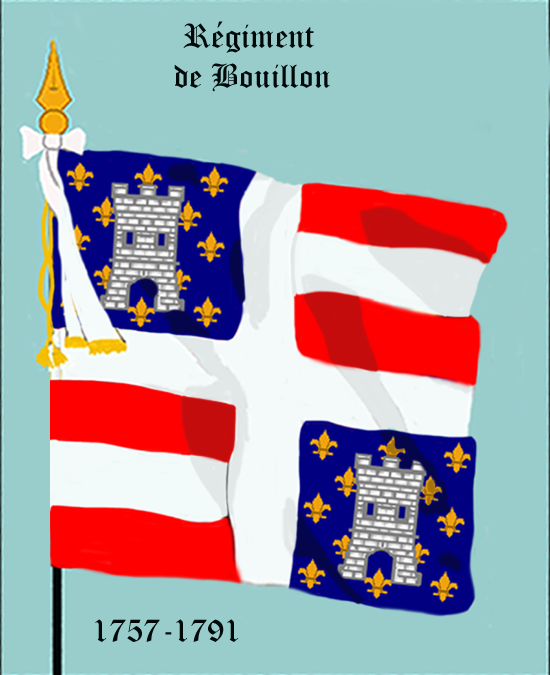

## Régiment du Boulay
- Régiment du Boulay

C'est l'ancien régiment d'Ourches, qui est renommé « régiment du Boulay » après avoir été donné en 1705 à N. du Boulay. Engagé dans la guerre de Succession d'Espagne il sert en Italie en 1705, puis il passe en Flandre en 1707. Il prend le nom de régiment d'Eppeville après avoir été donné le 25 octobre 1710 à François de Bovelles d'Eppeville.

## Régiment de Boulins
- Régiment de Boulins

Le régiment est formé 1er janvier 1689 des milices de Bayonne, par N. de Boulins. Dans le cadre de la guerre de la Ligue d'Augsbourg, il sert sur les Alpes et en Catalogne. Il est licencié le 16 mai 1698.

## Bandes de Boulogne
- Bandes de Boulogne

Voir à Bandes

## Régiment de Boulonnais
- Régiment de Boulonnais

Le régiment est créé sous ce titre, le 5 septembre 1684. Le 30 décembre 1698, après le traité de Ryswick qui met fin à la guerre de la Ligue d'Augsbourg, il reçoit l'incoporation du régiment de de Villefort. Par ordonnance du 30 janvier 1778, la compagnie de grenadiers du bataillon de garnison du régiment forme le régiment des grenadiers royaux de la Normandie. Le « régiment de Boulonnais » est devenu depuis la Révolution le 79e régiment d'infanterie de ligne.

Régiment de Boulonnais
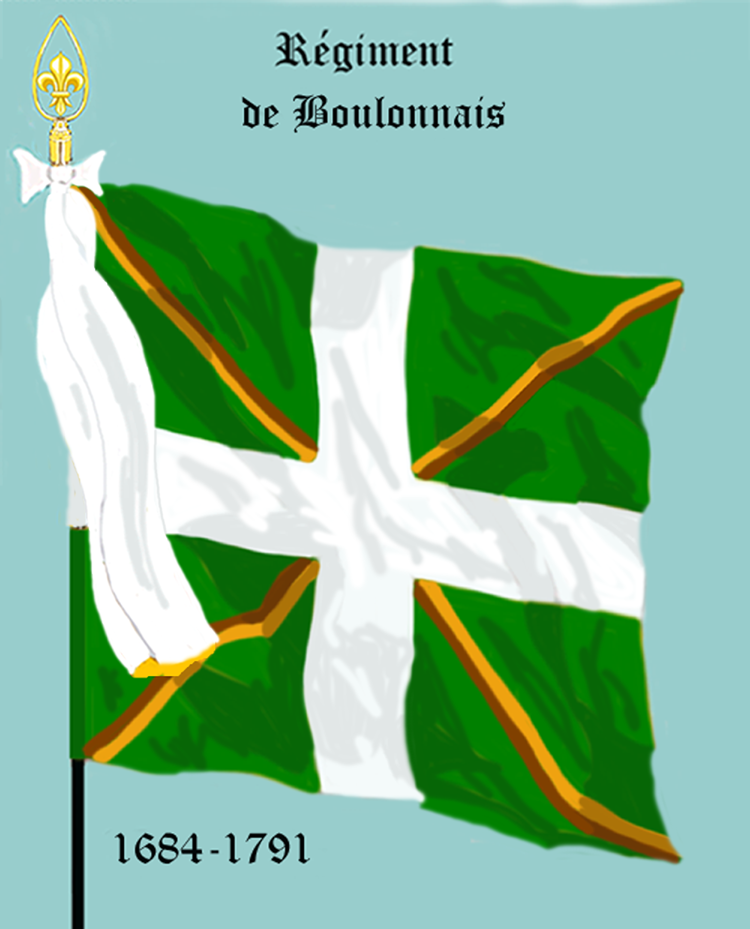

## Régiment de Bourbon
- Régiment de Bourbon

C'est l'ancien régiment d'Enghien (1635-1686), qui après avoir été rétabli le 26 octobre 1667 est renommé « régiment de Bourbon », le 28 décembre 1686. Par ordonnance du 30 janvier 1778, une compagnie du régiment forme le régiment des grenadiers royaux du Quercy. Le « régiment de Bourbon » est devenu depuis la Révolution le 56e régiment d'infanterie de ligne.

Régiment de Bourbon
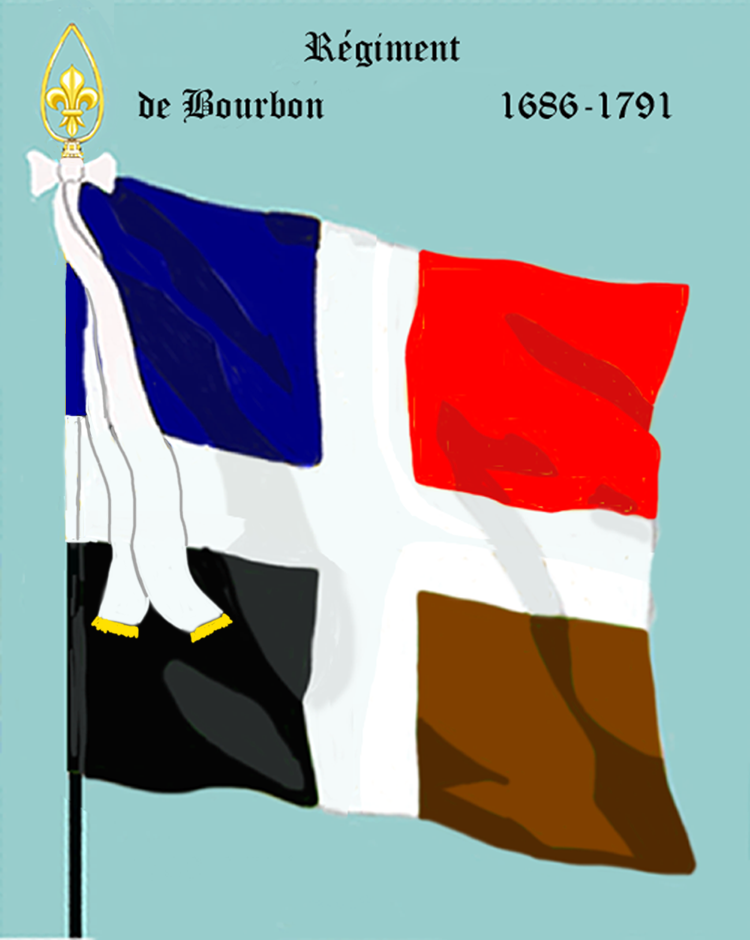

## Régiment de Bourbonnais
- Régiment de Bourbonnais

C'est l'ancien régiment de Castelnau, qui est renommé « régiment de Bourbonnais » en 1673. Le 30 juillet 1715 il reçoit l'incorporation du régiment d'Esgrigny. Par ordonnance royale du 25 mars 1776, les 1er et 3e bataillons du régiment forment le régiment de Forez (1684-1775). Par ordonnance du 30 janvier 1778, une compagnie du régiment forme le régiment des grenadiers royaux de la Touraine. Le « régiment de Bourbonnais » est devenu depuis la Révolution le 13e régiment d'infanterie de ligne.

Régiment de Bourbonnais
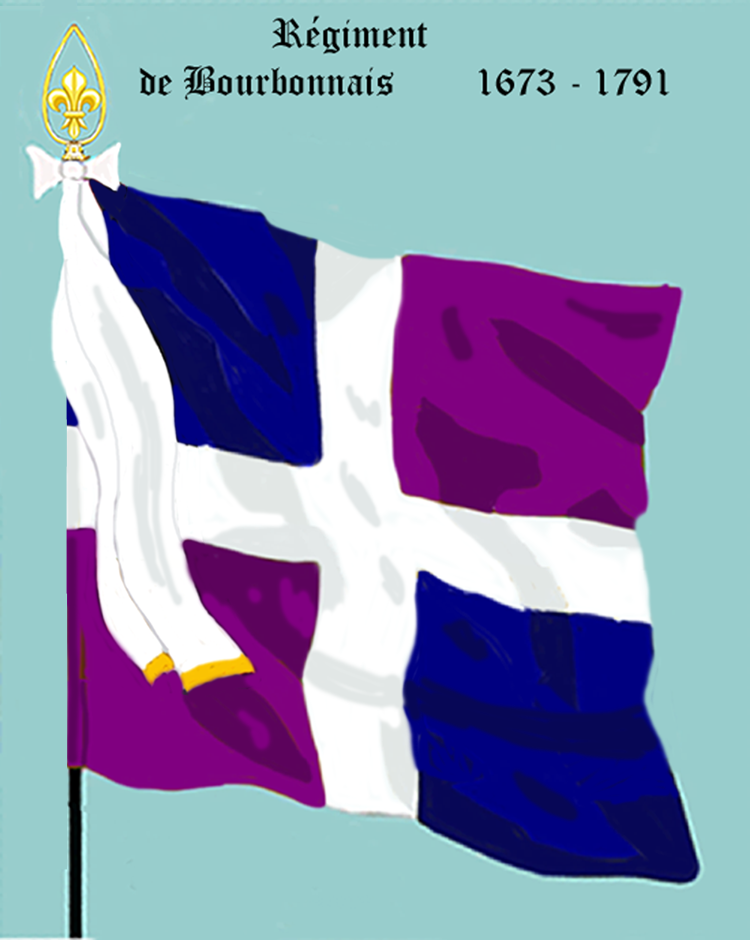

## Régiment de Bourbonne
- Régiment de Bourbonne

Le régument est levé le 13 août 1624 par Charles de Livron, marquis de Bourbonne dans le cadre de la guerre d'Italie. Il rejoint l'armée de Lesdiguières et participe aux sièges de Novi, de Gavi et Verrue. Il est licencié en mai 1626.

## Régiment de Bourdeilles (1622-1623)
- Régiment de Bourdeilles (1622-1623)

Le régiment est levé le 3 mars 1622 par N. marquis de Bourdeilles pour participer à la répression de la première rébellion huguenote. Il se trouve au siège de Tonneins puis il est licencié le 14 février 1623.

## Régiment de Bourdeilles (1651-1651)
- Régiment de Bourdeilles (1651-1651)

Le régiment est levé le 24 septembre 1651 sur le pied de douze compagnies, par François Sicaire, marquis de Bourdeilles. Il participe au siège de Cognac et est licencié le 28 décembre 1651.

## Régiment de Bourdonné (1636-1646)
- Régiment de Bourdonné (1636-1646)

C'est l'ancien régiment de Menillet, qui est renommé « régiment de Bourdonné » en 1636 et qui prend le titre de régiment de Chémerault en 1646.
 (juin 2025).
- Régiment de Bourdonné (1636-1646)

Ce régiment est levé le 4 février 1706 par N. de Bourdonné. Engagé dans la guerre de Succession d'Espagne il prend le nom de régiment de Champigny après avoir été donné en 1707 à N. de Champigny.

## Régiment de Bouré
- Régiment de Bouré 

C'est l'ancien régiment de Marimont, qui est renommé « régiment de Bouré » après avoir été donné en 1710 à N. de Bouré. Engagé dans la guerre de Succession d'Espagne il est licencié en 1712.

## Régiment du Bourg
- Régiment du Bourg

C'est l'ancien régiment de Morogues, qui est renommé « régiment du Bourg » après avoir été donné en 1712 à N. du Bourg. Engagé dans la guerre de Succession d'Espagne, il est licencié en 1714.

## Régiment du Bourg de Lespinasse (1589-1595)
- Régiment du Bourg de Lespinasse (1589-1595) 

C'est un régiment ligueur, formé en janvier 1589, dans le cadre de la huitième guerre de Religion, par Antoine du Maine, baron du Bourg de Lespinasse. En 1590, il participe à la défense de Paris et de Saint-Denis. Il se trouve à la défense de Paris durant la Journée des Farines et défend la capitale contre les autres tentatives de reconquêtes dont le siège de la Bastille en 1594. Le mestre de camp se soumet en 1595 et son régiment est licencié.

## Régiment du Bourg de Lespinasse (1597-1622)
- Régiment du Bourg de Lespinasse (1597-1622)

Ce régiment qui est levé le 6 mars 1597, pour la guerre franco-espagnole, par Antoine du Maine, baron du Bourg de Lespinasse, est renommé régiment de La Suze en 1619.

Régiment du Bourg de Lespinasse (1597-1622)
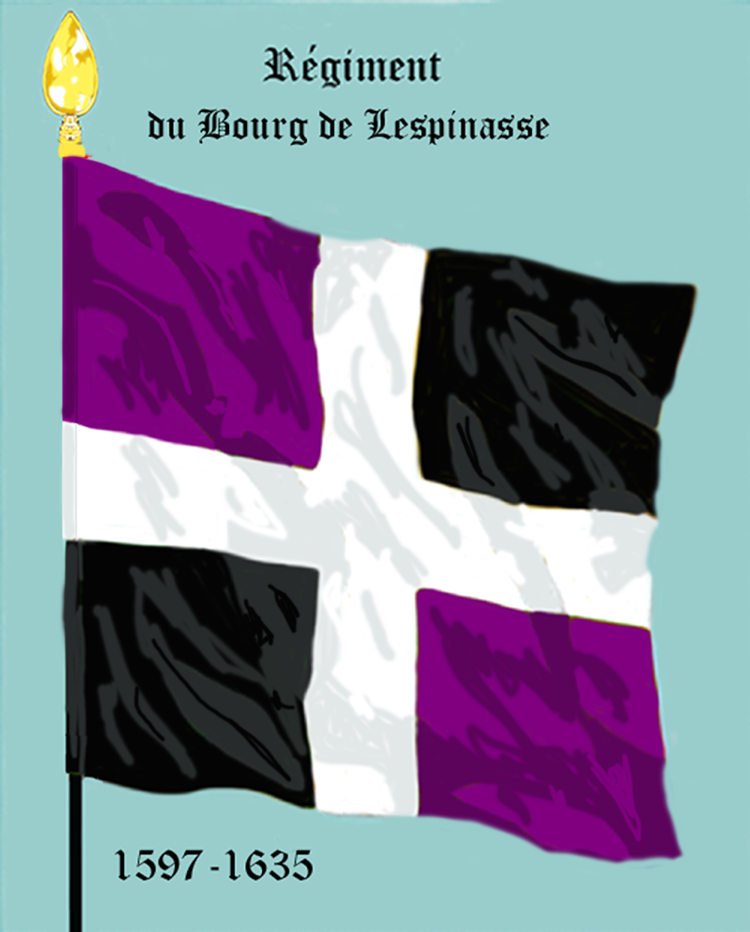

## Régiment de Bourgogne (1635-1659)
- Régiment de Bourgogne (1635-1659)

C'est l'ancien régiment de Chalençay, qui, après avoir pris le titre de la province de Bourgogne, le 8 décembre 1635, est renommé « régiment de Bourgogne » restant toujours sous le commandement de Jacques de Damas, comte de Chalençay. Dans le cadre de la guerre de Trente Ans, il participe aux prises de Saverne, de Blamont et de Rambervillers en 1636, puis il est en garnison à Haguenau en 1637 et effectue la campagne de 1638 en Allemagne. Il rejoint l'armée de Champagne en 1641 et prend part à la bataille de la Marfée durant laquelle, le mestre de camp Jacques de Damas, comte de Chalençay est tué et est remplacé par M. de Montesson avec lequel il sert sur le Rhin jusqu'en 1648. Il est appelé à Paris en 1649 et se trouve à la bataille de Rethel en 1650. Il se jette dans le parti du prince de Condé en 1651 et se trouve à la défense de Sainte-Ménéhould en 1653. Quelques compagnies restées fidèles au roi font le siège de Bellegarde en Bourgogne en 1653,, et celui de Belfort en 1654. Les compagnies rebelles, commandées par le comte de Quintin, sont à Stenay en 1654 et rentrent cette même année dans le devoir et l'ensemble du régiment se trouve au siège de Landrecies en 1655. Le régiment est licencié le 12 décembre 1659.

## Régiment de Bourgogne
- Régiment de Bourgogne

Le régiment est levé le 1er mars 1668 sous ce titre. En 1671 il reçoit l'incorporation du régiment de Saint-Léger (1670-1671). Il est devenu depuis la Révolution le 59e régiment d'infanterie de ligne.

Régiment de Bourgogne
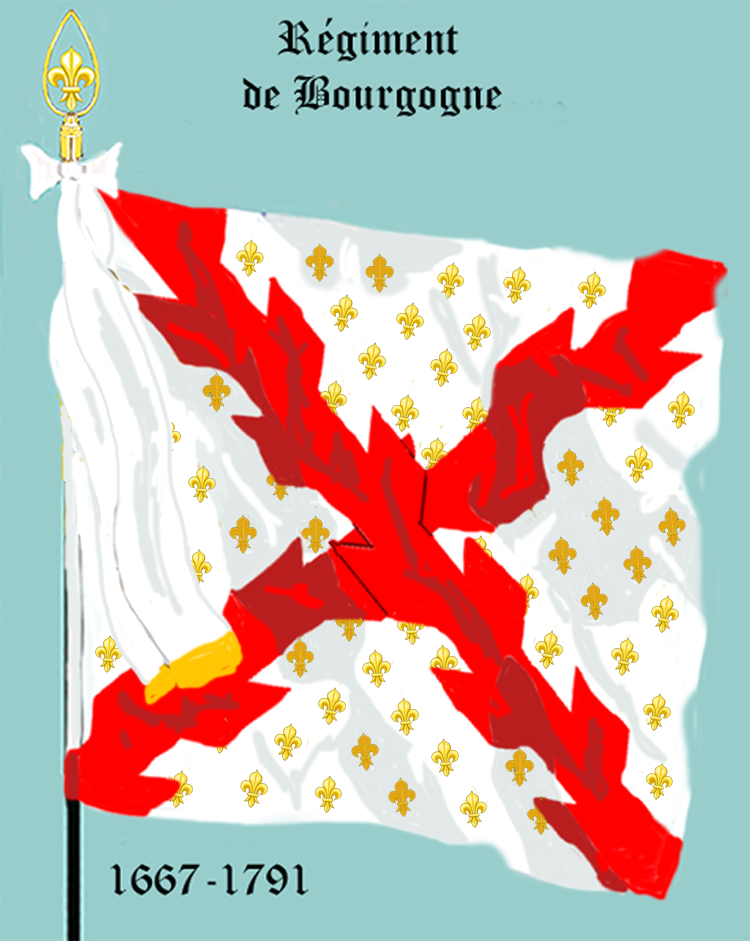

## Régiment de Bourke (1694-1698)
- Régiment de Bourke (1694-1698) 

C'est l'ancien régiment d'Atlhone, qui est renommé « régiment de Bourke » après avoir été donné en 1694 à Walter, comte Bourke. Dans le cadre de la guerre de la Ligue d'Augsbourg il rejoint l'armée du Rhin en 1697. Il est incorporé le 27 février 1698 dans le régiment de Berwick.

## Régiment de Bourke (1699-1715)
- Régiment de Bourke (1699-1715) 

C'est l'ancien régiment de Luttrel, qui est renommé « régiment de Bourke » après avoir été donné le 18 juin 1699 à Walter, comte Bourke. Engagé dans la guerre de Succession d'Espagne, il rejoint l'armée d'Italie en 1701, participe à la bataille de Chiari, à la défense de Crémone, et à la bataille de Luzzara en 1702, à la bataille de Santa-Vittoria et de San-Benedetto en 1703, aux sièges de Verceil, d'Ivrée et de Verrue en 1704, à la bataille de Cassano en 1705, au siège et bataille de Turin en 1706 puis il passe à l'armée d'Espagne en 1707, avec laquelle il se trouve au siège de Lérida en 1707, au siège de Tortose en 1708. Il est affecté à l'armée des Alpes de 1710 à 1712, puis à l'armée de Roussillon en 1712 et assiste au siège de Barcelone en 1714. Il prend le nom de régiment de Wauchopp après avoir été donné le 20 mars 1715 à Francis Wauchopp.

## Régiment de Bourlemont
- Régiment de Bourlemont

Le régiment est levé le 8 juin 1652 par Nicolas d'Anglure, comte de Bourlemont, dans le cadre de la guerre franco-espagnole. Il participe à la prise de Stenay en 1654 ou il est mis en garnison, puis au siège de Montmédy en 1657. Il est licencié le 12 novembre 1659.

## Régiment de Bournonville (1645-1651)
- Régiment de Bournonville (1645-1651) 

Ce régiment wallon est levé le 22 décembre 1645 par Ambroise-François, duc de Bournonville dans le cadre de la guerre de Trente Ans. Il participe aux sièges de Courtrai, de Bergues et de Dunkerque en 1646, au siège de La Bassée en 1647, au siège d'Ypres et à la bataille de Lens en 1648. Il est licencié en 1651.

## Régiment de Bournonville (1703-1709)
- Régiment de Bournonville (1703-1709) 

C'est l'ancien régiment de Croi, qui est renommé « régiment de Bournonville » en 1703 après avoir été donné à N. chevalier de Bournonville. Engagé dans la guerre de Succession d'Espagne, il sert en Flandre et il est licencié en 1709.

## Régiment de Bournonville (1711-1712)
- Régiment de Bournonville (1711-1712) 

C'est l'ancien régiment de Ruppelmonde, qui est renommé « régiment de Bournonville » après avoir été donné en 1711 à N. de Bournonville. Engagé dans la guerre de Succession d'Espagne il est licencié en 1712.

## Régiment de Boury
- Régiment de Boury 

C'est un régiment protestant, levé en octobre 1567, en Normandie, dans le cadre de la deuxième guerre de Religion, par Charles du Bec, baron de Boury. En 1567, il participe à la prise d'Étampes et à la bataille de Saint-Denis puis en 1568, il se trouve au siège de Chartres. Le régiment est licencié le 8 août 1570 à la paix de Saint-Germain-en-Laye. Ce régiment qui est quelquefois désigné sous le nom de régiment de Normandie est rétabli en 1577 lors de la sixième guerre de Religion ou il sert en Guyenne. Il est licencié 17 septembre 1577 à la paix de Bergerac.

## Régiment du Bout du Bois
- Régiment du Bout du Bois

C'est l'ancien régiment de La Feuillade qui est renommé « régiment du Bout du Bois » après avoir été donné en 1656 à N. du Bout du Bois après la prise de Valenciennes. Dans le cadre de la guerre de Trente Ans, le régiment se trouve à la bataille des Dunes en 1658. Il est licencié 12 décembre 1659.

## Régiment de Bouzols (1701-1705)
- Régiment de Bouzols (1701-1705)

Ce régiment est levé le 29 décembre 1701 par N. marquis de Bouzols. Engagé dans la guerre de Succession d'Espagne, il sert dans l'armée d'Italie. Il prend le nom de régiment de La Force (1705-1711) après avoir été donné en 1705 à N. marquis de Caumont La Force.

## Régiment de Bouzols
- Régiment de Bouzols

C'est l'ancien régiment de Marsan, qui est renommé « régiment de Bouzols » en 1743 et qui prend le nom de régiment de Mailly en 1745.

Régiment de Bouzols
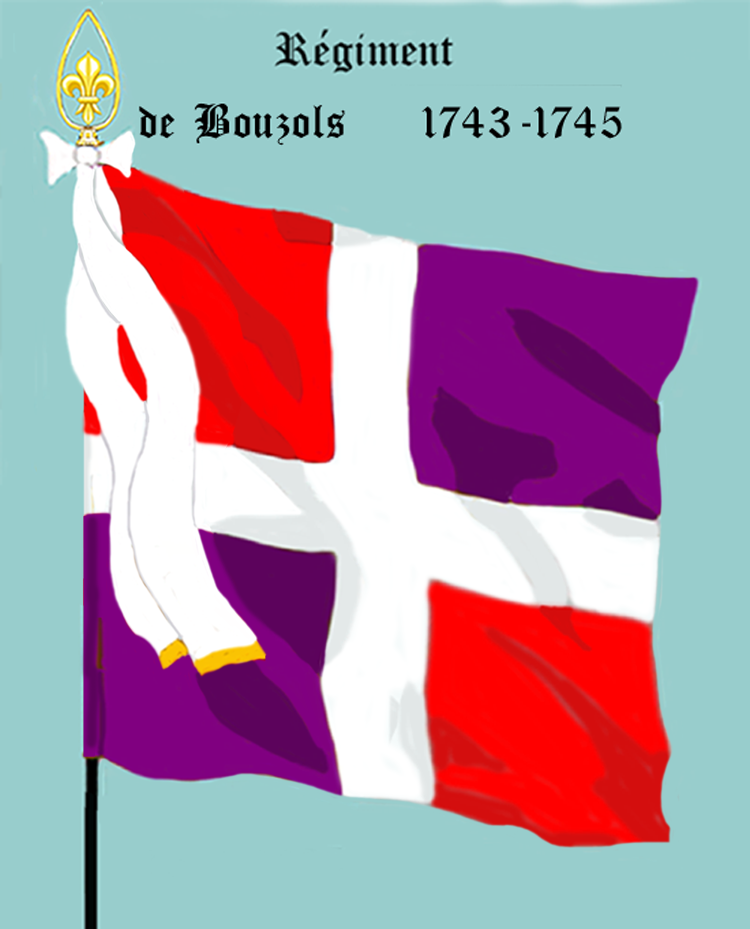

## Régiment de Boyer
- Régiment de Boyer

Ce régiment est levé le 22 janvier 1596, dans le cadre de la huitième guerre de Religion par N. de Boyer. Il sert pour la réduction de Marseille puis il est licencié la même année.

## Régiment de Boyons
- Régiment de Boyons

Ce régiment est levé le 3 octobre 1634 par N. de Boyons dans le cadre de la guerre de Trente Ans. Il prend le nom de régiment d'Huxelles le 15 novembre 1638 après avoir été donné à Louis Chalons du Blé, marquis d'Huxelles.

## Régiment de Brancaccio
- Régiment de Brancaccio 

Ce régiment italien est levé, par ordre du 21 mai 1562, par N. Brancaccio, dans le cadre de la première guerre de Religion. Il sert dans le Lyonnais, à l'armée du duc de Nevers et est licencié le 19 mars 1563.

## Régiment de Bragny
- Régiment de Bragny

Le régiment est levé le 4 février 1706 par N. chevalier de Bragny. Engagé dans la guerre de Succession d'Espagne il sert dans les garnisons de Flandre. Il prend le nom de régiment de Vieillevigne après avoir été donné en 1707 à N. de Crux de Vieillevigne.

## Régiment de Brancas (1702-1709)
- Régiment de Brancas (1702-1709)

Le régiment est levé le 22 mars 1702 par N. de Brancas. Engagé dans la guerre de Succession d'Espagne, il sert à l'armée de Flandre, et passe en 1706 sur la Moselle. Il prend le nom de régiment d'Oyse après avoir été donné le 13 juillet 1709 à Marie-Joseph de Brancas, marquis d'Oyse.

## Régiment de Brancas (1706-1710)
- Régiment de Brancas (1706-1710)

C'est l'ancien régiment de Vaudreuil (1702-1706), qui est renommé « régiment de Brancas » après avoir été donné le 11 février 1706 à Henri-Antoine-Thomas, chevalier de Brancas de Courbons. Engagé dans la guerre de Succession d'Espagne il prend le nom de régiment de Lostanges-Béduer (1710-1713) après avoir été donné le 29 novembre 1710 à N. marquis de Lostanges-Béduer.

## Régiment de Brancas (1757-1758)
- Régiment de Brancas (1757-1758)

C'est l'ancien régiment de Traisnel (1742-1757), qui est renommé « régiment de Brancas » le 4 mars 1757 et qui prend le nom de régiment de Durfort le 22 juillet 1758.

Régiment de Brancas (1757-1758)
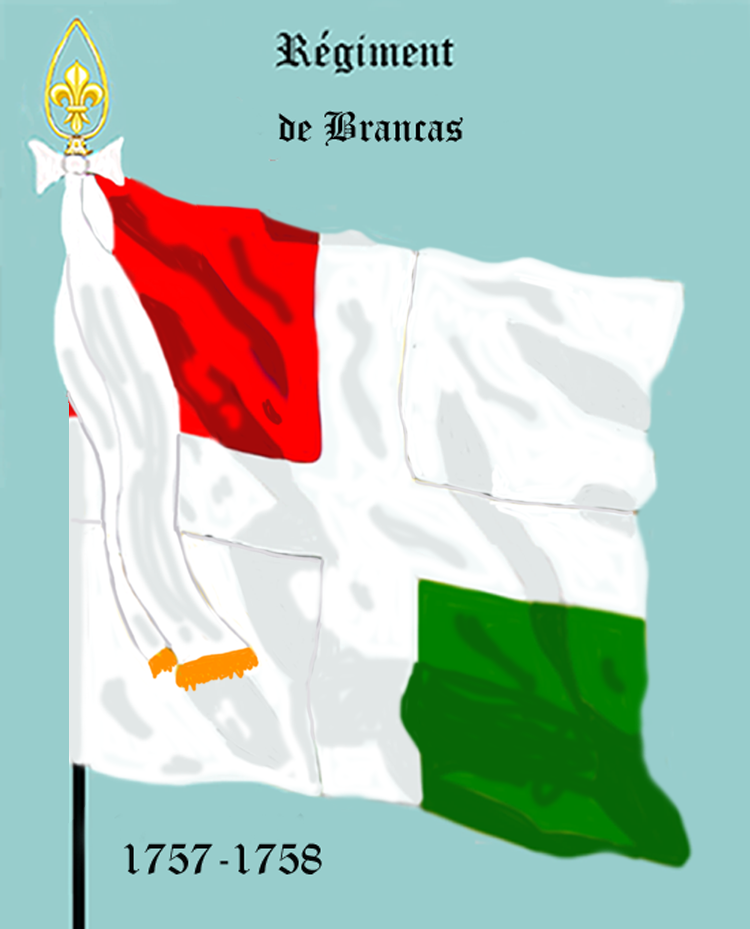

## Régiment de Brantôme
- Régiment de Brantôme

Le régiment est levé en Angoumois, le 1er mars 1574, par Pierre de Bourdeilles de Brantôme, dans le cadre de la cinquième guerre de Religion. Mis en garnison à Poitiers, il est licencié après la campagne de 1575.

## Régiment de Braseux
- Régiment de Braseux

Le régiment est levé le 22 mai 1637 par N. de Braseux, dans le cadre de la guerre de Trente Ans. Il sert en Lorraine et est licencié la même année

## Régiment de Brassac
- Régiment de Brassac

Le régiment est levé le 7 juillet 1621 par N. de Brassac, dans le cadre de la répression organisée contre les Huguenots. En 1621 il participe au siège de Saint-Jean-d'Angély et au blocus de La Rochelle. Réformé le 14 février 1623, il est rétabli 6 juillet 1632 et participe, durant la guerre de Trente Ans, à la conquête de la Lorraine. En 1635, il prend le nom de régiment du Repaire après avoir été donné à N. de Brassac du Repaire.

## Régiment de Bréauté
- Régiment de Bréauté

Le régiment est levé le 20 juillet 1597, dans le cadre la huitième guerre de Religion, par Charles de Bréauté. Il participe au siège d'Amiens et est licencié 6 mai 1598 après la paix de Vervins.

## Régiment de Brégy
- Régiment de Brégy

Le régiment est levé le 25 mai 1657, par N. de Flesselles, marquis de Brégy, dans le cadre de la guerre franco-espagnole. Affecté à l'armée d'Italie, il est licencié la même année.

## Régiment de Brendlé
- Régiment de Brendlé 

C'est l'ancien régiment de Stuppa également appelé régiment de Stuppa Vieux, qui est renommé « régiment de Brendlé » 1701 et qui prend le nom de régiment de Seedorf le 13 avril 1738.

Régiment de Brendlé
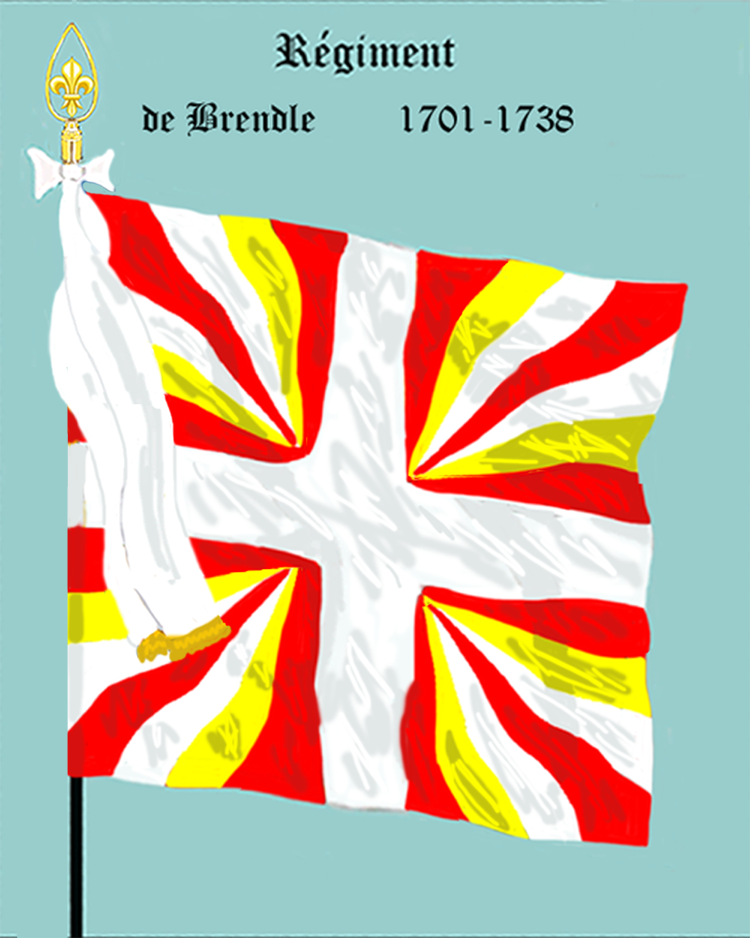
de 1701 à 1738

## Régiment de Bresche
- Régiment de Bresche

Ce régiment est levé 13 novembre 1616 par N. de Bresche. Il sert en Savoie et est licencié le 1er décembre 1616.

## Régiment de Bresse (1684-1762)
- Régiment de Bresse (1684-1762)

Ce régiment est créé sous ce titre le 14 septembre 1684 et formé avec un bataillon du régiment de Normandie et donné à René- Alexis Le Sénéchal, comte de Carcado-Molac. Engagé dans la Guerre de la Ligue d'Augsbourg, il rejoint l'armée d'Allemagne en 1691, l'armée des Alpes en 1692 et participe à la défense de Pignerol en 1692, à la bataille de La Marsaille en 1693, sert en Provence en 1694, s'embarque pour la Catalogne pour secourir Palamos en 1695. Il passe à l'armée d'Italie, se trouve au siège de Valenza en 1696 et arrive à l'armée de Flandre en 1697. Dans le cadre de la guerre de Succession d'Espagne il rejoint l'armée d'Italie en 1700 et il se trouve aux batailles de Carpi et de Chiari en 1701, à la bataille de Santa-Vittoria, à la bataille et prise de Luzzara en 1702, batailles de Stradella et de Castelnuovo, prises de Nago, d'Arco, et d'Asti en 1703, au sièges de Verceil, d'Ivrée et de Verrue, aux batailles de Cassano en 1704 et 1705, à la bataille de Calcinato et au siège de Turin en 1706. Il est donné le 10 octobre 1706 à François, marquis de Montmorency-la-Neuville et passe à l'armée de Dauphiné de 1707 à 1709, puis à l'armée de Flandre, avec laquelle il se trouve au combat de Beuvrages, à la bataille de Denain, et au siège de Douai de 1710 1712 et il est mis en garnison dans cette dernière place. Il est donné le 8 octobre 1733 à Louis-Alexandre-Xavier Le Sénéchal, marquis de Carcado-Molac et, dans le cadre de la guerre de Succession d'Autriche, il rejoint l'armée de Bavière en 1742, et participe à la bataille de Sahay, secours de Frawemberg, à la défense et retraite de Prague et passe à l'armée de Flandre en 1744, à l'armée du Bas-Rhin en 1743 et est donné, le 1er décembre 1745 à Louis-Gabriel Le Sénéchal, comte de Carcado-Molac, frère du précédent avec lequel il est dirigé à l'armée de Flandre, et assiste aux sièges de Mons, de Charleroi et de Namur, et à la bataille de Rocoux en 1746, à la défense de la Provence en 1747, à la défense de la rivière de Gênes en 1616. Dans le cadre de la guerre de Sept Ans, il effectue les campagnes de 1756 sur les côtes de Normandie, les campagnes de 1757 et 1758 sur les côtes de la Bretagne, à la bataille de Saint-Cast, et aux campagnes de 1759 à 1762 sur les côtes de l'Aunis. Il est donné le 20 février 1761 à Louis-François de Rozières, marquis de Sorans et licencié le 25 novembre 1762. Les deux drapeaux d'ordonnance du régiment de Bresse avaient dans chaque carré trois bandes perpendiculaires à la hampe, une jaune entre deux vertes. Son costume se composait d'habit blanc, parements, petit collet, veste et culotte bleus; boutons et boutonnières jaunes; poches ordinaires garnies de six boutons, autant sur la manche; chapeau bordé d'or.

Régiment de Bresse (1684-1762)
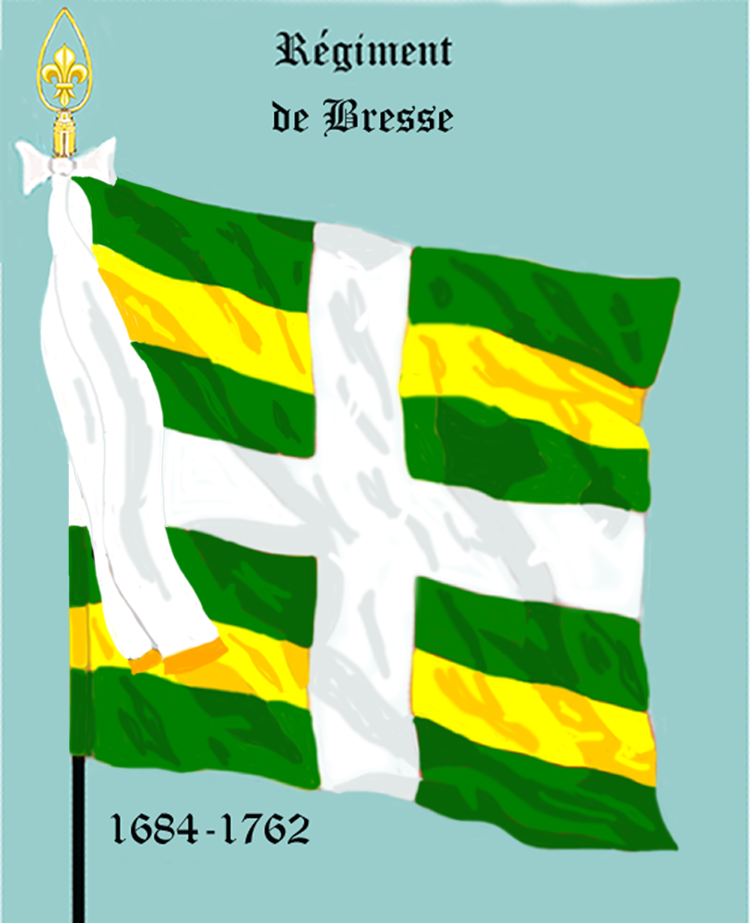

## Régiment de Bresse
- Régiment de Bresse

Le « régiment de Bresse » est formé sous ce titre, par ordonnance royale du 26 avril 1775, avec les 2e et 4e bataillons du régiment de Poitou. Par ordonnance du 30 janvier 1778, la compagnie de grenadiers du bataillon de garnison du régiment forme le régiment des grenadiers royaux de la Guyenne. Le « régiment de Bresse » est devenu depuis la Révolution le 26e régiment d'infanterie de ligne.

Régiment de Bresse
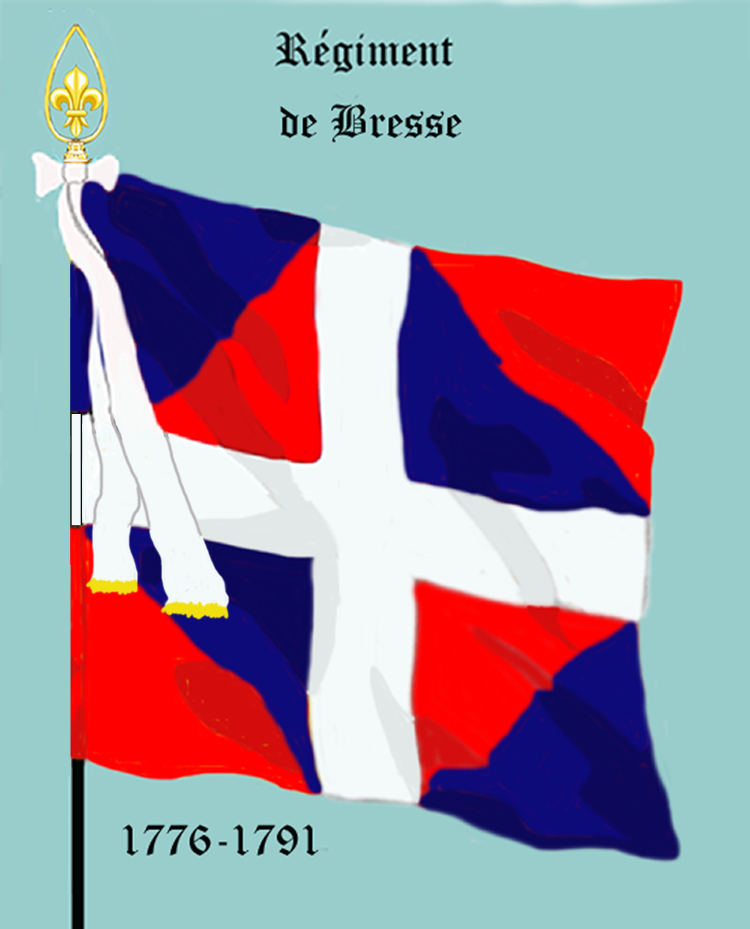

## Régiment de Bressey
- Régiment de Bressey

Le régiment est formé 1er juillet 1692, avec des milices, par Jean-Claude de Belfrey, comte de Bressey. Engagé dans la guerre de la Ligue d'Augsbourg, il sert sur le Rhin et est licencié le 30 décembre 1698.

## Régiment de Bressieu
- Régiment de Bressieu

Le régiment est levé le 7 juillet 1621 par Louis de Meillon, marquis de Bressieu, dans le cadre de la répression organisée contre les Huguenots. En 1621, il sert d'abord en Dauphiné, puis il participe ensuite aux sièges de Poussin et de Montauban. En 1622, il se trouve au siège de Montpellier et en 1625 au combat de Riez. Il est licencié le 26 mai 1626.

## Régiment de Brest
- Régiment de Brest

Ce régiment est créé le 18 février 1772, pour le service de la flotte et des ports, et formé de deux bataillons, chacun de neuf compagnies, dont une de bombardiers, une de canonniers et sept de fusiliers. Le 26 décembre 1774, le régiment est fondu avec les régiments de Bordeaux (1772-1774), de Toulon, de Rochefort (1772-1774), de Marseille, de Bayonne, de Saint-Malo et de Le Havre pour former le régiment d'infanterie du Corps Royal de La Marine. Le régiment avait habit bleu de roi, doublure, veste et culotte blanches, poches en travers garnies de trois boutons, manches en botte avec trois boutons; boutons blancs, galon jaune au chapeau, collet du parement et du revers, écarlate.

## Bandes de Bretagne
- Bandes de Bretagne

Voir à Bandes

## Légion de Bretagne
- Légion de Bretagne

Elle est formée par ordonnance du 24 juillet 1534 avec les anciens francs-archers de la province de Bretagne et disparait après 1562.

## Régiment de Bretagne (1635-1643)
- Régiment de Bretagne (1635-1643)

Le régiment est levé sous ce titre le 8 juillet 1635, par le cardinal de Richelieu, gouverneur de la Bretagne, dans le cadre de la guerre de Trente Ans. Employé d'abord sur les côtes de Bretagne et de Normandie, il se trouve au siège d'Aire en 1641. Il est donné le 15 décembre 1642 à François Potier, marquis de Gesvres, qui l'incorpora le 10 août 1643 dans le régiment de sa famille.

## Régiment de Bretagne
- Régiment de Bretagne

C'est l'ancien régiment de Mazarin-Français (1644-1651), qui prend le titre de « régiment de Bretagne » en 1651. Par ordonnance du 30 janvier 1778, une compagnie du régiment forme le régiment des grenadiers royaux de la Bretagne. Le « régiment de Bretagne » est devenu depuis la Révolution le 46e régiment d'infanterie de ligne.

Régiment de Bretagne
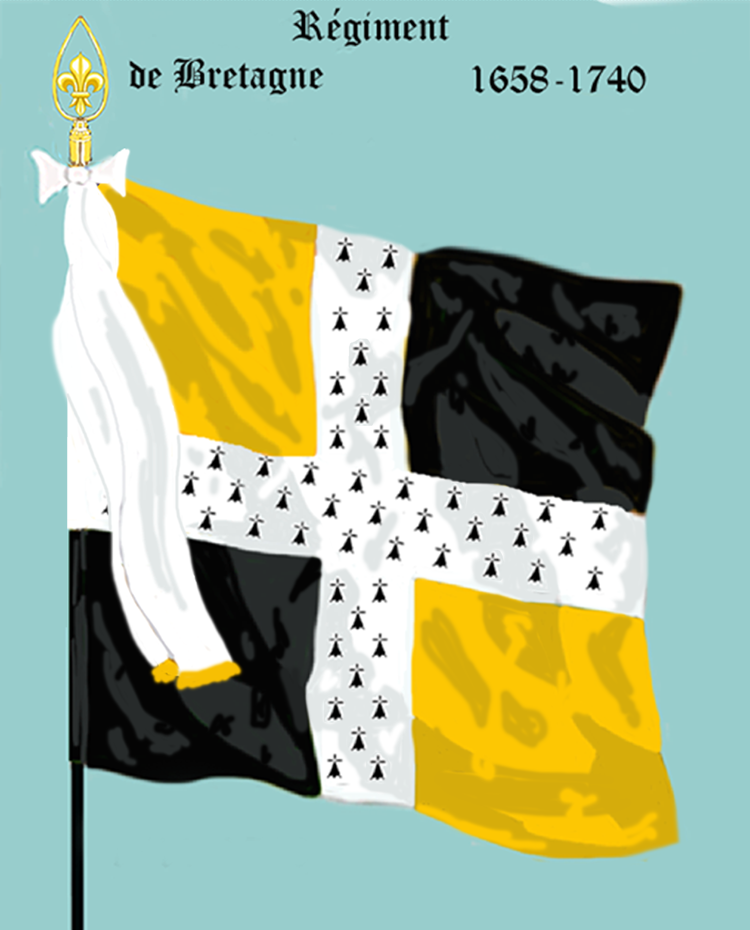
de 1651 à 1740
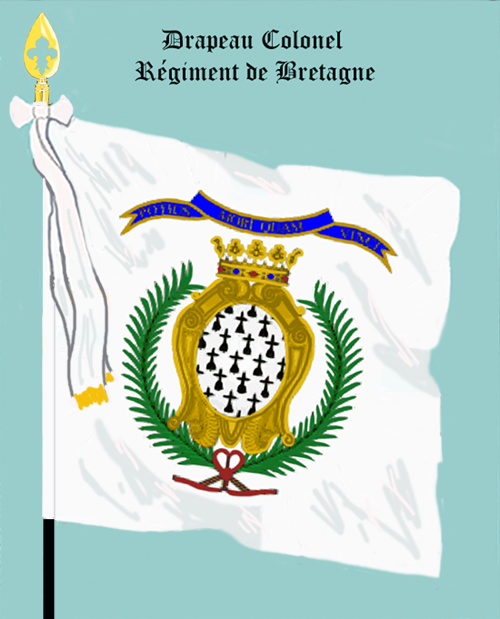
drapeau Colonel après 1720 environ
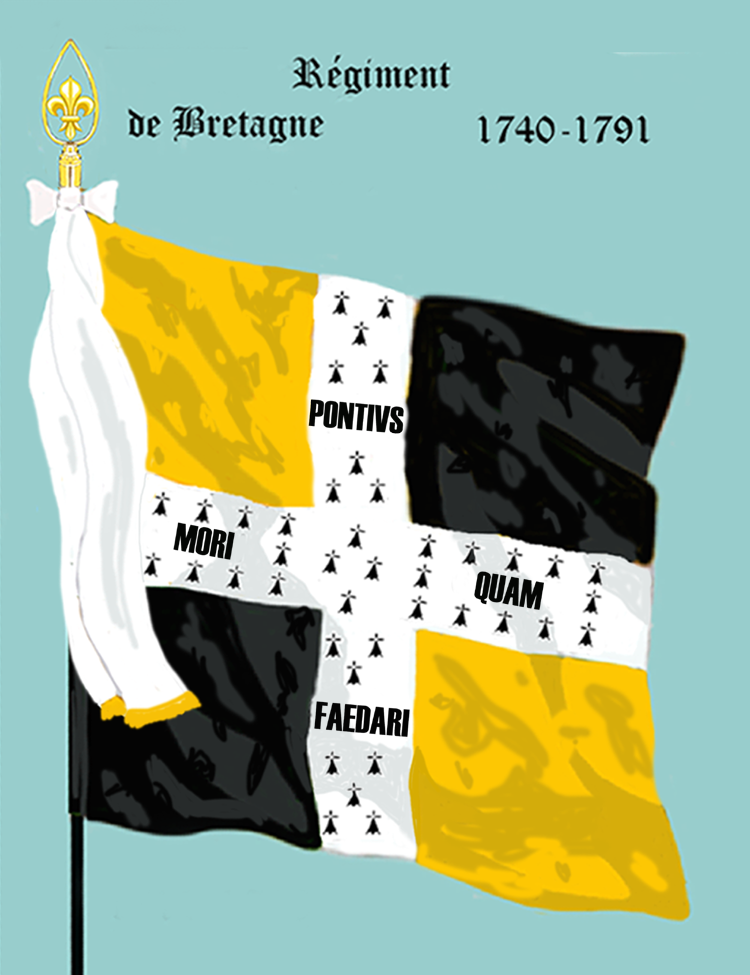
de 1740 à 1791

## Régiment de Bretauville
- Régiment de Bretauville 

C'est un régiment protestant, formé en septembre 1568, dans le cadre de la troisième guerre de Religion, par N. de Bretauville. Il sert en Saintonge et est licencié le 8 août 1570 à la paix de Saint-Germain-en-Laye.

## Régiment du Breuil (1646-1648)
- Régiment du Breuil (1646-1648)

C'est l'ancien régiment de Noailles (1639-1646), qui est renommé « régiment du Breuil » après avoir été donné 1er février 1646 à Georges du Breuil. Il est incorporé en 1648 dans le régiment des Vaisseaux.

## Régiment du Breuil (1650-1650)
- Régiment du Breuil (1650-1650)

Le régiment est levé le 25 juin 1650 par Georges du Breuil. Affecté à l'armée de Guyenne, il est licencié après la campagne.

## Régiment de Brezé
- Régiment de Brezé

Le régiment est levé le 20 septembre 1627 par Urbain de Maillé, marquis de Brezé dans le cadre de la répression de la troisième rébellion huguenote. Il participe au siège de La Rochelle et est réformé en novembre 1628 après la capitulation de la cité protestante. Il est rétabli le 26 septembre 1634, sur le pied de 12 compagnies de 100 hommes, par Armand de Maillé, duc de Brezé et participe à la guerre de Trente Ans. En 1635 il participe à la bataille des Avins, en 1636 à la reprise de Corbie, en 1637 aux sièges de Landrecies, de Maubeuge et de La Capelle, en 1638 au siège de Saint-Omer, en 1639 au siège d'Hesdin, en 1641 au siège d'Aire et en 1645 au siège de la Mothe-aux-Bois. En novembre 1645 il est donné à un autre membre de la famille de Brezé. Le régiment est présent aux sièges de la Bassée et d'Armentières en 1647, au siège d'Ypres et à la bataille de Lens en 1648. Durant la Fronde il se trouve au blocus de Paris, et aux sièges de Cambrai et de Condé en 1649, puis aux sièges de Guise et de Rethel, et à la bataille de Rethel en 1650, aux combats de Bléneau, d'Étampes et du faubourg Saint-Antoine en 1652 et au siège de Sainte-Ménéhould en 1653. Le régiment est licencié en 1654.

## Régiment de Brichambaut
- Régiment de Brichambaut

C'est l'ancien régiment de Beaufermés, qui est renommé « régiment de Brichambaut » le 1er décembre 1708 après avoir été donné à Joseph Perrin de Brichambaut. Engagé dans la guerre de Succession d'Espagne, il rejoint l'armée de Flandre, et se trouve à la bataille de Malplaquet en 1709, à la bataille d'Arleux en 1711, à la bataille de Denain, aux sièges de Douai, du Quesnoy et de Bouchain en 1712, et aux sièges de Landau et de Fribourg en 1713. Il prend le nom de régiment de Montfort après avoir été donné le 1er février 1719 au comte de Montfort.

Régiment de Brichambaut
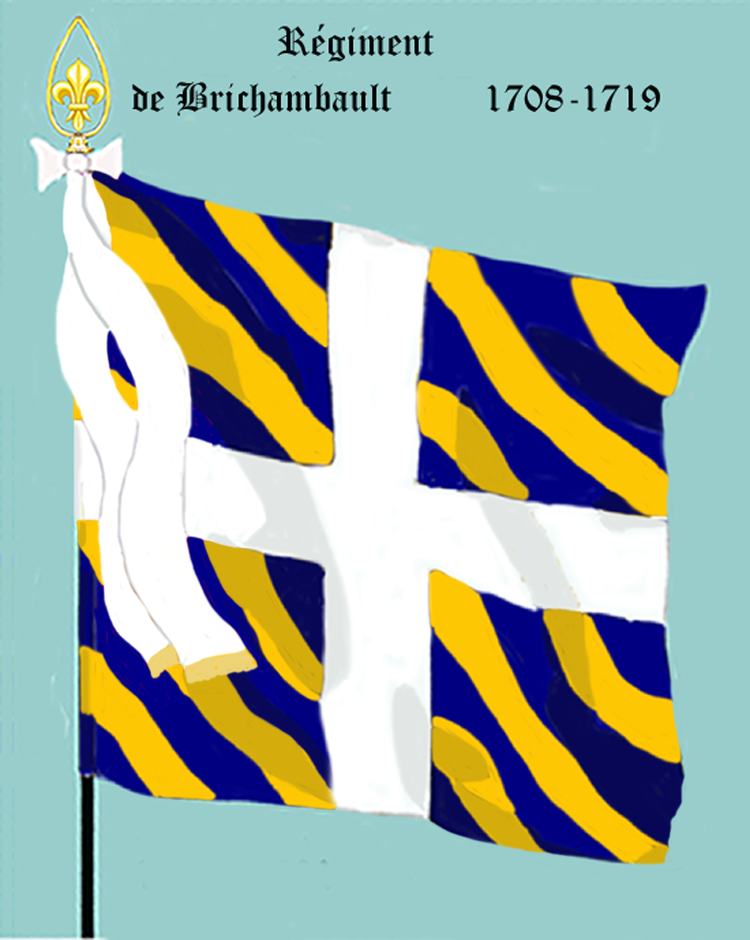

## Régiment de Brichanteau
- Régiment de Brichanteau

Le régiment est levé le 10 février 1575, par Antoine de Brichanteau marquis de Nangis, pendant la cinquième guerre de Religion. Après avoir participé à la bataille de Dormans en 1575 il se trouve au combat de Boiscommun en 1577 et il est licencié la même année.

## Régiment de Brichanteau-Saint-Martin
- Régiment de Brichanteau-Saint-Martin

Le régiment est levé en 1572, par N. de Brichanteau-Saint-Martin, pour le siège de la Rochelle et est licencié le 24 juin 1573, deux jours avant l'arrêt du siège.

## Régiment de Bridieu
- Régiment de Bridieu

Le régiment est levé en 1650, par N. de Bridieu. Il sert dans l'armée de Flandre, participe à la défense de Guise et est licencié après la campagne.

## Régiment de Brie (1649-1650)
- Régiment de Brie (1649-1650)

Ce régiment est levé sous ce titre le 10 février 1649 par N. de Jouy. Devenu un régiment frondeur il est licencié le 20 janvier 1650.

## Régiment de Brie (1684-1762)
- Régiment de Brie (1684-1762)

Ce régiment est créé sous ce titre, le 18 septembre 1684, et formé avec des compagnies du régiment de Picardie et donné à Armand de Béthune, marquis de Charost. En garnison à Calais en 1687, il est engagé dans la guerre de la Ligue d'Augsbourg et participe à la conquête du Palatinat en 1688 puis il est donné le 19 juillet 1690 à Antoine-Alexandre de Canouville, marquis de Raffetot. Il sert sur le Rhin jusqu'en 1693 puis il rejoint l'armée d'Italie de 1694 à 1696 puis l'armée de la Meuse en 1697. Dans le cadre de la guerre de Succession d'Espagne il est dirigé sur l'armée du Rhin, avec laquelle il se trouve à la bataille de Friedlingenven 1702, aux sièges de Brisach et de Landau, et à la bataille du Speyerbach en 1703. Il passe à l'armée des Alpes en 1704 et participe à la conquête du comté de Nice en 1705, au siége et bataille de Turin en 1706, à la défense de Toulon en 1707 puis retourne à l'armée du Rhin de 1708 à 1713. Il est donné le 20 mars 1709 à Louis Augustin de Canouville, marquis de Raffetot, fils du précédent colonel puis il est donné le 22 juin 1726 à Louis-François de Bourbon-Conti, comte de La Marche, et mis sous le titre de régiment de Comte de La Marche puis remis le 1er juin 1727 sous le titre de « régiment de Brie ». Durant la guerre de Succession de Pologne il est affecté à l'armée du Rhin en 1733 et participe au siège de Philisbourg en 1734 et à la bataille de Clausen en 1735. Il est donné le 6 mai 1739 à Emmanuel-Armand de Vignerod du Plessis-Richelieu, comte d'Agénois. Affecté à l'armée de Bavière, dans le cadre de la guerre de Succession d'Autriche, il est envoyé au secours de Braunau en 1742, à la défense d'Eggenfelden en 1743 puis il revient sur le Rhin et se trouve au combat de Rheinweiler et rejoint l'armée des Alpes en 1744 avec laquelle il participe à la prise de Château-Dauphin durant laquelle le colonel est très-grièvement blessé et à la défense d'Asti, où le régiment est fait prisonnier de guerre, le 4 mars 1746. Échangé en juin 1747, il se rétablit à La Seyne et passe à Gênes, où il sert jusqu'à la paix. Donné le 1er janvier 1748 à Louis-Denis-Auguste, chevalier de Polignac, il se trouve, pendant la guerre de Sept-Ans, à la défense des côtes de Bretagne et à la bataille de Saint-Cast en 1758 durant laquelle le colonel y est mortellement blessé. Il est remplacé par le marquis de Coislin et licencié le 25 novembre 1762. Les cinq drapeaux d'ordonnance du « régiment de Brie » étaient rouges, avec une barre diagonale jaune dans chaque carré. Ce régiment portait habit et culotte blancs; collet, parements et veste rouges; petits boutons jaunes; poches en long avec neuf boutons trois par trois en pattes d'oie; trois boutons sur les manches; chapeau bordé d'or.

Régiment de Brie (1684-1762)
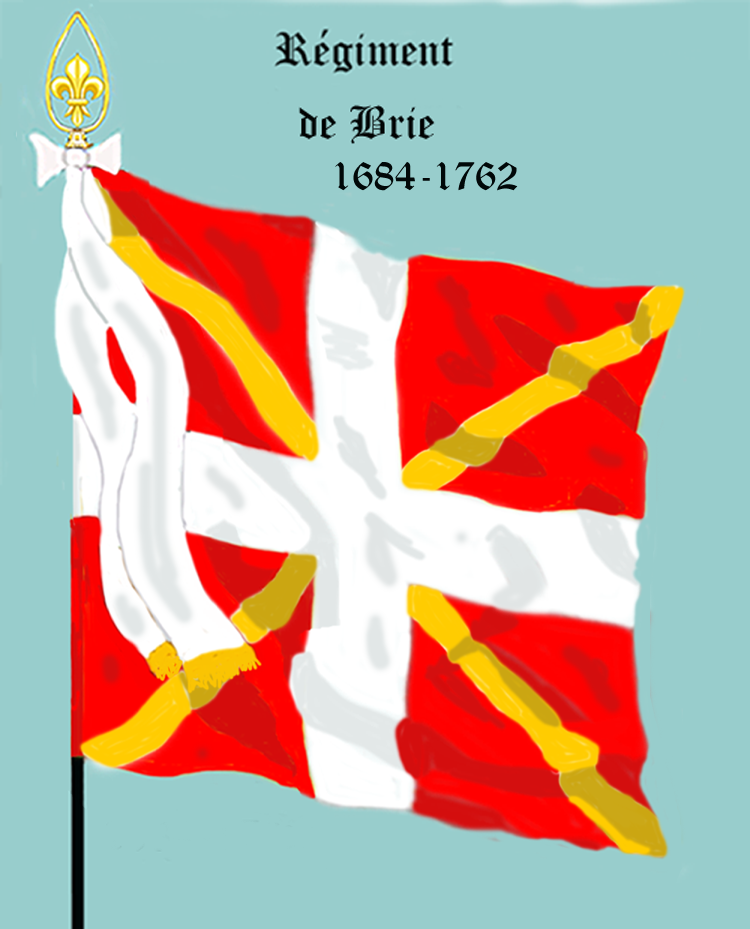

## Régiment de Brie
- Régiment de Brie

Le « régiment de Brie » est formé sous ce titre, par ordonnance royale du 26 avril 1775, avec les 2e et 4e bataillons du régiment Royal. Il est engagé dans la guerre d'indépendance des États-Unis et la guerre franco-anglaise. Par ordonnance du 30 janvier 1778, la compagnie de grenadiers du bataillon de garnison du régiment forme le régiment des grenadiers royaux de la Champagne. Le « régiment de Brie » est devenu depuis la Révolution le 24e régiment d'infanterie de ligne.

Régiment de Brie
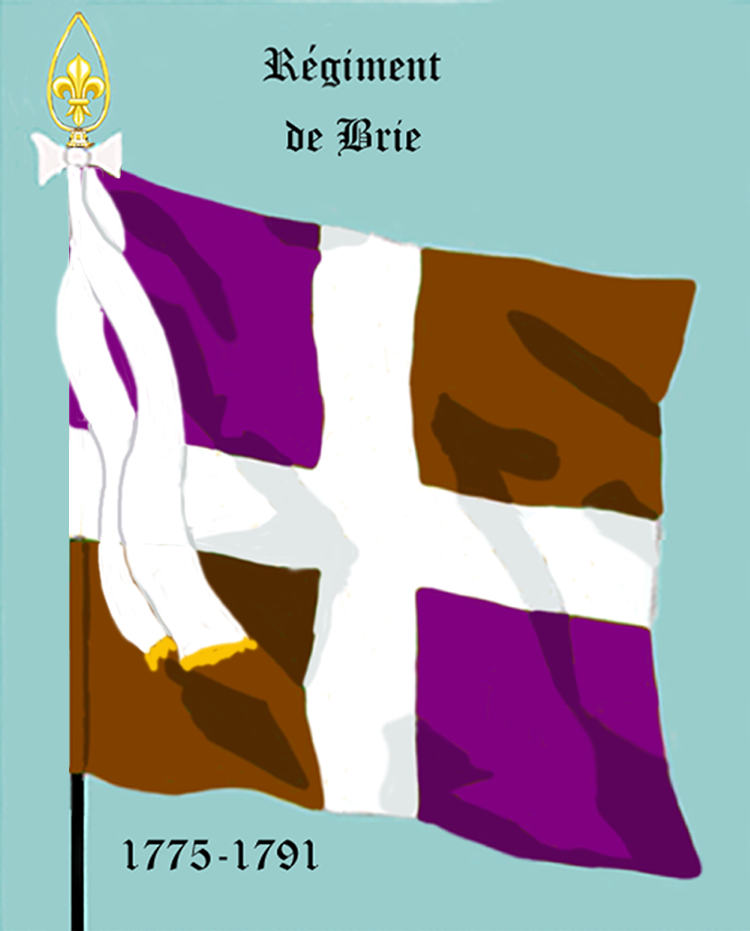

## Régiment de Brienne
- Régiment de Brienne

Ce régiment est levé le 12 décembre 1695 par N.de Loménie de Brienne. Engagé dans la guerre de la Ligue d'Augsbourg, il sert à l'armée d'Italie en 1696 et à l'armée de la Meuse en 1697. Il est réformé le 30 décembre 1698.

## Régiment de Brigneux
- Régiment de Brigneux

Ce régiment est levé en 1588 par N. de Brigneux, dans le cadre de la huitième guerre de Religion. En 1588, il participe au siège de La Garnache et à la bataille d'Ivry en 1590. Il est licencié en 1590.

## Régiment de Brinon
- Régiment de Brinon

C'est l'ancien régiment de Lambertye  qui, après avoir été donné le 3 janvier 1647 à Jean-Charles de Sennectère, comte de Brinon, prend le nom de « régiment de Brinon ». Il participe à la prise de Commercy en 1653. Il est licencié le 20 juillet 1660.

## Régiment de Briouze
- Régiment de Briouze

C'est l'ancien régiment de Vivour, qui est renommé « régiment de Briouze » en 1705 après avoir été donné à N. de Briouze. Engagé dans la guerre de Succession d'Espagne, il sert dans l'armée de Dauphine de 1707 à 1713. Il prend le nom de régiment des Vasières en 1713 après avoir été donné à N. des Vasières.

## Régiment de Briquemaut-Saint-André
- Régiment de Briquemaut-Saint-André 

C'est un régiment protestant, formé en septembre 1568, dans le cadre de la troisième guerre de Religion, par François de Briquemaut-Saint-Andté. Affecté à l'armée dite des Vicomtes il est incorporé, en septembre 1569, avec le régiment de Briquemaut-Saint-Audens après la mort de son frère au siège de Poitiers.

## Régiment de Briquemaut-Saint-Audens
- Régiment de Briquemaut-Saint-Audens 

C'est un régiment protestant, formé en septembre 1568, dans le cadre de la troisième guerre de Religion, par N. de Briquemaut-Saint-Audens, avec des soldats genevois. Affecté à l'armée dite des Vicomtes il participe, en 1569, au siège de Poitiers et aux batailles de Jarnac et de Moncontour. N. de Briquemaut-Saint-Audens, ayant été tué devant Poitiers, il est remplacé par son frère François de Briquemaut-Saint-André. En 1570 il se trouve au combat d'Arnay-le-Duc et est licencié le 8 août 1570 à la paix de Saint-Germain-en-Laye.

## Régiment de Briqueville

Régiment de Briqueville
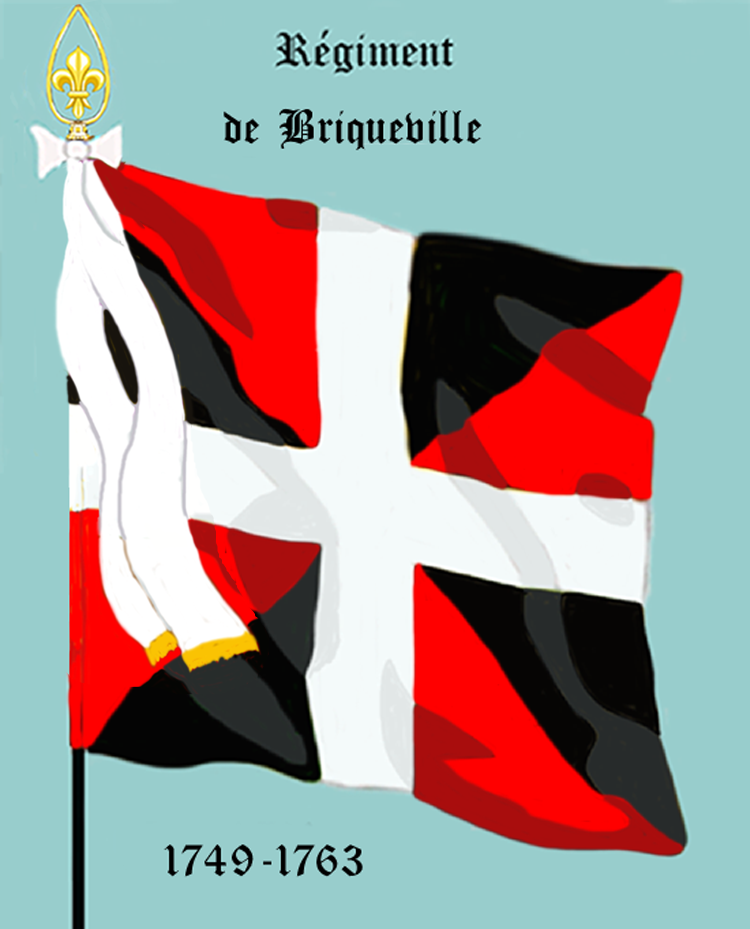

C'est l'ancien régiment de Ségur (1745-1749), qui est renommé « régiment de Briqueville » le 25 août 1749 et qui prend le nom de régiment de Soissonnais le 10 décembre 1762.
- Régiment de Briqueville

## Régiment de Brissac (1562-1563)
- Régiment de Brissac (1562-1563)

Ce régiment est formé, dans le cadre de la première guerre de Religion, le 26 septembre 1562, avec dix vieilles enseignes des bandes de Piémont rappelées en France sous les ordres de Timoléon de Cossé, comte de Brissac. En 1562, il se trouve la bataille de Dreux et en 1563, il participe au siège d'Orléans puis est cassé le 19 mars 1563 à la paix d'Amboise.

## Régiment de Brissac (1567-1569)
- Régiment de Brissac (1567-1569)

Le régiment est formé, par ordre du 28 septembre 1567 pour la deuxième guerre de Religion, avec les vieilles bandes de Piémont, et placé sous les ordres du colonel général Timoléon de Cossé, comte de Brissac, qui avait sous lui trois mestres de camp, savoir : Claude d'Asteaud de Muns, Antoine de Saint-Jean de Honoux et Gabriel de La Barthe. En 1567, le régiment participe à la bataille de Saint-Denis. Affecté à l'armée de Poitou en 1568, il se trouve, en 1569 à la bataille de Jarnac et au siège de Mussidan durant lequel son colonel, Timoléon de Cossé, comte de Brissac, est tué le 28 avril 1569. À la fin de mai, le régiment est partagé entre les trois mestres de camp qui prennent les noms de régiment de Muns, régiment de Brissac (1569-1585) et régiment de La Barthe.

## Régiment de Brissac (1569-1585)
- Régiment de Brissac (1569-1585)

Ce régiment qui est organisé le 29 mai 1569, avec une fraction du régiment de Brissac (1567-1569), après la mort de son colonel, Timoléon de Cossé, comte de Brissac, avec à sa tête Antoine de Saint-Jean de Honoux. Le 8 août 1570, à la paix de Saint-Germain-en-Laye qui met fin à la troisième guerre de Religion, le régiment reçoit le renfort du régiment de Chaperon. Le régiment de Brissac prend le nom de régiment de Piémont en 1585.

Régiment de Brissac (1569-1585)
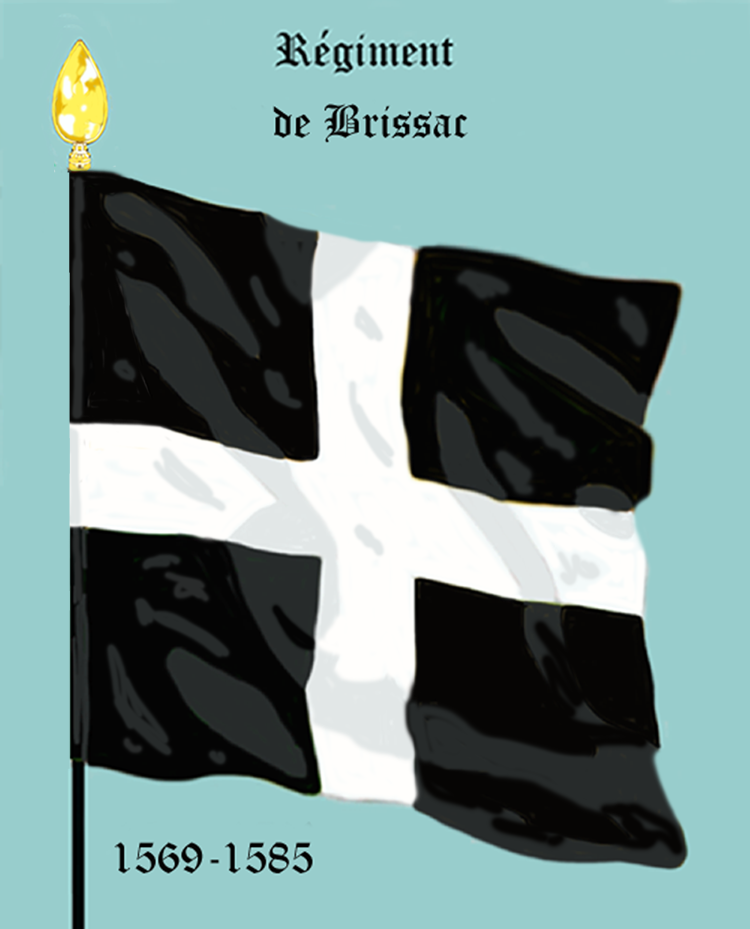

## Régiment de Broc
- Régiment de Broc

Ce régiment est levé le 28 novembre 1695 par N. de Broc. Engagé dans la guerre de la Ligue d'Augsbourg, il sert à l'armée de la Meuse en 1696 et à l'armée de Flandre en 1697. Il est réformé le 30 décembre 1698.

## Régiment de Broglie
- Régiment de Broglie

Ce régiment est levé le 22 mars 1702 par Victor-Maurice, comte de Broglie. Engagé dans la guerre de Succession d'Espagne, il sert à l'armée de Flandre. Il prend le nom de régiment de Froulay (1703-1711) après avoir été donné en avril 1703 à N., chevalier de Froulay.

## Régiment de Broglio (1650-1659)
- Régiment de Broglio (1650-1659) 

C'est l'ancien régiment de Rokeby, qui est renommé « régiment de Broglio » le 8 juillet 1650 après avoir été donné à Victor-Maurice, comte de Broglio. Mis en garnison à La Bassée, il est incorporé le 16 décembre 1659 dans le régiment des Gardes Écossaises et dans le régiment de Douglas. La charge de colonel général de l'infanterie anglaise, créée le 13 décembre 1646 et supprimée en 1660, a été occupée par Rupert de Bavière, comte palatin du Rhin.

## Régiment de Broglio (1654-1659)
- Régiment de Broglio (1654-1659)

C'est l'ancien régiment de Schack, qui est renommé « régiment de Broglio » le 27 février 1654 après avoir été donné à François Marie, comte de Broglio. Il participe à l'attaque des lignes d'Arras puis rejoint l'armée d'Italie en 1655 avec laquelle il se trouve au siége de Valenza en 1656 durant lequel son colonel y est tué le 2 juillet 1656, et il est remplacé, le 15 juillet 1656, par son frère Charles, comte de Broglio. Il est incorporé le 12 décembre 1659 dans le régiment d'Alsace.

## Régiment de Broglio (1659-1669)
- Régiment de Broglio (1659-1669)

Ce régiment est formé le 16 décembre 1659, dans le cadre de la guerre franco-espagnole, par Charles, comte de Broglio, avec les officiers et soldats français qui se trouvaient dans les régiments italiens et allemands réformés cette année. Il est licencié en juin 1669.

## Régiment de Broissia
- Régiment de Broissia

Le régiment est levé le 3 septembre 1702 par N. de Broissia. Engagé dans la guerre de Succession d'Espagne, il sert à l'armée du Rhin. Il prend le nom de régiment de Fontanges après avoir été donné en 1708 à N. marquis de Fontanges.

## Régiment de Brosses
- Régiment de Brosses

Le régiment est levé le 10 décembre 1702 par N. de Brosses. Engagé dans la guerre de Succession d'Espagne, il prend le nom de régiment d'Ormoy après avoir été donné en 1711 à N. d'Ormoy.

## Régiment de Brouage
- Régiment de Brouage

Le régiment est levé sous ce titre le 6 juin 1648 par Louis de Foucaud, comte du Daugnon, pour tenir garnison à Brouage. Il devient un régiment frondeur en 1650, il est licencié en décembre 1651.

## Régiment de Bruère
- Régiment de Bruère

Le régiment est levé en 1579 par N. de Bruère, dans le cadre de la septième guerre de Religion. Défait dans un combat près d'Angers par les troupes huguenotes, il est dispersé.

## Régiment de Bruslart
- Régiment de Bruslart

Le régiment est levé le 4 février 1706 par N. de Bruslart de Sillery. Engagé dans la guerre de Succession d'Espagne il sert dans les garnisons d'Alsace. Il prend le nom de régiment de Goello après avoir été donné en 1712 à N. de Goello.

## Régiment de Bryas
- Régiment de Bryas 

Ce régiment wallon est levé le 3 janvier 1702 par N. de comte de Bryas. Engagé dans la guerre de Succession d'Espagne, il est affecté à l'armée de Flandre et participe à la bataille d'Ekeren en 1703 durant laquelle le colonel y est tué. Il prend le nom de régiment de Croi après avoir été donné en 1703 à N. prince de Croi.

## Régiment de Bueil (1695-1698)
- Régiment de Bueil également appelé régiment de Bueil-Racan (1695-1698)

Ce régiment est levé le 1er décembre 1695 par Honorat, comte de Bueil-Racan. Engagé dans la guerre de la Ligue d'Augsbourg, il sert à l'armée d'Italie en 1696 et à l'armée de la Meuse en 1697. Il est incorporé le 18 novembre 1698 dans le régiment de Normandie.

## Régiment de Bueil (1708-1712)
- Régiment de Bueil également appelé régiment de Bueil-Racan (1708-1712)

C'est l'ancien régiment de Mailly, qui est renommé « régiment de Bueil-Racan » en 1708 et qui prend le nom de régiment de La Brosse en 1712.

Régiment de Bueil-Racan (1708-1712)
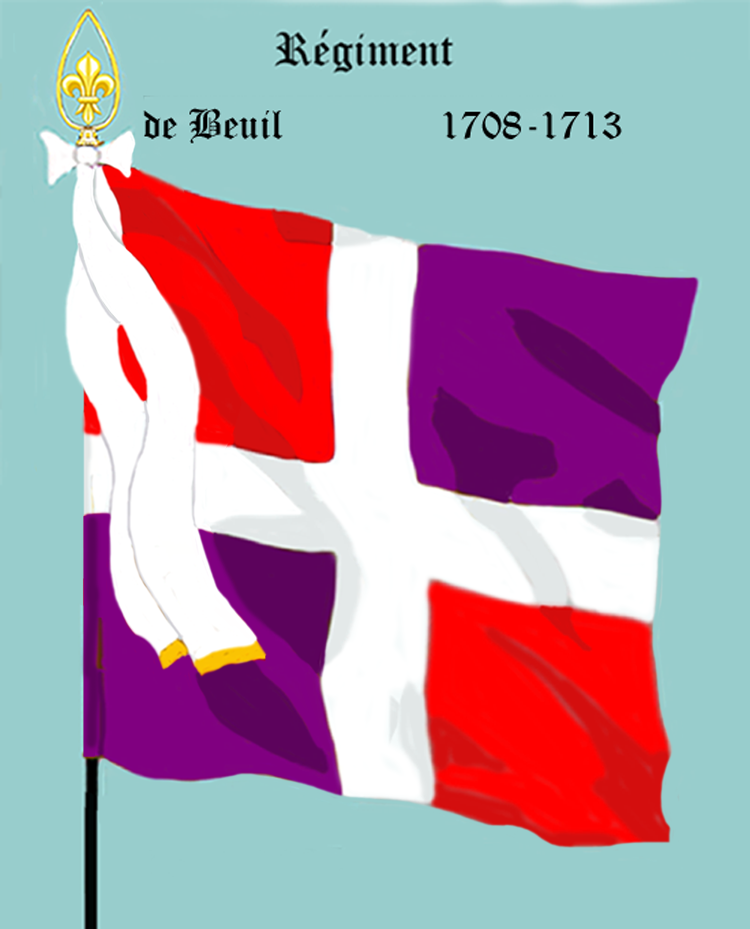

## Régiment de Buffes
- Régiment de Buffes

Le régiment est levé le 2 avril 1590, dans le cadre la huitième guerre de Religion, par N. de Buffes. En 1590 le régiment participe au siège de Paris et à la défense de Lagny. En 1595 il se trouve au siège de Beaune et est licencié à la fin de la campagne.

## Régiment de Bugey
- Régiment de Bugey

Le régiment est créé sous ce titre, le 4 octobre 1692 et donné au marquis Antoine de La Chaize d'Aix. Engagé dans la guerre de la Ligue d'Augsbourg il est affecté à l'armée de Flandre et est donné le 4 octobre 1695 à Hyacinthe de Montvalat, comte d'Entragues avec lequel il se trouve au siège d'Ath en 1697 puis il est donné le 16 juin 1699 à Jacques de Bérenger, comte du Guast, et le 17 septembre 1701 à Pierre, comte de Bérenger, son frère qui le mène, dans le cadre de la guerre de Succession d'Espagne, à l'armée d'Italie et à la bataille de Luzzara, et prise de Luzzara et de Gonzague en 1702, aux batailles de Stradella et de Castelnuovo, à l'expédition du Tyrol, et à la combat de San-Sébastiano en 1703. Il est repris le 10 février 1704 par Jacques de Bérenger du Guast qui prend sa tête aux sièges de Verceil, d'Ivrée et de Verrue en 1704, au siège de Chivasso en 1705, au siège de Turin en 1706, à la défense de Toulon en 1707. il est mis en garnison à Saint-Venant en 1709 et à la défense de Saint-Venant en 1710 durant lequel le colonel est tué dans une sortie. Le régiment est repris le 4 octobre 1710 par Pierre, comte de Bérenger et se trouve aux sièges de Landau et de Fribourg en 1713. Il est incorporé le 7 octobre 1714 dans le régiment de Champagne.

## Régiment du Buisson (1635-1652)
- Régiment du Buisson (1635-1652)

Le régiment est levé le 8 juillet 1635 par Alexandre Nicolas du Buisson des Ardennes dans le cadre de la guerre de Trente Ans. Il est mis en garnison à Ham. Il rejoint l'armée de Picardie en 1639 puis rentre en 1640 à nouveau dans Ham. Lors de la Fronde, le régiment prenant parti pour Louis prince de Condé en 1652. Il prend le nom de régiment d'Hocquincourt après avoir été donné le 9 février 1652 à Charles de Monchy, maréchal d'Hocquincourt.

## Régiment du Buisson
- Régiment du Buisson 

C'est l'ancien régiment de May (1702-1715), qui est renommé « régiment du Buisson » le 28 mai 1715 après avoir été donné à Ami du Buisson. Il participe à la guerre de la Quadruple-Alliance puis il prend le nom de régiment de Diesbach le 4 janvier 1721 après avoir été donné à François Philippe, comte de Diesbach-Steinbrugg, de Fribourg.

Régiment du Buisson
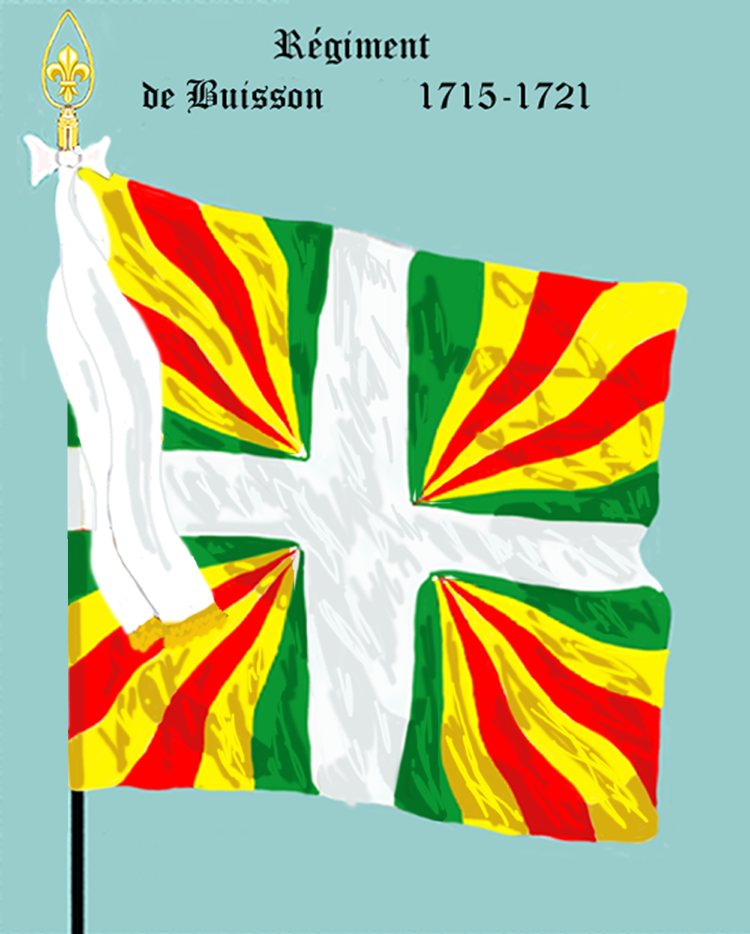

## Régiment de Bulkeley (1707-1709)
- Régiment de Bulkeley (1707-1709)

C'est l'ancien régiment de Tessé (1705-1707), qui est renommé « régiment de Bulkeley » après avoir été donné le 11 mai 1707 à François, comte de Bulkeley. Engagé dans la guerre de Succession d'Espagne, il participe à la prise de Lérida en 1707, et à la prise de Tortose en 1708. Il prend le nom de régiment du Bouchet après avoir été donné le 23 mai 1709 à N. du Bochet.

## Régiment de Bulkeley (1733-1775)
- Régiment de Bulkeley (1733-1775) 

C'est l'ancien régiment de Leé (1694-1733), qui est renommé « régiment de Bulkeley » le 16 septembre 1733 après avoir été donné à François de Bulkeley. Le 21 décembre 1762 il reçoit l'incorporation du régiment Royal-Écossais. C'est par ordonnance royale du 26 avril 1775 que fut effectuée la réunion du « régiment de Bulkeley » et du régiment de Dillon (1690-1775). Le régiment de Dillon (1690-1775) devint le 2e bataillon, et donna son nom au nouveau régiment de Dillon et le « régiment de Bulkeley » donna son ancienneté.

Régiment de Bulkeley (1733-1775)
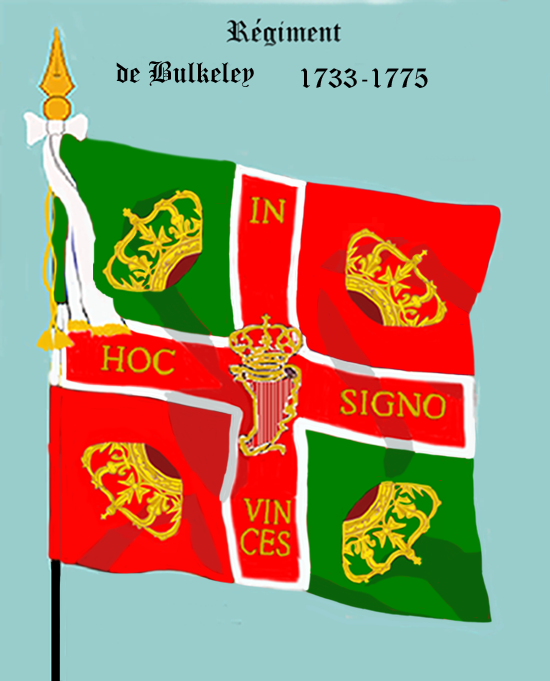

## Régiment de Burky
- Régiment de Burky 

C'est l'ancien régiment de Hessy, qui est renommé « régiment de Burky » le 30 novembre 1729 et qui prend le nom de régiment de Tschudy (1737-1740) en 1737.

Régiment de Burky
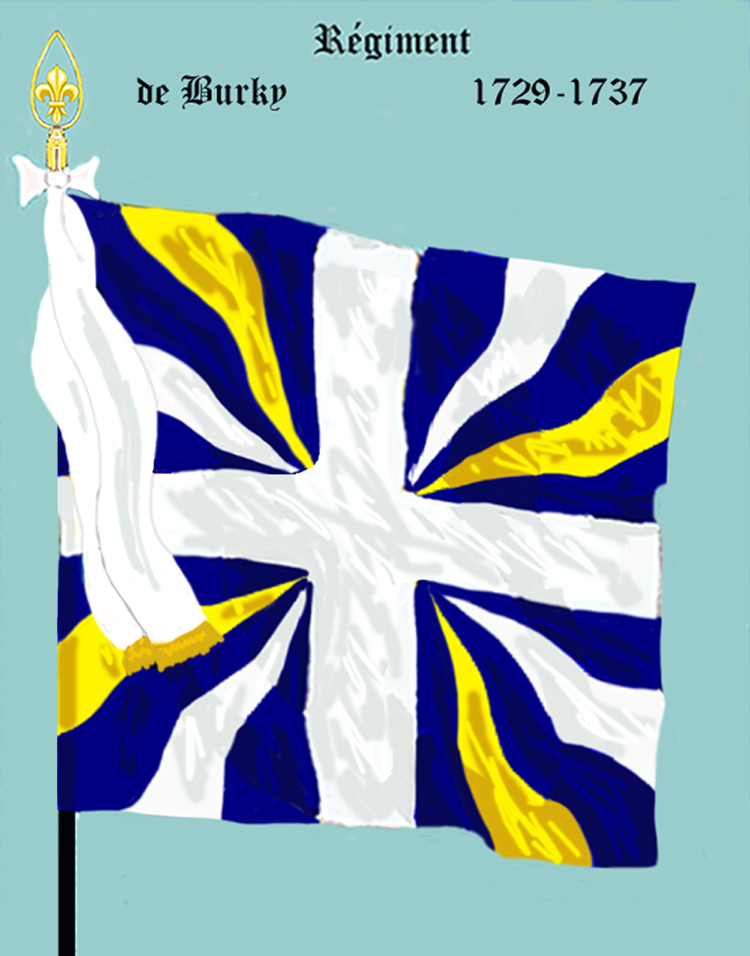

## Régiment de Bury
- Régiment de Bury

Le régiment est levé le 3 mars 1622 par Henri de Neufville de Villeroy, comte de Bury. pour participer à la répression de la première rébellion huguenote. Il se trouve au siège de Royan puis il est licencié le 14 février 1623 après la paix de Montpellier.

## Régiment de Bussy
- Régiment de Bussy

Le régiment est levé, le 1er mars 1574, par Louis de Clermont de Bussy d'Amboise, dans le cadre de la cinquième guerre de Religion. En 1574, il participe aux sièges de Saint-Lô, de Domfront, de Carentan, de Fontenay et de Lusignan. Le régiment est ôté à Bussy à cause de ses prétentions relative au drapeau blanc et donné à N. de Lancosme. Mis en garnison à Brouage, il est cassé après la campagne de 1575 et l'édit de Poitiers. Rétabli 15 avril 1580 durant la septième guerre de Religion il participe au siège de Montaigu et licencié la même année à la paix du Fleix.

## Régiment de Bussy-Lameth
- Régiment de Bussy-Lameth

Ce régiment est levé le 30 octobre 1615, par Charles, baron de Bussy-Lameth. Réformé le 6 mai 1616 à la paix de Loudun, il est rétabli le 9 septembre 1616. Fait prisonnier au siège de Soissons, en 1617, il est dispersé. Rétabli 8 juillet 1631, durant la guerre de Trente Ans, il participe à la prise de Trèves en 1632 et y reste en garnison. En 1634, il se trouve au siège de la Mothe, en 1635 il est à la défense de Trèves, à la défense d'Hermanslein en 1636 puis aux sièges de Landrecies et de la Capelle en 1637. Le mestre de camp tué devant La Capelle est remplacé par Antoine François, comte de Bussy-Lameth. En 1638, le régiment participe aux prises de Blamont, de Lunéville et de Brisach et au siège et bataille de Thionville en 1639. En 1640 il est présent au siège d'Arras puis en 1641 aux sièges d'Aire-sur-la-Lys, de la Bassée et de Bapaume puis à la bataille de Honnecourt en 1642. En 1644, le régiment participe à la bataille de Fribourg, à la prise de Philisbourg et de Landau puis au siège de Dixmude en 1646. Réformé après cette campagne il est rétabli 8 juin 1652 pour tenir garnison à Mézières et est licencié en décembre 1658.

## Régiment de Bussy-Rabutin
- Régiment de Bussy-Rabutin

Le régiment est levé le 20 septembre 1627 par Leonor de Rabutin, comte de Bussy, dit Leonor Bussy-Rabutin. Il sert en Bourgogne et en Languedoc. Réformé en 1630, il est rétabli le 6 août 1633 et participe dans le cadre de la guerre de Trente Ans au siège de La Mothe en 1634 à la prise de Moyenvic, de Charmes et de Neufchâteau en 1635, au siège de Dôle et à la reprise de Corbie en 1636, aux sièges de Landrecies et de Maubeuge en 1637. Le régiment obtient le Drapeau blanc du royaume de France le 5 août 1637. Le 12 mars 1638 le régiment est cédé par le mestre de camp, Leonor Bussy-Rabutin, à son fils Roger, comte de Bussy-Rabutin avec lequel il se trouve aux siège et bataille de Thionville en 1639, au siège d'Arras en 1640, au siège de Lens et de Bapaume en 1641. Après la prise de cette ville, il est réduit à quatre compagnies de garnison en 1641. Rétabli le 6 mars 1652, dans le cadre de la Fronde, il est présent à la prise de Montrond en Berry puis aux sièges de Château-Porcien, de Vervins et de Sainte-Ménéhould en 1653. Il rejoint l'armée de Catalogne en 1654 et participe à la prise de Puycerda. Revenu dans le nord de la France, il se trouve aux sièges de Condé, de Saint-Ghislain et de Valenciennes en 1656. Le 29 juillet 1656 il est incorporé dans le régiment de La Fère.

## Régiment de Buttafuoco
Ce régiment corse est levé en 1769 après la pacification de la Corse, et formé à Aix par N. comte de Buttafuoco. Il se trouve en garnison à Tarascon en 1771 et à l'île d'Oléron en 1772. Le régiment est assimilé en 1772 aux troupes provinciales, et mis sous le titre de provincial de régiment de la Corse. Ce corps portait veste brune à capuchon, basques du devant relevées et agrafées à la poche; petit parement fermé en botte et collet verts, doublure verte, gilet blanc, ceinture à la Corse, culotte verte avec canons descendant à trois doigts au-dessous du jarret, guêtres de peau jaune; chapeau corse relevé d'un côté; boutons blancs. Armement corse. En 1786, le gilet devint vert, l'habit eut des revers verts, et le capuchon fut supprimé.

## Régiment de Buttler
- Régiment de Buttler 

Ce régiment irlandais, est levé le 20 juillet 1653 par Richard Buttler pour participer à la guerre franco-espagnole. Il se trouve à l'attaque des lignes d'Arras en 1654 et est incorporé dans le régiment de Muskerry en juillet 1655.